# Ford Mondeo
Der Ford Mondeo ist ein Mittelklasse-Pkw-Modell von Ford. Auf dem amerikanischen Markt wurde bis 2020 der größtenteils baugleiche Ford Fusion verkauft. Seit 2022 wird der Mondeo nur noch in Asien angeboten.

## Modellgeschichte
Der Mondeo ist der Nachfolger des im Spätsommer 1982 präsentierten Ford Sierra. Bei den beiden ersten von Anfang 1993 bis Spätsommer 2000 produzierten Baureihen verfolgte Ford die Idee eines „Weltautos“. Mundus heißt in der lateinischen Sprache Welt. Bei weitgehend gleicher Technik unterschieden sich die Formen und die Namensgebung des für Europa in Belgien gebauten Ford Mondeo von den in den USA gebauten Fahrzeugen mit der Bezeichnung Mercury Mystique und Ford Contour.
Der Ford Mondeo wurde 1994 zum Auto des Jahres gewählt. Von 1994 bis 2000 bot Ford alle drei Karosserievarianten (Stufenheck, Fließheck und den Turnier genannten Kombi) zum gleichen Preis an. Im Sommer 1996 wurde das Aussehen des europäischen Mondeo und der US-Modelle weitgehend vereinheitlicht. Im Herbst 2000 änderte man die Form weg vom „Cab-Forward-Design“ (s. u.) hin zum New-Edge-Design. Anfang 2007 wurde das neue „kinetic-design“-Konzept von Martin Smith für den aktuellen Mondeo umgesetzt. Ab Spätsommer 2013 sollte die vierte Generation des Mittelklassefahrzeuges angeboten werden, wobei hier wieder ein Kombi Turnier und eine Limousine mit Stufen- oder Fließheck angeboten wird. Wegen der Schließung des Ford-Werks in Genk verschob sich die Markteinführung jedoch auf Anfang 2015.
Die Fahrzeuge wurden ab Anfang 1993 im belgischen Genk in einem Zweigwerk der deutschen Ford-Werke GmbH gebaut. Seit der Schließung des Ford-Werkes in Genk im Sommer 2014 werden die Fahrzeuge im Ford-Werk in Almussafes bei Valencia (Spanien) produziert sowie seit April 2015 in Wsewoloschsk bei Sankt Petersburg (Russland).
2018 gab Ford bekannt, alle Limousinen in den USA ohne Nachfolger auslaufen zu lassen. Die Modellpalette soll zu 90 % aus SUVs und Pick Ups bestehen. Das gilt auch für den Ford Fusion in den USA. Ford erklärte aber, dass der Mondeo (Limousine und Turnier) zu den wichtigsten Modellen in Europa gehört und es somit einen Nachfolger geben wird.

## Mondeo ’93 (Typ GBP/BNP, 1993–1996)
Mit der Einführung des Mondeo am 4. März 1993 kehrte Ford in der Mittelklasse nach 22 Jahren wieder zum Frontantrieb zurück. Allerdings war der Mondeo kurzzeitig auch in Verbindung mit dem 2,0-Liter-Motor mit Allradantrieb erhältlich. Der Wagen wurde zunächst mit drei Vierzylinder-16V-Ottomotoren („Zetec“-Motorengeneration) und einem Dieselmotor angeboten. Mitte 1994 folgte der Duratec-V6-Motor mit 125 kW. Das Ziel für den Mondeo: 15 % Marktanteil in der von Ford als „C/D-Segment“ definierten Mittelklasse. Die Fahrzeugausstattungen reichten vom Basismodell CLX über das GLX-Modell mit etwas mehr Ausstattung bis hin zur Topvariante Ghia. Zeitweise gab es einige Sondermodelle (zum Beispiel Festival, Fashion, Skylight). Wenn man Allrad- und Automatik-Versionen hinzurechnet, ließen sich bereits 1993 insgesamt 40 Varianten des Mondeo zusammenstellen.
Das Design des Mondeo stand bereits 1986 fest. Einer der wichtigsten Punkte im Lastenheft des Ford-Neulings hieß: „Größerer Innenraum bei unverändert kompakten Außenabmessungen.“ Das bedeutete den Abschied vom Hinterradantrieb des Sierra und eine Karosserie im stilbildenden Cab-Forward-Design. Das sah vor, den Raum für die Technik so weit wie möglich zu beschneiden, um im Gegenzug die Fahrgastzelle weiter vorn beginnen zu lassen. Der Mondeo begann mit einer betont tief angesetzten Motorhaube, die wegen des quer eingebauten Motors 20 cm kürzer war als die des Sierra. Bei etwa gleich gebliebener Länge wuchs der Radstand um 10 cm, die Breite um 5 cm. Der um 34 mm größere Verstellbereich der Frontsitze und die vorn um 20 mm gewachsene Kopffreiheit boten den Insassen mehr Platz. Um dem Mondeo ein schlankes Erscheinungsbild zu verleihen, wählten die Ford-Designer eine tief angesetzte und flach ansteigende Motorhaube, große, bündig eingesetzte Scheiben und schmale Dachsäulen. Die kaum merklich ansteigende Seitenlinie ließ die Heckpartie zierlich wirken.
Um beim Turnier einen möglichst tiefen und breiten Laderaum zu erreichen, wurde eine aufwendige Hinterradaufhängung entwickelt. Sie bestand im Wesentlichen aus drei Querlenkern und einem Längslenker. Deren weit außen und tief montierten Anlenkpunkte ermöglichten zusammen mit getrennten Federn und Dämpfern einen großen Laderaum. Außerdem kann der Mondeo mit dieser Mehrlenker-Hinterachse sehr agil gefahren werden. Dieser Mondeo verzögerte vorne mit innenbelüfteten Bremsscheiben, hinten mit 229 mm großen Trommelbremsen. Die Allrad- und V6-Modelle waren hinten mit massiven Bremsscheiben ausgestattet. Die neuen 16V- und 24V-Ottomotoren im Mondeo ’93 gehörten zu den damals modernsten in Mittelklassefahrzeugen. Auch das mit Hilfe des Ex-Rennfahrers Jackie Stewart abgestimmte Fahrwerk galt als vorbildlich. Die Karosserieform wurde in Teilen der Fachpresse als zu zurückhaltend kritisiert und im Herbst 1996 gründlich korrigiert. Ein weiterer Schwerpunkt der Entwicklungsarbeiten bezog sich auf die Minderung unerwünschter Geräusche und Vibrationen (NVH).

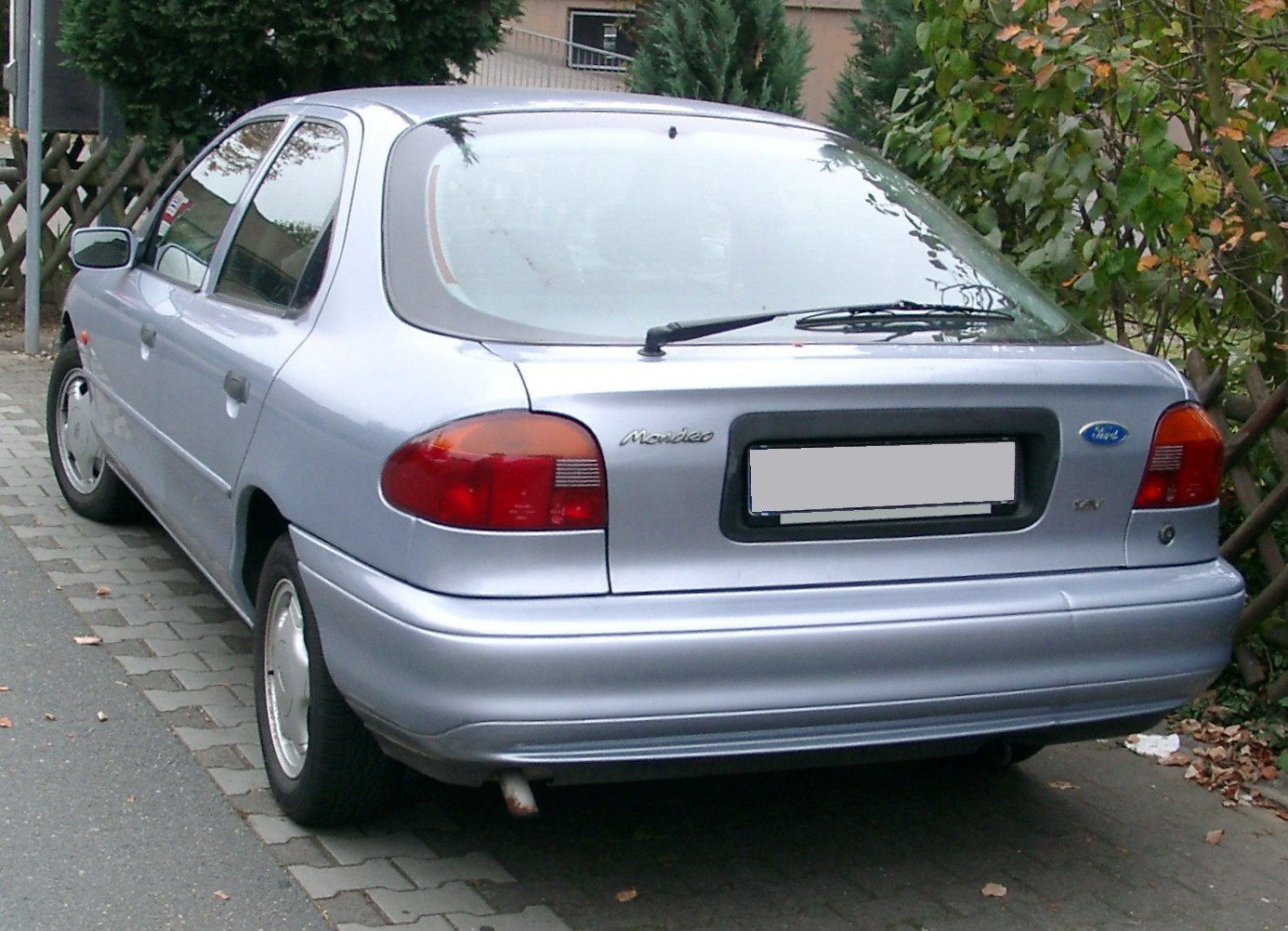
Heckansicht
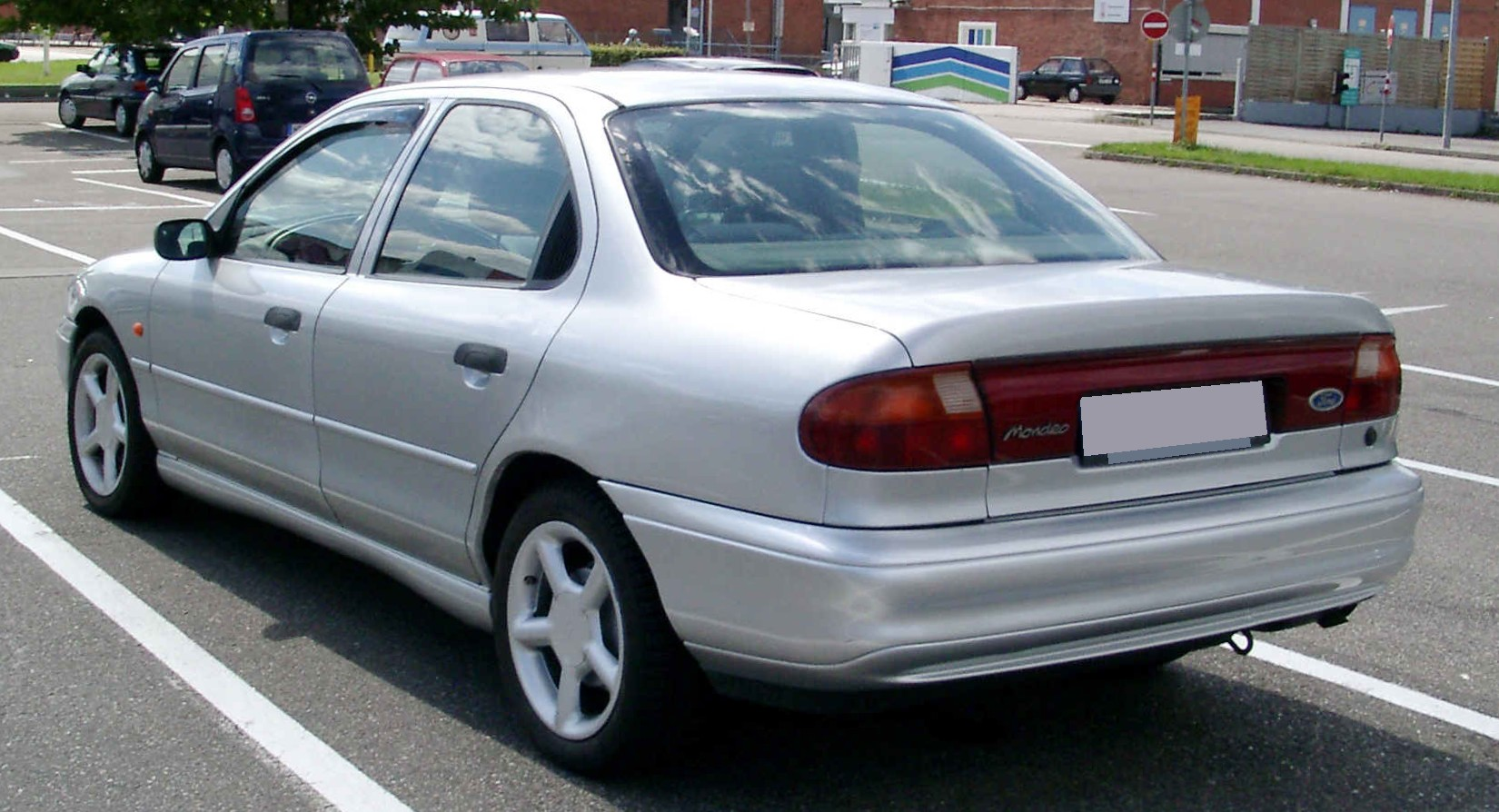
Ford Mondeo Stufenheck (1993–1996)
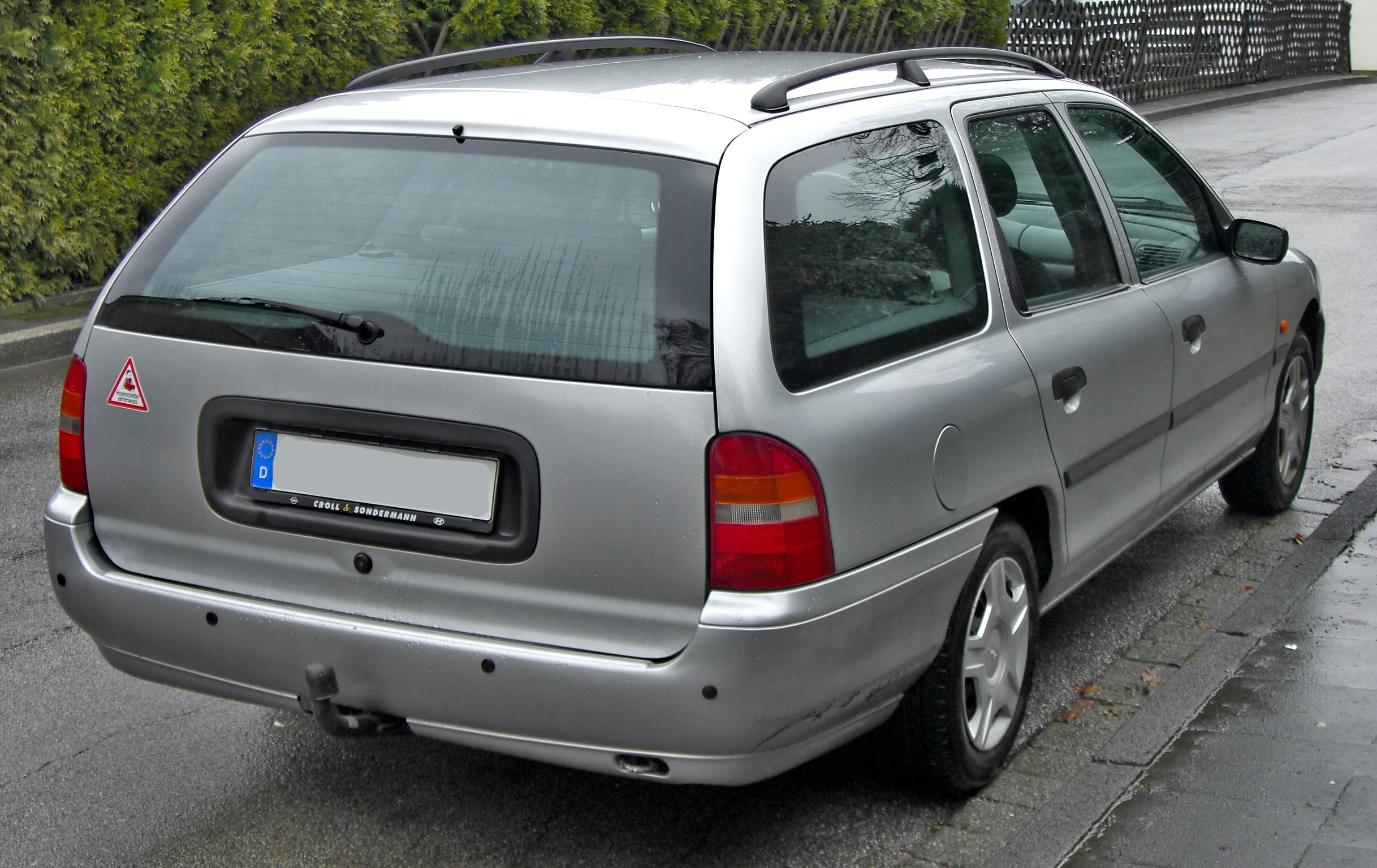
Ford Mondeo Turnier (1993–1996)
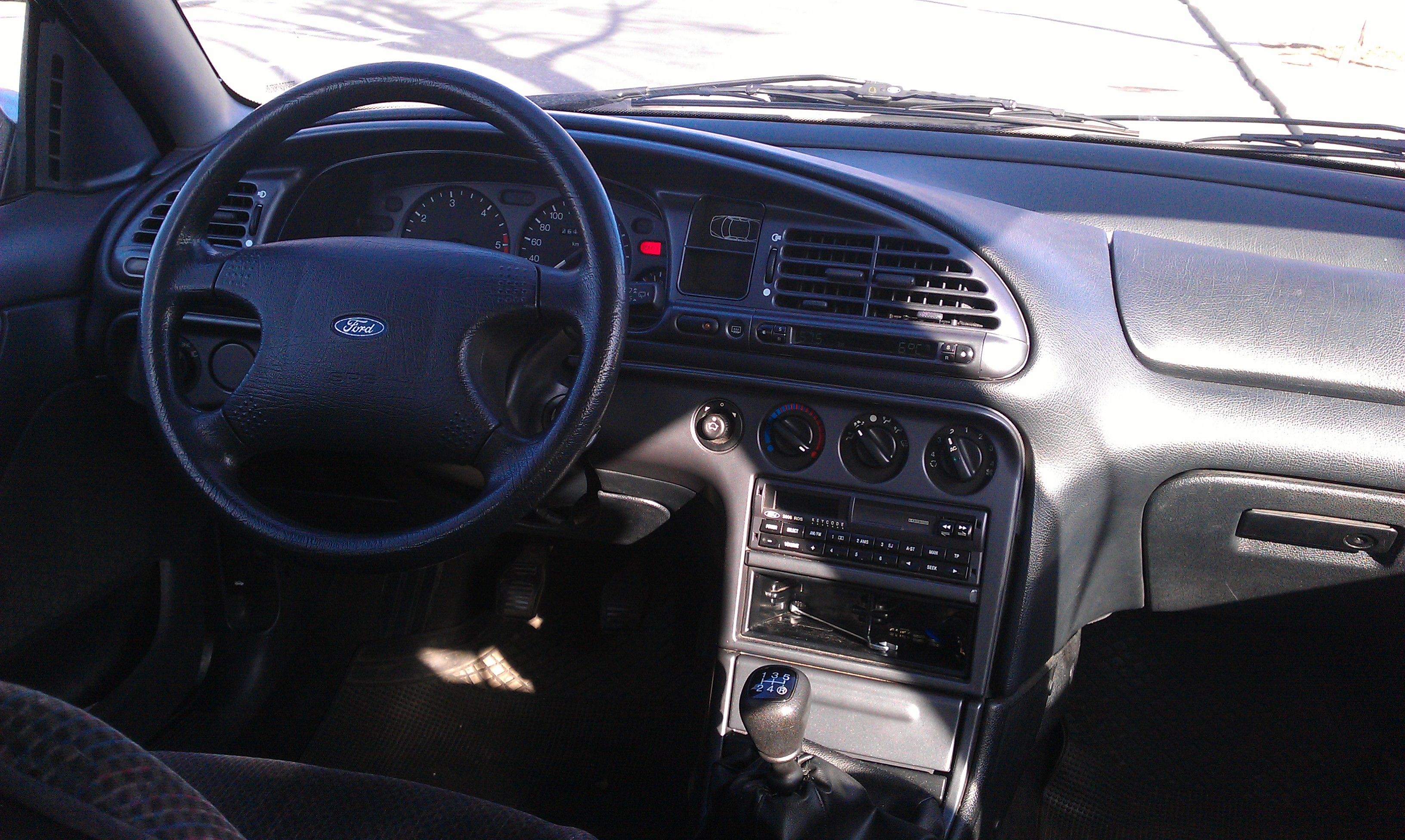
Ansicht Innenraum Ford Mondeo (1993–1996)

### Technische Daten
|                                             | 1.6                        | 1.6                        | 1.8                         | 1.8                         | 2.0                            | 2.5                          | 1.8 TD                     | 1.8 TD                     |
| Bauzeitraum                                 | 01/1993–06/1994            | 07/1994–08/1996            | 01/1993–06/1994             | 07/1994–08/1996             | 01/1993–08/1996                | 07/1994–08/1996              | 06/1993–08/1996            | 06/1993–08/1996            |
| Motorkenndaten                              |                            |                            |                             |                             |                                |                              |                            |                            |
| Motorkennung                                | L1F                        | L1J                        | RKA                         | RKB                         | NGA                            | SEA                          | RFN, RFM                   | RFD, RFK                   |
| Motortyp                                    | Zetec (R4-Ottomotor)       | Zetec (R4-Ottomotor)       | Zetec (R4-Ottomotor)        | Zetec (R4-Ottomotor)        | Zetec (R4-Ottomotor)           | Duratec (V6-Ottomotor)       | Endura-D (R4-Dieselmotor)  | Endura-D (R4-Dieselmotor)  |
| Anzahl Ventile pro Zylinder                 | 4                          | 4                          | 4                           | 4                           | 4                              | 4                            | 2                          | 2                          |
| Ventilsteuerung                             | DOHC, Zahnriemen           | DOHC, Zahnriemen           | DOHC, Zahnriemen            | DOHC, Zahnriemen            | DOHC, Zahnriemen               | 2 × DOHC, Kette              | OHC, Zahnriemen            | OHC, Zahnriemen            |
| Gemischaufbereitung                         | Saugrohreinspritzung       | Saugrohreinspritzung       | Saugrohreinspritzung        | Saugrohreinspritzung        | Saugrohreinspritzung           | Saugrohreinspritzung         | Wirbelkammer- einspritzung | Wirbelkammer- einspritzung |
| Motoraufladung                              | –                          | –                          | –                           | –                           | –                              | –                            | Turbolader, Ladeluftkühler | Turbolader, Ladeluftkühler |
| Kühlung                                     | Wasserkühlung              | Wasserkühlung              | Wasserkühlung               | Wasserkühlung               | Wasserkühlung                  | Wasserkühlung                | Wasserkühlung              | Wasserkühlung              |
| Bohrung × Hub                               | 76,0 mm × 88,0 mm          | 76,0 mm × 88,0 mm          | 80,6 mm × 88,0 mm           | 80,6 mm × 88,0 mm           | 84,8 mm × 88,0 mm              | 82,4 mm × 79,5 mm            | 82,5 mm × 82,0 mm          | 82,5 mm × 82,0 mm          |
| Hubraum                                     | 1597 cm³                   | 1597 cm³                   | 1796 cm³                    | 1796 cm³                    | 1988 cm³                       | 2544 cm³                     | 1753 cm³                   | 1753 cm³                   |
| Verdichtungsverhältnis                      | 10,3:1                     | 10,3:1                     | 10,0:1                      | 10,0:1                      | 10,0:1                         | 9,7:1                        | 21,5:1                     | 21,5:1                     |
| max. Leistung                               | 66 kW (90 PS) bei 5250/min | 65 kW (88 PS) bei 5250/min | 85 kW (115 PS) bei 5750/min | 82 kW (112 PS) bei 5750/min | 100 kW (136 PS) bei 6000/min   | 125 kW (170 PS) bei 6250/min | 65 kW (88 PS) bei 4500/min | 66 kW (90 PS) bei 4500/min |
| max. Drehmoment                             | 138 Nm bei 3500/min        | 138 Nm bei 3500/min        | 158 Nm bei 3750/min         | 158 Nm bei 3750/min         | 180 Nm bei 4000/min            | 220 Nm bei 4250/min          | 178 Nm bei 2000/min        | 180 Nm bei 2000/min        |
| Kraftübertragung                            |                            |                            |                             |                             |                                |                              |                            |                            |
| Antrieb, serienmäßig                        | Vorderradantrieb           | Vorderradantrieb           | Vorderradantrieb            | Vorderradantrieb            | Vorderradantrieb               | Vorderradantrieb             | Vorderradantrieb           | Vorderradantrieb           |
| Antrieb, optional                           | –                          | –                          | –                           | –                           | Allradantrieb                  | –                            | –                          | –                          |
| Getriebe, serienmäßig                       | 5-Gang-Schaltgetriebe      | 5-Gang-Schaltgetriebe      | 5-Gang-Schaltgetriebe       | 5-Gang-Schaltgetriebe       | 5-Gang-Schaltgetriebe          | 5-Gang-Schaltgetriebe        | 5-Gang-Schaltgetriebe      | 5-Gang-Schaltgetriebe      |
| Getriebe, optional                          | –                          | –                          | 4-Stufen-Automatikgetriebe  | 4-Stufen-Automatikgetriebe  | 4-Stufen-Automatikgetriebe     | 4-Stufen-Automatikgetriebe   | –                          | –                          |
| Messwerte (Limousine)                       |                            |                            |                             |                             |                                |                              |                            |                            |
| Höchstgeschwindigkeit                       | 180 km/h                   | 180 km/h                   | 195 km/h (179 km/h)         | 195 km/h (179 km/h)         | 209 km/h (194 km/h) [203 km/h] | 225 km/h (210 km/h)          | 181 km/h                   | 181 km/h                   |
| Beschleunigung, 0–100 km/h                  | 13,7 s                     | 13,7 s                     | 11,1 s (13,8 s)             | 11,1 s (13,8 s)             | 9,7 s (11,9 s)                 | 8,6 s (10,4 s)               | 13,7 s                     | 13,7 s                     |
| Kraftstoffverbrauch auf 100 km (kombiniert) | 7,1 l S                    | 7,1 l S                    | 6,8 l S (7,5 l S)           | 6,8 l S (7,5 l S)           | 7,5 l S (7,7 l S) [8,4 l S]    | 8,2 l S                      | 6,4 l D                    | 6,4 l D                    |
| Messwerte (Kombi)                           |                            |                            |                             |                             |                                |                              |                            |                            |
| Höchstgeschwindigkeit                       | 175 km/h                   | 175 km/h                   | 190 km/h (174 km/h)         | 190 km/h (174 km/h)         | 199 km/h (189 km/h) [198 km/h] | 215 km/h (200 km/h)          | 176 km/h                   | 176 km/h                   |
| Beschleunigung, 0–100 km/h                  | 13,9 s                     | 13,9 s                     | 11,4 s (14,1 s)             | 11,4 s (14,1 s)             | 9,9 s (12,1 s)                 | 8,7 s (10,4 s)               | 14,1 s                     | 14,1 s                     |
| Kraftstoffverbrauch auf 100 km (kombiniert) | 7,9 l S                    | 7,7 l S                    | 7,4 l S (8,3 l S)           | 7,4 l S (8,3 l S)           | 8,4 l S (8,3 l S) [8,7 l S]    | 9,0 l S                      | 7,1 l D                    | 7,1 l D                    |

1. ↑  2.0 4×4: 97 kW (132 PS)
2. ↑  2.0: Mit geänderter Luftansaugung in Österreich bis EU-Beitritt und Schweiz auch als Mondeo RS mit 105 kW (143 PS)
3. 1 2  Werte in ( ) für Automatikgetriebe und in [ ] für Allradantrieb.

- Die Verfügbarkeit der Motoren war von Modell, Ausstattung und Markt abhängig.

## Mondeo ’97 (Typ BAP/BFP/BNP, 1996–2000)
| Sterne im Euro-NCAP-Crashtest (1997): |

Im August 1996 wurde der Mondeo umfassend überarbeitet, wobei der Verkauf im November 1996 begann. Obwohl es sich lediglich um eine stark modifizierte Version der ersten Generation handelt, wird der Mondeo ’97 bei Ford als zweite Baureihe geführt. Der Kühlergrill wurde umgestaltet und bekam die Form einer Ellipse, die Scheinwerfer wurden stärker geschwungen und weiter hochgezogen. Diese Modifikationen waren mit strukturellen Änderungen verbunden, weshalb neue Crashtests notwendig wurden. Die Technik und die Motoren wurden weitgehend unverändert vom Vorgänger übernommen. Der Mondeo ’97 verzögerte vorn mit innenbelüfteten Bremsscheiben und hinten, je nach Fahrzeugausstattung mit Bremstrommeln, innen- oder außenbelüfteten Bremsscheiben. Ab Mai 1998 gab es den Mondeo mit höherwertigen Materialien in Innenraum und leichten technischen Änderungen, unter anderem an der Abgasanlage. Die Ausstattungsvarianten wurden anfangs vom Ursprungsmodell übernommen, später wurden neue Bezeichnungen eingeführt:
- Ambiente (Grundausstattung)
- Trend (zusätzlich einige nützliche Extras)
- Festival (Sondermodell)
- Futura (Sondermodell)
- Ghia („Luxus-Ausführung“)

Beim Mondeo ’97 gab es außerdem mehr Sondermodelle als vorher. Ab Herbst 1999 gab es eine Sportvariante des 2,5-Liter-Duratec-V6-Motors Mondeo ST 200 mit 151 kW.

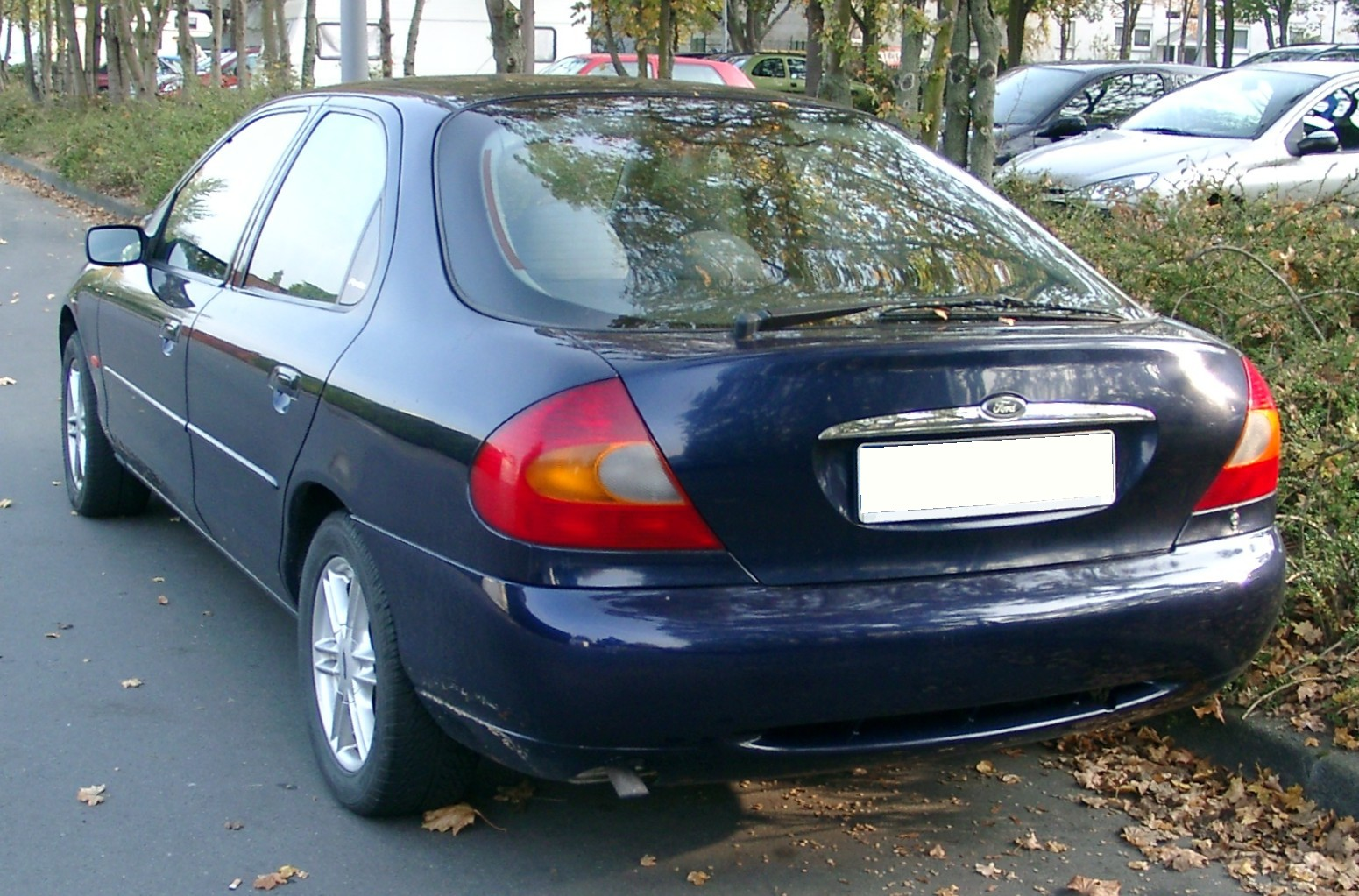
Heckansicht
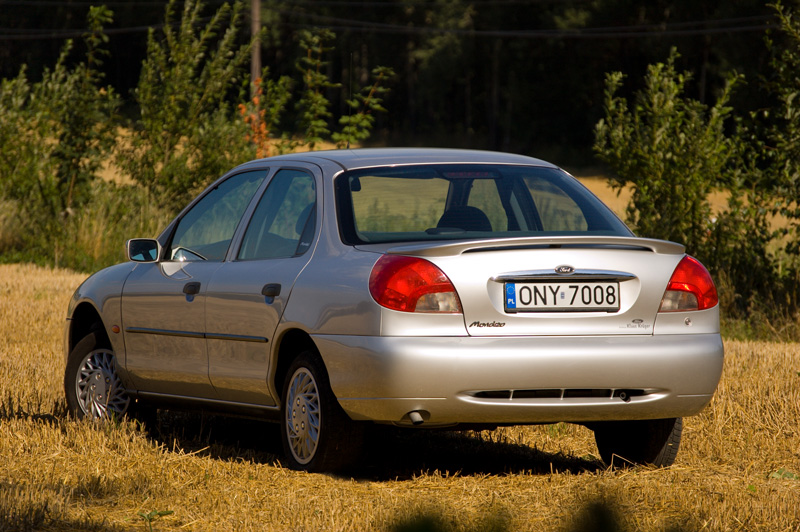
Ford Mondeo Stufenheck (1996–2000)
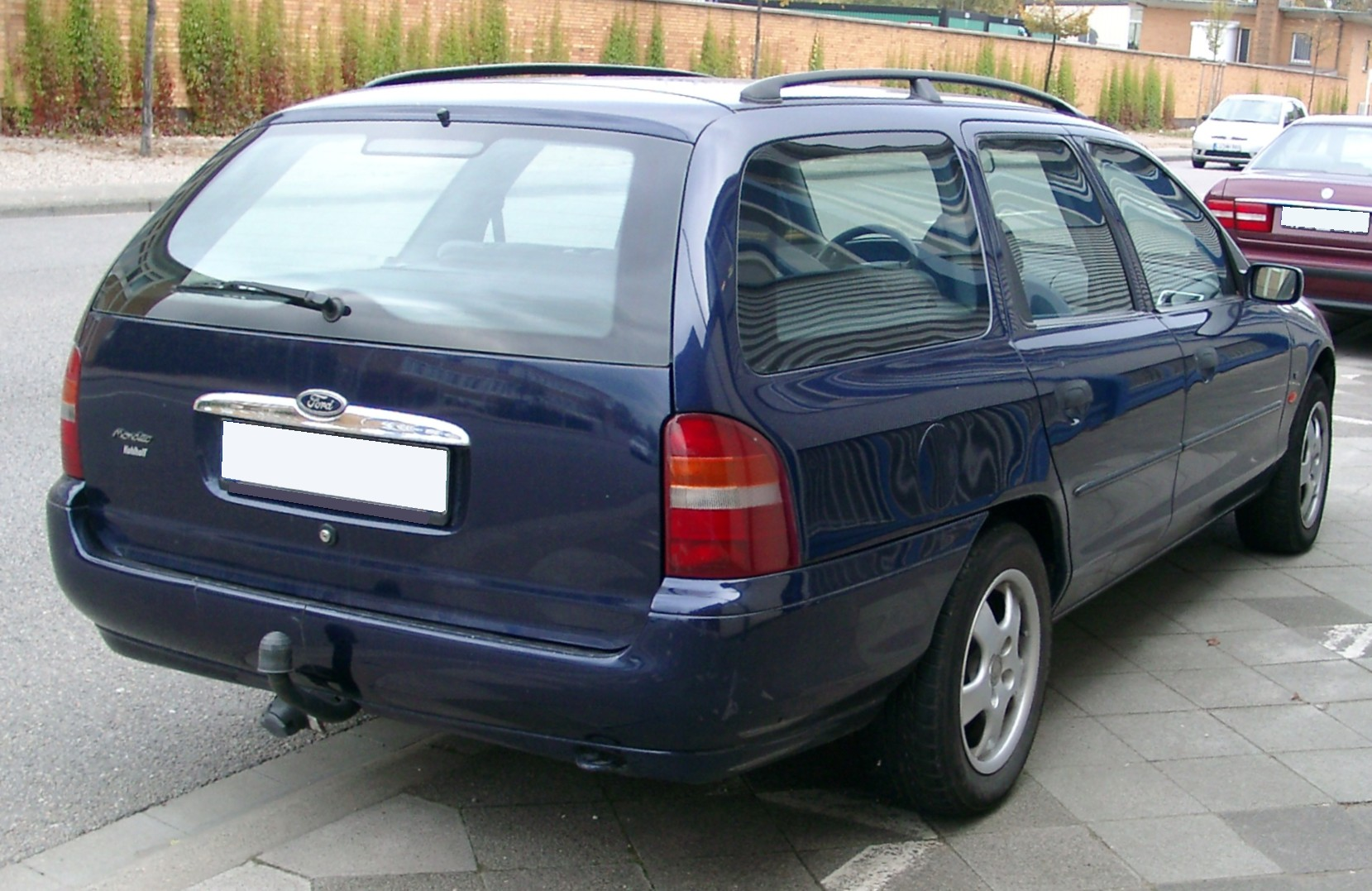
Ford Mondeo Turnier (1996–2000)
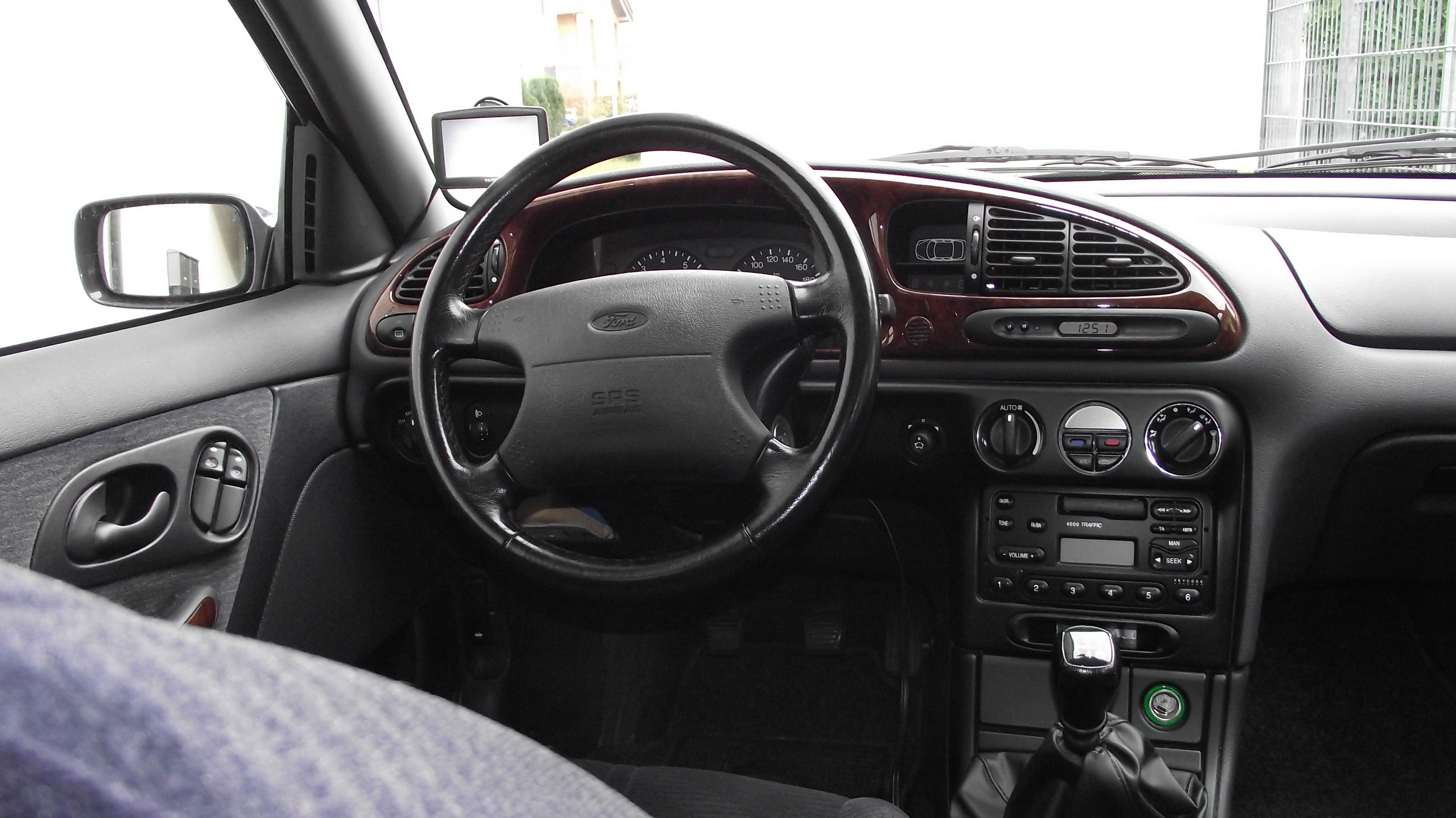
Interieur eines Mondeo Ghia
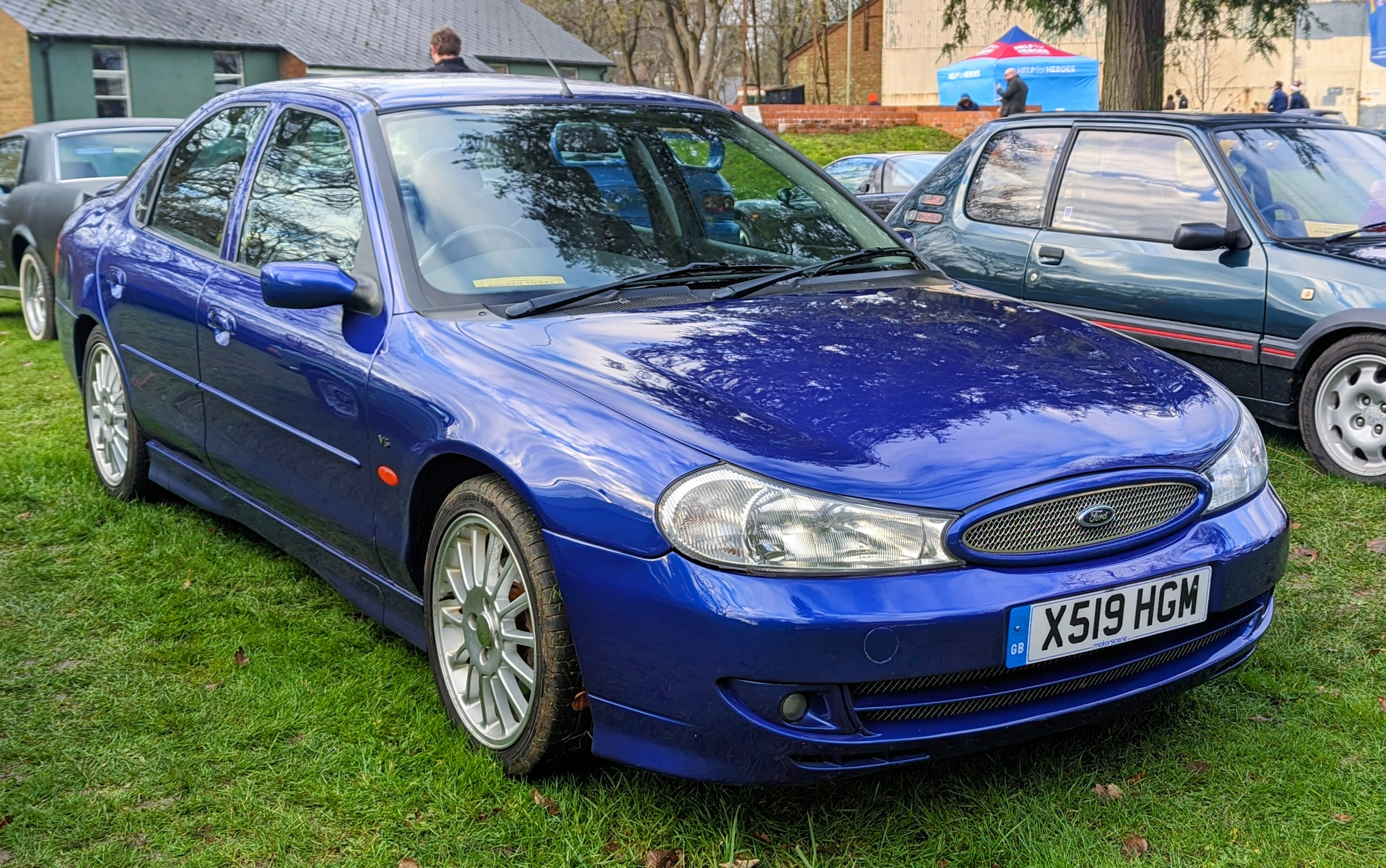
Ford Mondeo ST200 Limousine
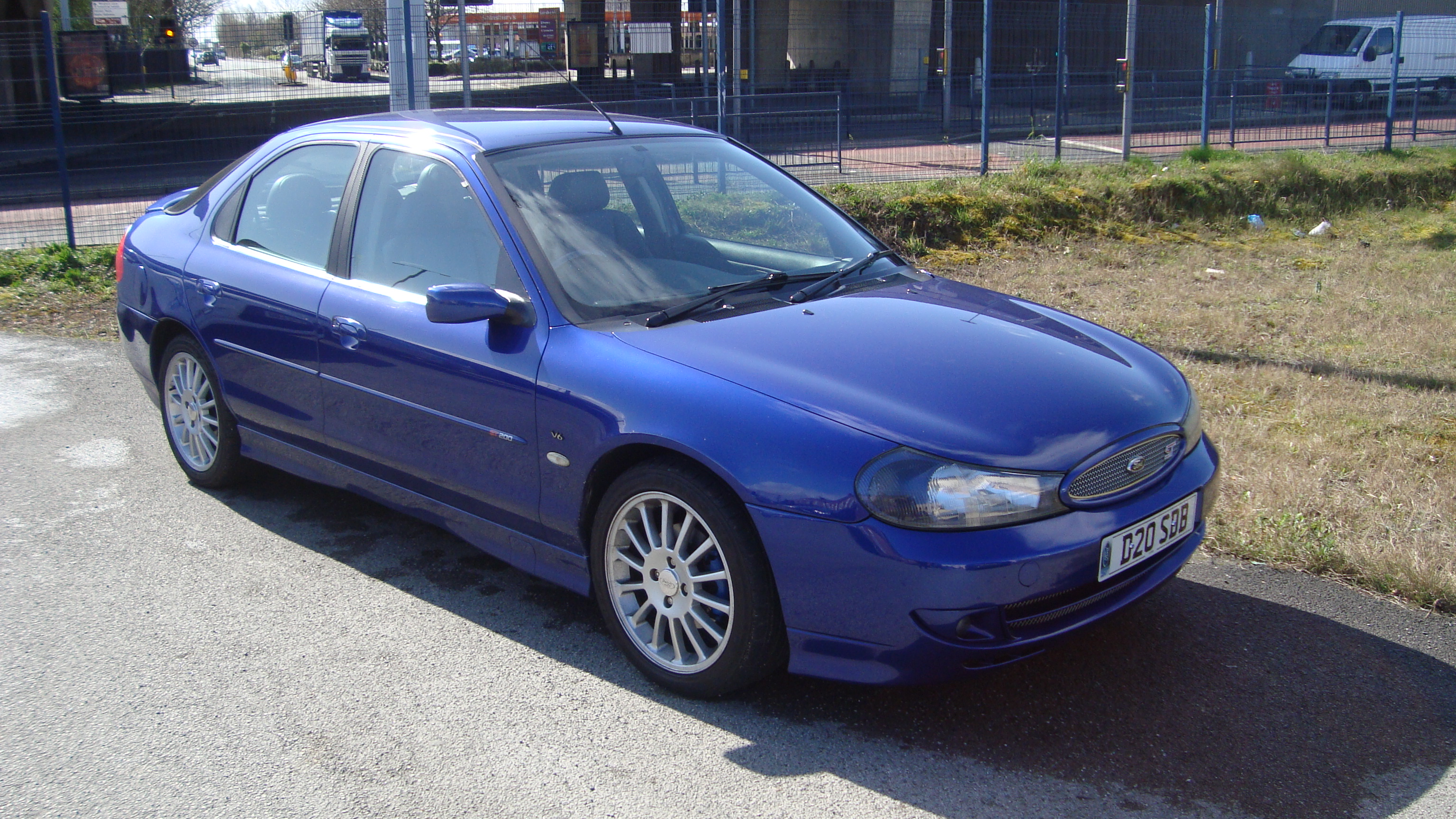
Ford Mondeo ST200 Schrägheck
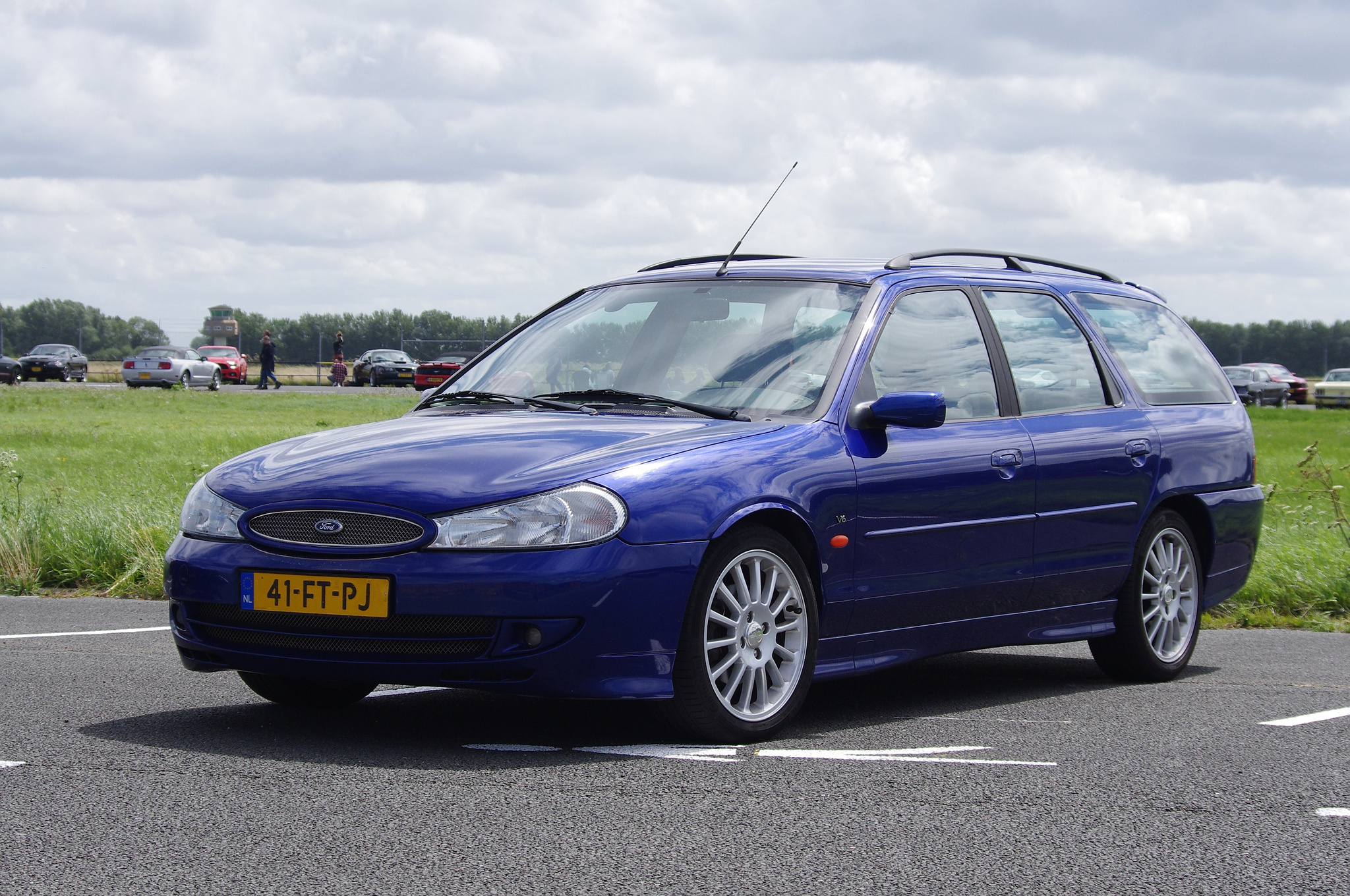
Ford Mondeo ST200 Turnier

### Technische Daten
|                                             | 1.6                        | 1.6                        | 1.8                         | 2.0                         | 2.0                         | 2.5                          | 2.5                          | 2.5 ST200                    | 1.8 TD                     |
| Bauzeitraum                                 | 08/1996–04/1999            | 05/1999–10/2000            | 08/1996–10/2000             | 08/1996–05/1998             | 05/1998–10/2000             | 08/1996–04/1999              | 05/1999–10/2000              | 05/1999–10/2000              | 08/1996–10/2000            |
| Motorkenndaten                              |                            |                            |                             |                             |                             |                              |                              |                              |                            |
| Motorkennung                                | L1J                        | L1L, L1N                   | RKB, RFK                    | NGA                         | NGB                         | SEA                          | SEB                          | SGA                          | RFN                        |
| Motortyp                                    | Zetec (R4-Ottomotor)       | Zetec (R4-Ottomotor)       | Zetec (R4-Ottomotor)        | Zetec (R4-Ottomotor)        | Zetec (R4-Ottomotor)        | Duratec (V6-Ottomotor)       | Duratec (V6-Ottomotor)       | Duratec (V6-Ottomotor)       | Endura-D (R4-Dieselmotor)  |
| Anzahl Ventile pro Zylinder                 | 4                          | 4                          | 4                           | 4                           | 4                           | 4                            | 4                            | 4                            | 2                          |
| Ventilsteuerung                             | DOHC, Zahnriemen           | DOHC, Zahnriemen           | DOHC, Zahnriemen            | DOHC, Zahnriemen            | DOHC, Zahnriemen            | 2 × DOHC, Kette              | 2 × DOHC, Kette              | 2 × DOHC, Kette              | OHC, Zahnriemen            |
| Gemischaufbereitung                         | Saugrohreinspritzung       | Saugrohreinspritzung       | Saugrohreinspritzung        | Saugrohreinspritzung        | Saugrohreinspritzung        | Saugrohreinspritzung         | Saugrohreinspritzung         | Saugrohreinspritzung         | Wirbelkammer- einspritzung |
| Motoraufladung                              | –                          | –                          | –                           | –                           | –                           | –                            | –                            | –                            | Turbolader, Ladeluftkühler |
| Kühlung                                     | Wasserkühlung              | Wasserkühlung              | Wasserkühlung               | Wasserkühlung               | Wasserkühlung               | Wasserkühlung                | Wasserkühlung                | Wasserkühlung                | Wasserkühlung              |
| Bohrung × Hub                               | 76,0 mm × 88,0 mm          | 76,0 mm × 88,0 mm          | 80,6 mm × 88,0 mm           | 84,8 mm × 88,0 mm           | 84,8 mm × 88,0 mm           | 82,4 mm × 79,5 mm            | 81,6 mm × 79,5 mm            | 81,6 mm × 79,5 mm            | 82,5 mm × 82,0 mm          |
| Hubraum                                     | 1597 cm³                   | 1597 cm³                   | 1796 cm³                    | 1988 cm³                    | 1988 cm³                    | 2544 cm³                     | 2495 cm³                     | 2495 cm³                     | 1753 cm³                   |
| Verdichtungsverhältnis                      | 10,3:1                     | 10,3:1                     | 10,0:1                      | 10,0:1                      | 10,0:1                      | 9,7:1                        | 9,7:1                        | 10,25:1                      | 21,5:1                     |
| max. Leistung                               | 66 kW (90 PS) bei 5250/min | 70 kW (95 PS) bei 5250/min | 85 kW (116 PS) bei 5750/min | 96 kW (131 PS) bei 5700/min | 96 kW (131 PS) bei 5600/min | 125 kW (170 PS) bei 6250/min | 125 kW (170 PS) bei 6250/min | 151 kW (205 PS) bei 6500/min | 66 kW (90 PS) bei 4500/min |
| max. Drehmoment                             | 138 Nm bei 3500/min        | 142 Nm bei 3600/min        | 158 Nm bei 3750/min         | 176 Nm bei 3700/min         | 178 Nm bei 4000/min         | 220 Nm bei 4250/min          | 220 Nm bei 4250/min          | 235 Nm bei 5500/min          | 177 Nm bei 2250/min        |
| Kraftübertragung                            |                            |                            |                             |                             |                             |                              |                              |                              |                            |
| Antrieb                                     | Vorderradantrieb           | Vorderradantrieb           | Vorderradantrieb            | Vorderradantrieb            | Vorderradantrieb            | Vorderradantrieb             | Vorderradantrieb             | Vorderradantrieb             | Vorderradantrieb           |
| Getriebe, serienmäßig                       | 5-Gang-Schaltgetriebe      | 5-Gang-Schaltgetriebe      | 5-Gang-Schaltgetriebe       | 5-Gang-Schaltgetriebe       | 5-Gang-Schaltgetriebe       | 5-Gang-Schaltgetriebe        | 5-Gang-Schaltgetriebe        | 5-Gang-Schaltgetriebe        | 5-Gang-Schaltgetriebe      |
| Getriebe, optional                          | –                          | –                          | 4-Stufen-Automatikgetriebe  | 4-Stufen-Automatikgetriebe  | 4-Stufen-Automatikgetriebe  | 4-Stufen-Automatikgetriebe   | 4-Stufen-Automatikgetriebe   | –                            | –                          |
| Messwerte (Limousine)                       |                            |                            |                             |                             |                             |                              |                              |                              |                            |
| Höchstgeschwindigkeit                       | 180 km/h                   | 185 km/h                   | 195 km/h (179 km/h)         | 206 km/h (190 km/h)         | 206 km/h (190 km/h)         | 224 km/h (210 km/h)          | 224 km/h (210 km/h)          | 231 km/h                     | 180 km/h                   |
| Beschleunigung, 0–100 km/h                  | 13,4–13,8 s                | 13,1 s                     | 11,0 s (13,4 s)             | 9,9 s (11,7 s)              | 10,0 s (11,7 s)             | 8,3 s (10,5 s)               | 8,3 s (10,0 s)               | 7,7 s                        | 13,9 s                     |
| Kraftstoffverbrauch auf 100 km (kombiniert) | 7,1–7,7 l S                | 7,6–8,3 l S                | 7,3–8,4 l S (8,8–9,4 l S)   | 8,1–8,7 l S (8,8–9,5 l S)   | 8,0–8,9 l S (8,7–9,6 l S)   | 9,0–9,7 l S (10,1–10,3 l S)  | 9,2–9,5 l S (9,7–10,1 l S)   | 10,1 l S                     | 6,0–6,6 l D                |
| CO2-Emission (kombiniert)                   | 170–196 g/km               | 182–199 g/km               | 178–202 g/km (211–227 g/km) | 194–210 g/km (212–227 g/km) | 192–213 g/km (205–229 g/km) | 215–233 g/km (242–247 g/km)  | 219–228 g/km (231–247 g/km)  | 242 g/km                     | 161–178 g/km               |
| Messwerte (Kombi)                           |                            |                            |                             |                             |                             |                              |                              |                              |                            |
| Höchstgeschwindigkeit                       | 175 km/h                   | 180 km/h                   | 190 km/h (174 km/h)         | 199 km/h (186 km/h)         | 199 km/h (186 km/h)         | 215 km/h (200 km/h)          | 215 km/h (200 km/h)          | 227 km/h                     | 176 km/h                   |
| Beschleunigung, 0–100 km/h                  | 13,9–14,3 s                | 13,5 s                     | 11,4 s (13,9 s)             | 10,3 s (12,2 s)             | 10,2 s (12,1 s)             | 8,6 s (11,0 s)               | 8,5 s (10,3 s)               | 7,8 s                        | 14,0 s                     |
| Kraftstoffverbrauch auf 100 km (kombiniert) | 7,6–8,5 l S                | 7,8–8,5 l S                | 8,0–8,7 l S (9,4–10,0 l S)  | 8,4–9,1 l S (9,4–9,9 l S)   | 8,2–9,1 l S (9,2–10,2 l S)  | 9,2–10,0 l S (10,3–10,5 l S) | 9,3–9,8 l S (9,8–10,5 l S)   | 10,4 l S                     | 6,3–6,8 l D                |
| CO2-Emission (kombiniert)                   | 182–203 g/km               | 187–204 g/km               | 191–209 g/km (225–239 g/km) | 202–219 g/km (227–238 g/km) | 196–218 g/km (218–241 g/km) | 220–240 g/km (246–253 g/km)  | 223–235 g/km (235–251 g/km)  | 249 g/km                     | 170–183 g/km               |

1. ↑  1.6 66 kW (90 PS): Für einige Exportländer 65 kW (88 PS)
2. ↑  1.6 70 kW (95 PS): Für einige Exportländer 66 kW (90 PS)
3. 1 2  Werte in ( ) für Automatikgetriebe.

- Die Verfügbarkeit der Motoren war von Modell, Ausstattung und Markt abhängig.

## Mondeo ’01 (Typ B4Y/B5Y/BWY, 2000–2007)
| Sterne im Euro-NCAP-Crashtest (2001): |

| Sterne im Euro-NCAP-Crashtest (2002): |

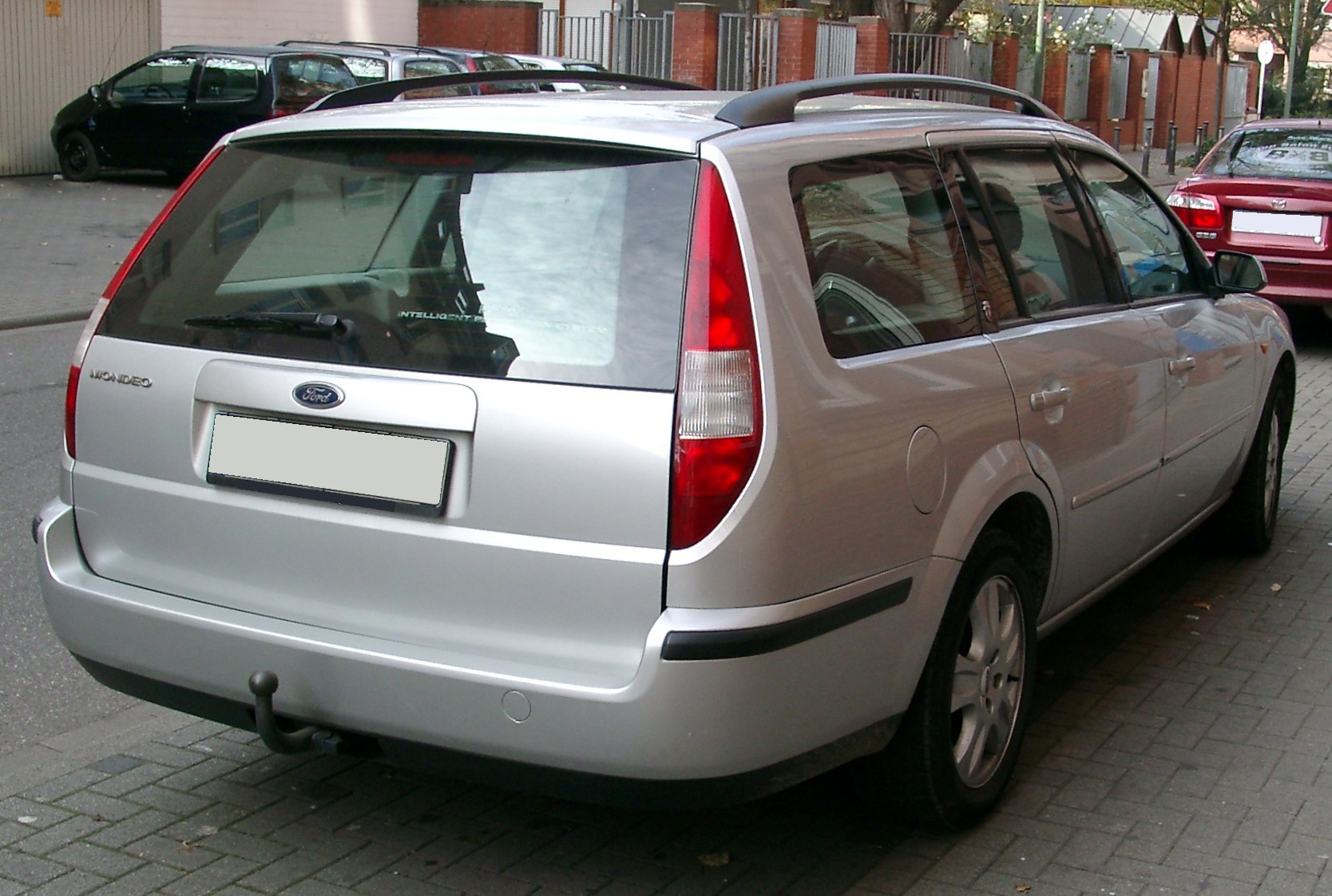
Heckansicht

Der Mondeo der dritten Generation war völlig neu entwickelt und wurde ab Oktober 2000 hergestellt. Mit Unterstützung des neuen Design-Chefs im Ford-Konzern, J Mays, wurde das New-Edge-Design entschärft und weiterentwickelt. Das Fahrwerk des Mondeo galt zum Zeitpunkt der Markteinführung als Referenz in der Klasse der frontgetriebenen Mittelklasse-Fahrzeuge. Durch seine Fahrwerksqualitäten, die Laufruhe und Verarbeitungsqualität konnte der Mondeo seinerzeit viele Vergleichstests der Fachpresse für sich entscheiden.
Die Plattform des Mondeo ’01 war auch die Basis für andere Modelle innerhalb des Ford-Konzerns, die teilweise auch schon unmittelbar vor dem Mondeo auf den Markt kamen. So ist die Bodengruppe des Mazda6 und des Jaguar X-Type eng mit der des Mondeo verwandt. Bei allen Modellen wurden zum Teil auch die gleichen Motoren verwendet. Auch bei diesem Modell wurden drei Karosserieversionen angeboten: Stufenheck, Fließheck und Turnier (Kombi). Der Turnier war die meistverkaufte Variante in Deutschland. Das Topmodell war die Sportvariante ST220 mit einem 3,0-Liter-V6-Motor, der 166 kW leistete. Serienmäßig war beim Mondeo eine umfangreiche Sicherheitsausstattung, dazu gehörten außer Front-, Kopf- und Seitenairbags auch das Intelligent Protection System (IPS) mit Sitzpositionssensoren und aktiven Kopfstützen. Auch eine Klimaanlage und Scheibenbremsen rundum waren serienmäßig, dazu gab Ford eine Garantie von 12 Jahren gegen Durchrostung.
Die Fahrzeuge wurden in folgenden Ausstattungsreihen ausgeliefert:
- Ambiente
- Trend
- Futura
- Ghia
- Titanium (ab 2005)
- Ghia X (ab 2004)
- Titanium X (ab 2005)
- Futura X (ab 2006)
- ST220

Zusätzlich gab es die Sondermodelle Viva (2004) und Viva X (2005).

### Modellpflege
Ein erstes umfangreiches Facelift wurde im Juni 2003 durchgeführt. Dabei wurden außen, innen sowie beim Motor mehr als 1500 Teile geändert. Der Kühlergrill und die untere Fensterlinie bekamen Chromrahmen, die Nebelscheinwerfer waren nun trapezförmig und die Seitenblinker weiß. Auch Rückleuchten und Außenspiegel wurden neu gestaltet. Im Innenraum wurden höherwertige Materialien verwendet und das Armaturenbrett überarbeitet, dazu gab es einen verbesserten Geräusch- und Antriebskomfort. Der stärkste bis dahin erhältliche TDDi-Motor wurde durch zwei neue TDCi-Motoren ersetzt. Im September 2004 kamen mit einem 150 kW starken Dreiliter-V6-Ottomotor und dem 114 kW leistenden 2,2-Liter-Dieselmotor zwei neue Motoren hinzu.

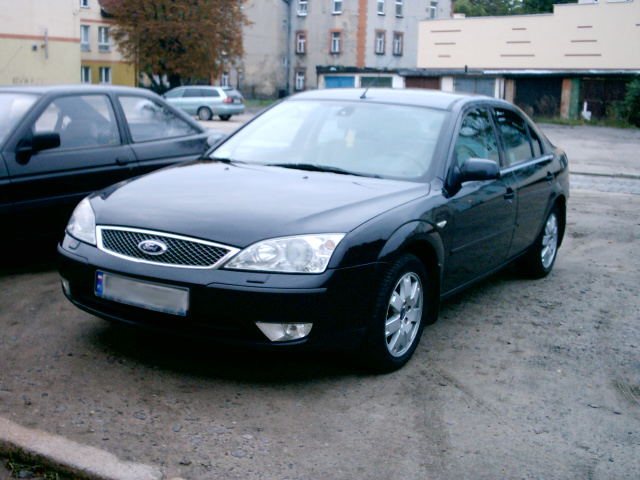
Ford Mondeo Schrägheck (2003–2005)
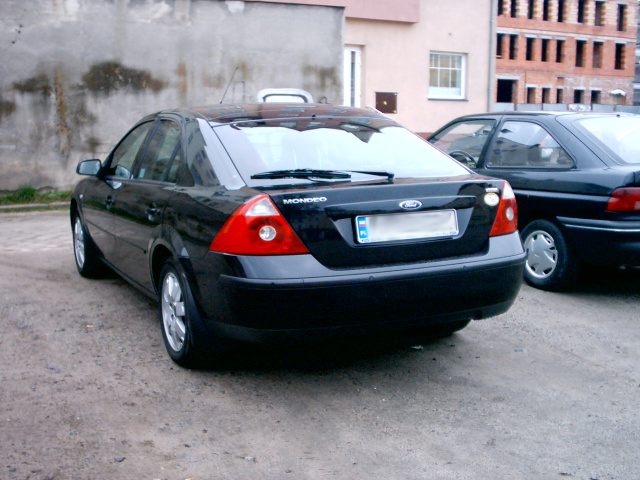
Heckansicht
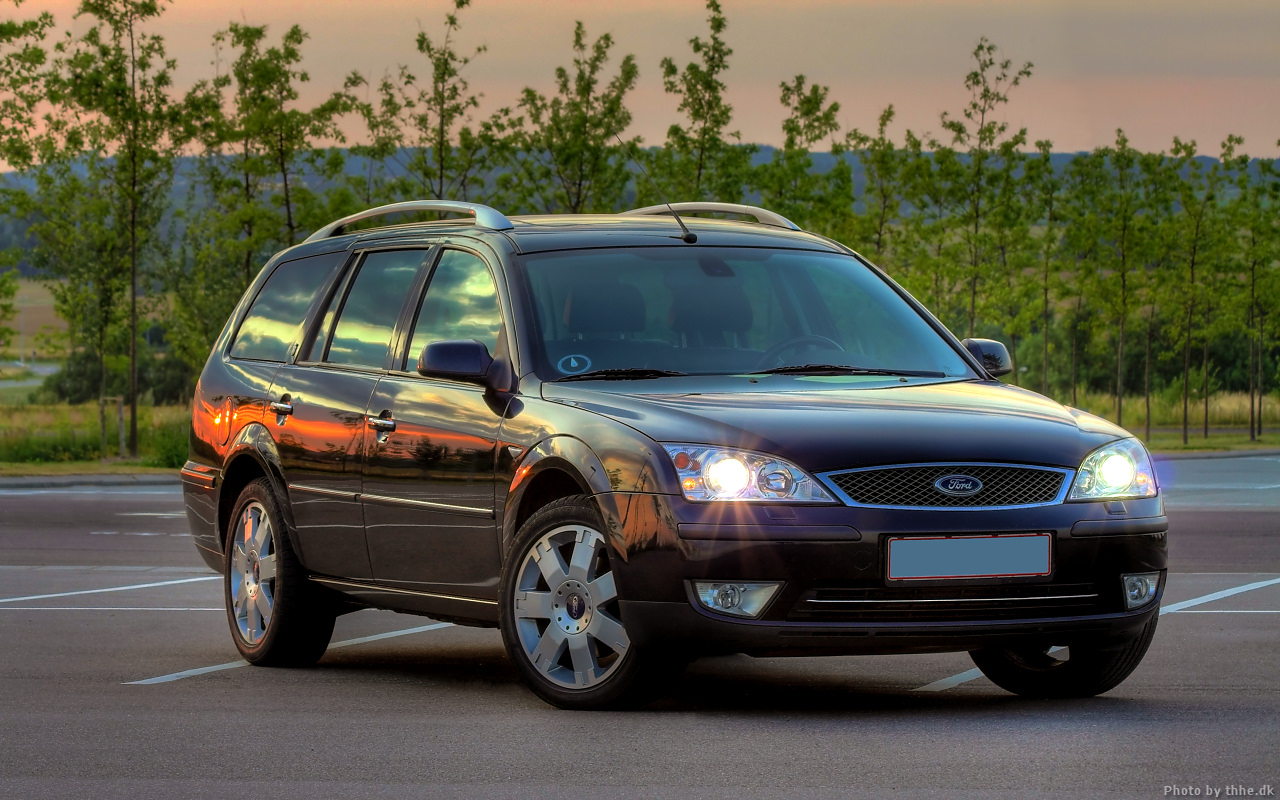
Ford Mondeo Turnier (2003–2005)

Weitere geringfügige Änderungen gab es im September 2005 an Front- und Heck mit leicht geänderten Rückleuchten, Klarglas-Seitenblinkern und Reflektoren nahe am unteren Rand der Stoßfänger. Ab Januar 2006 gab es bei den 2,0-Liter-Dieselmotoren serienmäßig einen Rußpartikelfilter. In Europa wurde wegen des Modellwechsels die Produktion des Mondeo ’01 im März 2007 eingestellt, in Vietnam erst gegen Ende 2009.

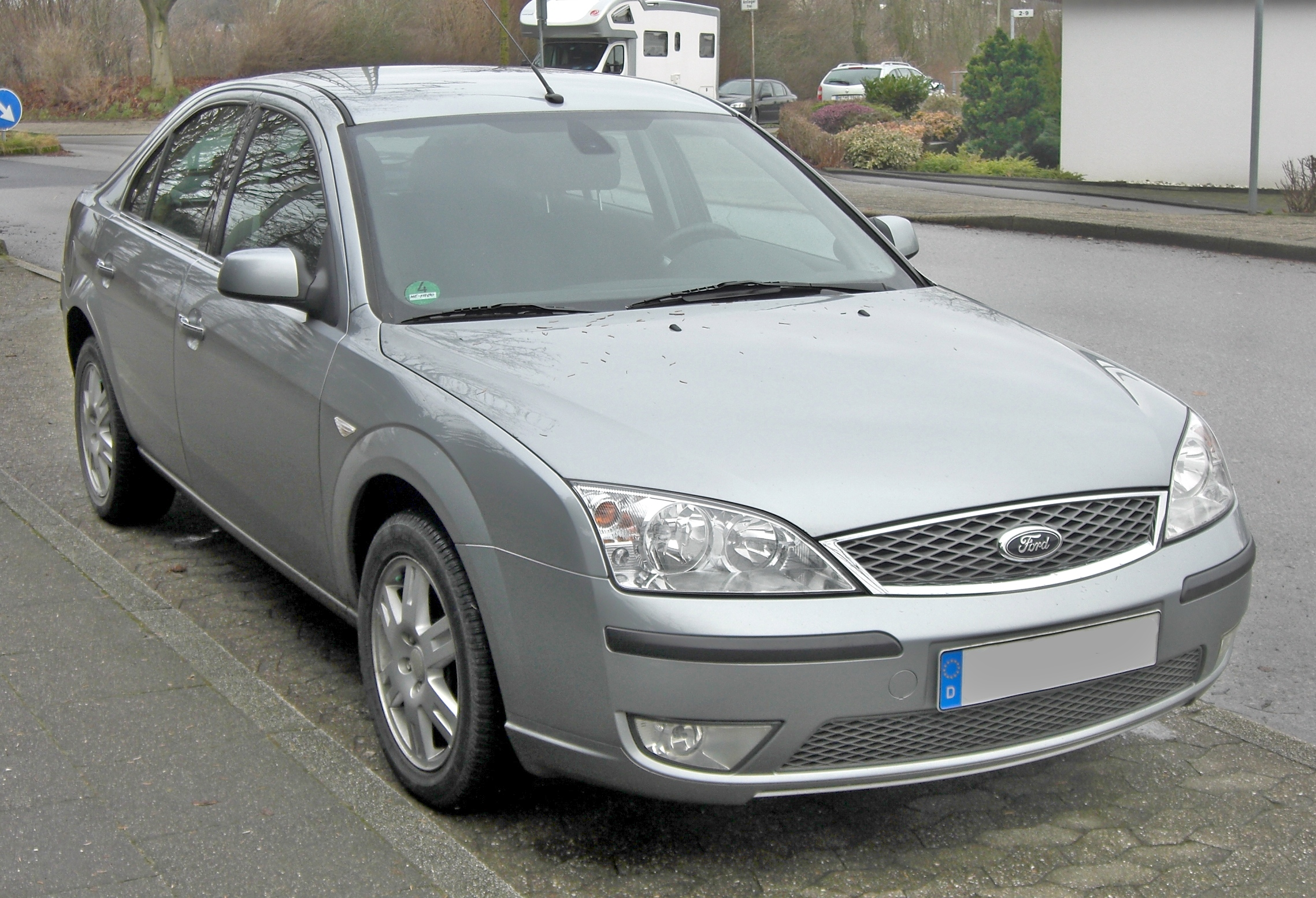
Ford Mondeo Schrägheck (2005–2007)
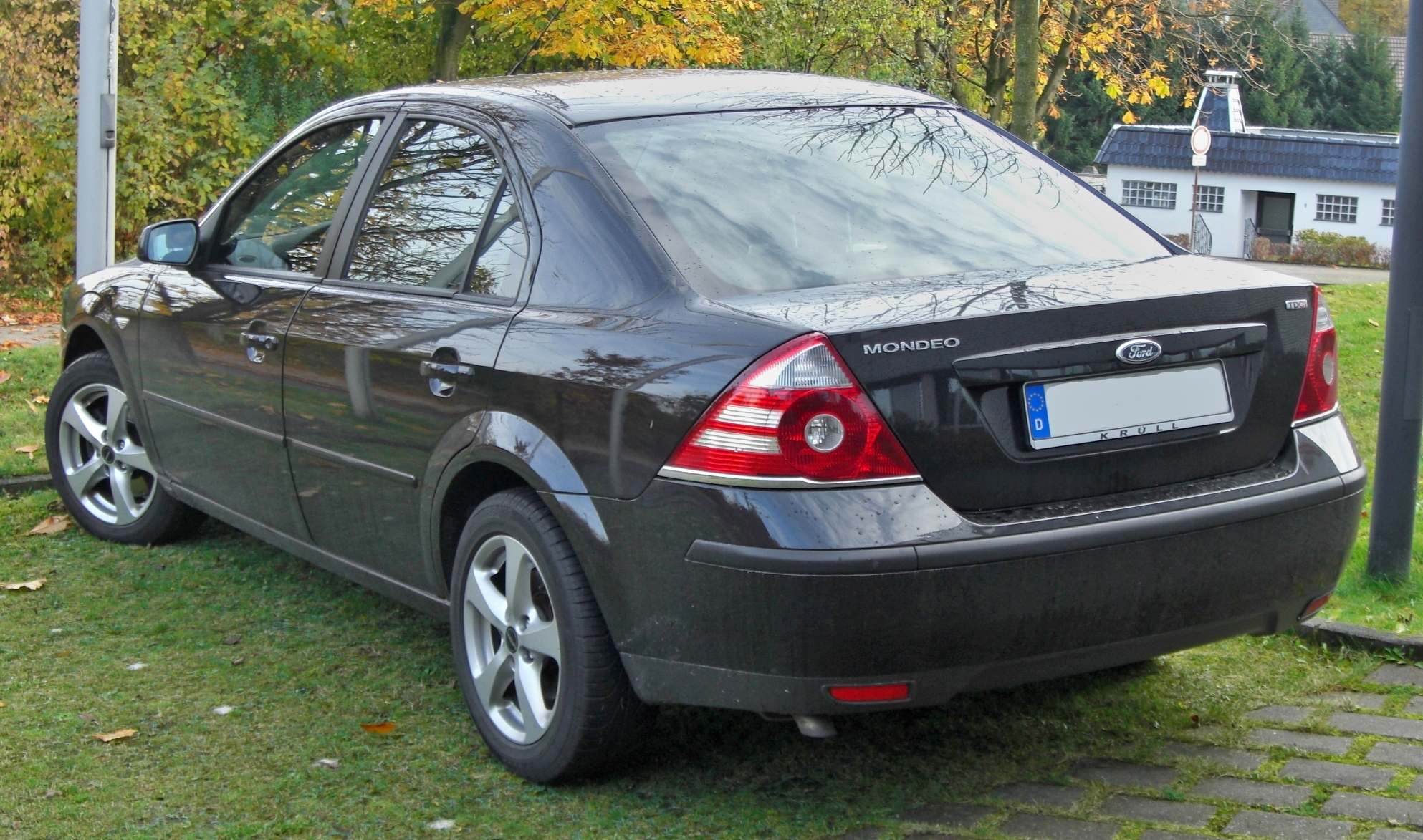
Ford Mondeo Stufenheck (2005–2007)
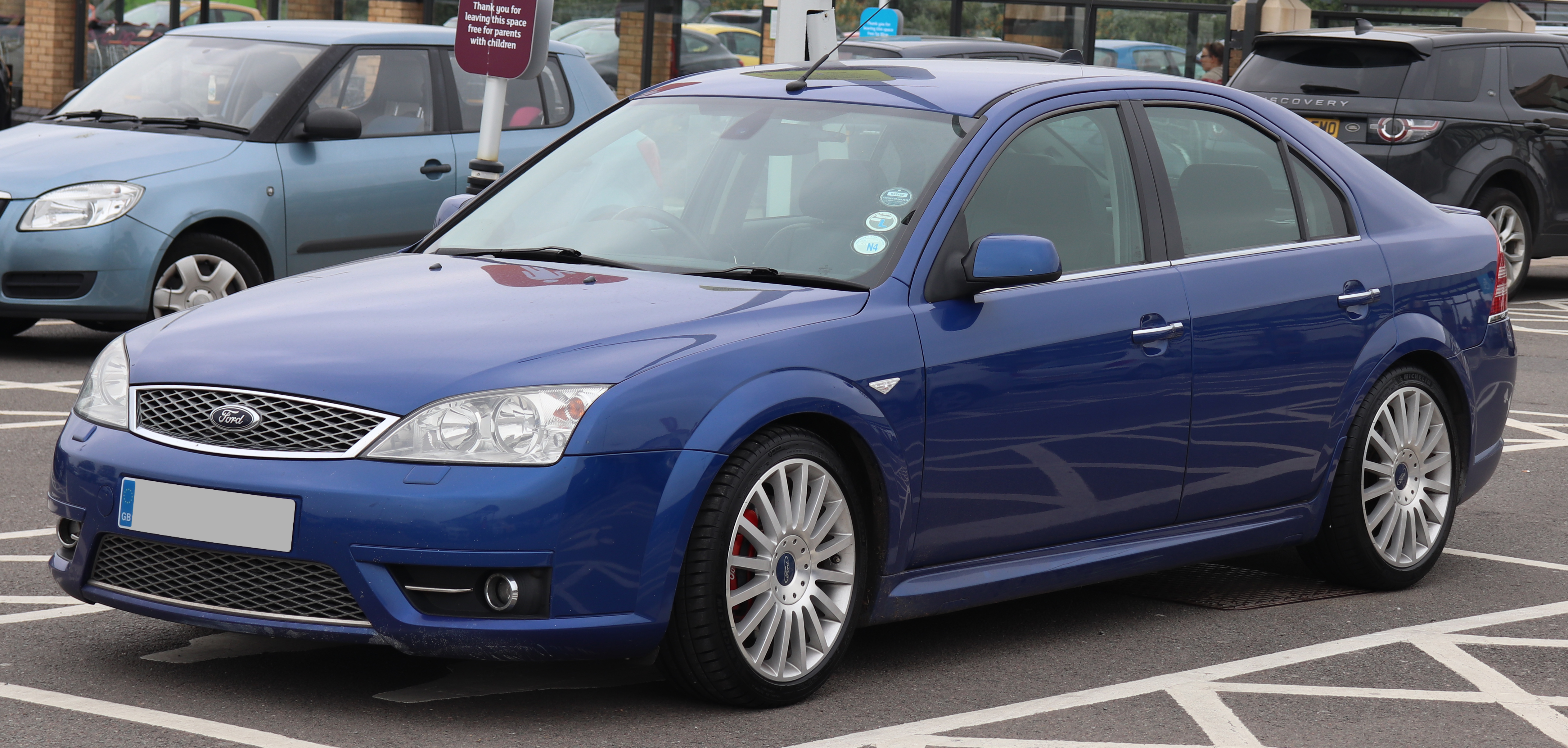
Ford Mondeo ST220

### Technische Daten

#### Ottomotoren
|                                             | 1.8                         | 1.8                         | 1.8 SCi                           | 2.0                          | 2.5                                                   | 3.0                          | ST220                        |
| Bauzeitraum                                 | 10/2000–03/2007             | 10/2000–03/2007             | 06/2003–03/2007                   | 10/2000–03/2007              | 10/2000–03/2007                                       | 09/2004–03/2007              | 03/2002–03/2007              |
| Motorkenndaten                              |                             |                             |                                   |                              |                                                       |                              |                              |
| Motorserie                                  | Duratec                     | Duratec                     | Duratec-SCi                       | Duratec                      | Duratec V6                                            | Duratec V6                   | Duratec V6                   |
| Motorkennung                                | CGBA, CGBB                  | CHBA, CHBB                  | CFBA                              | CJBA, CJBB                   | LCBD                                                  | REBA                         | MEBA                         |
| Motortyp                                    | Duratec-HE (R4-Ottomotor)   | Duratec-HE (R4-Ottomotor)   | Duratec-HE (R4-Ottomotor)         | Duratec-HE (R4-Ottomotor)    | Duratec V6 (V6-Ottomotor)                             | Duratec V6 (V6-Ottomotor)    | Duratec V6 (V6-Ottomotor)    |
| Anzahl Ventile pro Zylinder                 | 4                           | 4                           | 4                                 | 4                            | 4                                                     | 4                            | 4                            |
| Ventilsteuerung                             | DOHC, Kette                 | DOHC, Kette                 | DOHC, Kette                       | DOHC, Kette                  | 2 × DOHC, Kette                                       | 2 × DOHC, Kette              | 2 × DOHC, Kette              |
| Gemischaufbereitung                         | Saugrohreinspritzung        | Saugrohreinspritzung        | Benzin- Direkteinspritzung        | Saugrohreinspritzung         | Saugrohreinspritzung                                  | Saugrohreinspritzung         | Saugrohreinspritzung         |
| Motoraufladung                              | –                           | –                           | –                                 | –                            | –                                                     | –                            | –                            |
| Kühlung                                     | Wasserkühlung               | Wasserkühlung               | Wasserkühlung                     | Wasserkühlung                | Wasserkühlung                                         | Wasserkühlung                | Wasserkühlung                |
| Bohrung × Hub                               | 83,0 mm × 83,1 mm           | 83,0 mm × 83,1 mm           | 83,0 mm × 83,1 mm                 | 87,5 mm × 83,1 mm            | 81,6 mm × 79,5 mm                                     | 89,0 mm × 79,5 mm            | 89,0 mm × 79,5 mm            |
| Hubraum                                     | 1798 cm³                    | 1798 cm³                    | 1798 cm³                          | 1999 cm³                     | 2495 cm³                                              | 2967 cm³                     | 2967 cm³                     |
| Verdichtungsverhältnis                      | 10,8:1                      | 10,8:1                      | 11,3:1                            | 10,8:1                       | 9,8:1                                                 | 10,0:1                       | 10,0:1                       |
| max. Leistung                               | 81 kW (110 PS) bei 5500/min | 92 kW (125 PS) bei 6000/min | 96 kW (130 PS) bei 6000/min       | 107 kW (145 PS) bei 6000/min | 125 kW (170 PS) bei 6000/min                          | 150 kW (204 PS) bei 6000/min | 166 kW (226 PS) bei 6150/min |
| max. Drehmoment                             | 165 Nm bei 3950/min         | 170 Nm bei 4500/min         | 175 Nm bei 4250/min               | 190 Nm bei 4500/min          | 220 Nm bei 4250/min                                   | 263 Nm bei 4900/min          | 280 Nm bei 4900/min          |
| Kraftübertragung                            |                             |                             |                                   |                              |                                                       |                              |                              |
| Antrieb                                     | Vorderradantrieb            | Vorderradantrieb            | Vorderradantrieb                  | Vorderradantrieb             | Vorderradantrieb                                      | Vorderradantrieb             | Vorderradantrieb             |
| Getriebe, serienmäßig                       | 5-Gang-Schaltgetriebe       | 5-Gang-Schaltgetriebe       | 6-Gang-Schaltgetriebe             | 5-Gang-Schaltgetriebe        | 5-Gang-Schaltgetriebe                                 | 6-Gang-Schaltgetriebe        | 5-Gang-Schaltgetriebe        |
| Getriebe, wahlweise                         | –                           | –                           | –                                 | 4-Stufen-Automatikgetriebe   | 6-Gang-Schaltgetriebe oder 5-Stufen-Automatikgetriebe | –                            | –                            |
| Messwerte (Limousine)                       |                             |                             |                                   |                              |                                                       |                              |                              |
| Höchstgeschwindigkeit                       | 193 km/h                    | 205 km/h                    | 207 km/h                          | 215 km/h (190 km/h)          | 225 km/h (216 km/h)                                   | 240 km/h                     | 250 km/h                     |
| Beschleunigung, 0–100 km/h                  | 11,6 s                      | 10,8 s                      | 10,5 s                            | 9,8 s (11,4 s)               | 8,5 s (10,3 s)                                        | 7,9 s                        | 7,6 s                        |
| Kraftstoffverbrauch auf 100 km (kombiniert) | 7,7 l S                     | 7,8 l S                     | 7,2 l S                           | 8,0 l S (9,4 l S)            | 10,2 l S                                              | 10,3 l S                     | 10,4 l S                     |
| Messwerte (Kombi)                           |                             |                             |                                   |                              |                                                       |                              |                              |
| Höchstgeschwindigkeit                       | 190 km/h                    | 200 km/h                    | 202 km/h                          | 210 km/h (187 km/h)          | 220 km/h (211 km/h)                                   | 232 km/h                     | 241 km/h                     |
| Beschleunigung, 0–100 km/h                  | 12,1 s                      | 11,2 s                      | 10,6 s                            | 10,2 s (11,8 s)              | 8,9 s (10,7 s)                                        | 8,1 s                        | 7,8 s                        |
| Kraftstoffverbrauch auf 100 km (kombiniert) | 7,9 l S                     | 8,0 l S                     | 7,2 l SP                          | 8,1 l S (9,2 l S)            | 10,4 l S (10,5 l S)                                   | 10,5 l S                     | 10,6 l S                     |
| Bemerkungen                                 |                             |                             |                                   |                              |                                                       |                              |                              |
|                                             |                             |                             | nicht für E10-Kraftstoff geeignet |                              |                                                       |                              |                              |

1. ↑  Die beiden 1,8-Liter-Motoren sind mechanisch identisch; die unterschiedliche Leistung wird ausschließlich über die Motorsteuersoftware erzielt.
2. ↑  SCi = Smart Charge Injection
3. 1 2  Die beiden 3,0-Liter-Motoren sind mechanisch gleich; die unterschiedliche Leistung wird über die Motorsteuersoftware sowie unterschiedliche Abgasanlagen erzielt.
4. ↑  Ab Juni 2003: 285 Nm
5. ↑  Ab Juni 2003: 6-Gang
6. 1 2  Werte in ( ) für Automatikgetriebe

- Die Verfügbarkeit der Motoren war von Modell, Ausstattung und Markt abhängig.

#### Dieselmotoren
|                                             | 2.0 TDDi                   | 2.0 TDCi                   | 2.0 TDDi                    | 2.0 TDCi                                              | 2.0 TDCi                                              | 2.2 TDCi                     |
| Bauzeitraum                                 | 10/2000–08/2005            | 08/2005–03/2007            | 10/2000–03/2002             | 03/2002–01/2006                                       | 03/2002–03/2007                                       | 09/2004–03/2007              |
| Motorkenndaten                              |                            |                            |                             |                                                       |                                                       |                              |
| Motorserie                                  | Duratorq-Di                | Duratorq-TDCi              | Duratorq-Di                 | Duratorq-TDCi                                         | Duratorq-TDCi                                         | Duratorq-TDCi                |
| Motorkennung                                | D5BA                       | SDBA                       | D6BA                        | HJBA                                                  | FMBA, N7BA, N7BB                                      | QJBA, QJBB                   |
| Motortyp                                    | R4-Dieselmotor             | R4-Dieselmotor             | R4-Dieselmotor              | R4-Dieselmotor                                        | R4-Dieselmotor                                        | R4-Dieselmotor               |
| Anzahl Ventile pro Zylinder                 | 4                          | 4                          | 4                           | 4                                                     | 4                                                     | 4                            |
| Ventilsteuerung                             | DOHC, Kette                | DOHC, Kette                | DOHC, Kette                 | DOHC, Kette                                           | DOHC, Kette                                           | DOHC, Kette                  |
| Gemischaufbereitung                         | Diesel-Direkteinspritzung  | Common-Rail-Einspritzung   | Diesel-Direkteinspritzung   | Common-Rail-Einspritzung                              | Common-Rail-Einspritzung                              | Common-Rail-Einspritzung     |
| Motoraufladung                              | Turbolader, Ladeluftkühler | Turbolader, Ladeluftkühler | Turbolader, Ladeluftkühler  | Turbolader, Ladeluftkühler                            | Turbolader, Ladeluftkühler                            | Turbolader, Ladeluftkühler   |
| Kühlung                                     | Wasserkühlung              | Wasserkühlung              | Wasserkühlung               | Wasserkühlung                                         | Wasserkühlung                                         | Wasserkühlung                |
| Bohrung × Hub                               | 86,0 mm × 86,0 mm          | 86,0 mm × 86,0 mm          | 86,0 mm × 86,0 mm           | 86,0 mm × 86,0 mm                                     | 86,0 mm × 86,0 mm                                     | 86,0 mm × 94,0 mm            |
| Hubraum                                     | 1998 cm³                   | 1998 cm³                   | 1998 cm³                    | 1998 cm³                                              | 1998 cm³                                              | 2198 cm³                     |
| Verdichtungsverhältnis                      | 19,0:1                     | 19,5:1                     | 19,0:1                      | 18,2:1                                                | 18,2:1                                                | 17,5:1                       |
| max. Leistung                               | 66 kW (90 PS) bei 4000/min | 66 kW (90 PS) bei 4000/min | 85 kW (116 PS) bei 4000/min | 85 kW (116 PS) bei 4000/min                           | 96 kW (130 PS) bei 3800/min                           | 114 kW (155 PS) bei 3500/min |
| max. Drehmoment                             | 245 Nm bei 1900/min        | 245 Nm bei 1900/min        | 280 Nm bei 1900/min         | 280 Nm bei 1900/min                                   | 330 Nm bei 1800/min                                   | 360 Nm bei 1800/min          |
| Kraftübertragung                            |                            |                            |                             |                                                       |                                                       |                              |
| Antrieb                                     | Vorderradantrieb           | Vorderradantrieb           | Vorderradantrieb            | Vorderradantrieb                                      | Vorderradantrieb                                      | Vorderradantrieb             |
| Getriebe, serienmäßig                       | 5-Gang-Schaltgetriebe      | 5-Gang-Schaltgetriebe      | 5-Gang-Schaltgetriebe       | 5-Gang-Schaltgetriebe                                 | 5-Gang-Schaltgetriebe                                 | 6-Gang-Schaltgetriebe        |
| Getriebe, optional                          | –                          | –                          | –                           | 6-Gang-Schaltgetriebe oder 5-Stufen-Automatikgetriebe | 6-Gang-Schaltgetriebe oder 5-Stufen-Automatikgetriebe | –                            |
| Messwerte (Limousine)                       |                            |                            |                             |                                                       |                                                       |                              |
| Höchstgeschwindigkeit                       | 180 km/h                   | 180 km/h                   | 195 km/h                    | 200 km/h (193 km/h)                                   | 208 km/h (200 km/h)                                   | 220 km/h                     |
| Beschleunigung, 0–100 km/h                  | 13,1 s                     | 12,8 s                     | 10,6 s                      | 10,8 s (12,5 s)                                       | 9,8 s (11,3 s)                                        | 8,9 s                        |
| Kraftstoffverbrauch auf 100 km (kombiniert) | 5,9 l D                    | 5,8 l D                    | 5,9 l D                     | 5,8 l D (7,4 l D)                                     | 6,0 l D (7,4 l D)                                     | 6,1 l D                      |
| Messwerte (Kombi)                           |                            |                            |                             |                                                       |                                                       |                              |
| Höchstgeschwindigkeit                       | 177 km/h                   | 177 km/h                   | 193 km/h                    | 197 km/h (194 km/h)                                   | 204 km/h (197 km/h)                                   | 216 km/h                     |
| Beschleunigung, 0–100 km/h                  | 13,7 s                     | 13,4 s                     | 11,0 s                      | 11,2 s (13,0 s)                                       | 10,1 s (11,6 s)                                       | 9,2 s                        |
| Kraftstoffverbrauch auf 100 km (kombiniert) | 5,9 l D                    | 5,9 l D                    | 6,0 l D                     | 5,9 l D (7,5 l D)                                     | 6,2 l D (7,5 l D)                                     | 6,3 l D                      |

1. ↑  Die beiden 2,0-Liter-TDDi-Motoren sind mechanisch gleich; die unterschiedliche Leistung wird über zwei verschiedene Einspritzpumpen erreicht, beim 90-PS-Motor die Bosch VP 30, beim 115-PS-Motor die Bosch VP 44.
2. ↑  Die beiden 2,0-Liter-TDCi-Motoren sind mechanisch gleich; die unterschiedliche Leistung wird ausschließlich über die Motorsteuersoftware erzielt.
3. 1 2  Werte in ( ) für Automatikgetriebe.

- Die Verfügbarkeit der Motoren war von Modell, Ausstattung und Markt abhängig.

### Probleme
Ab 2007 wurde von Besitzern und Automobilzeitschriften wiederholt eine erhöhte Rostanfälligkeit festgestellt. So rosteten unter anderem die Bördelkanten der Türen und Kofferraumklappen, die Ford meist im Rahmen der Garantie ausbesserte und versiegelte oder die Teile austauschte. Grund der Rostanfälligkeit war ein neuartiges Verfahren eines Zulieferers, bei dem das Blech verzinkt und an den umgefalzten Schnittkanten eine Dichtungsmasse aufgetragen wurde, die sich aber als fehlerhaft erwies. Erkennbar ist der Kantenrost zunächst an der Bläschenbildung an der Dichtmasse. Ähnliche Probleme gab es bei anderen Automobilherstellern, die ebenfalls Teile von diesem Zulieferer erhielten, wie Mercedes.

## Mondeo ’07 (Typ BA7, 2007–2014)
| Sterne im Euro-NCAP-Crashtest (2007): |

Einen ersten Ausblick auf die Form der vierten Mondeo-Generation gab die Designstudie Iosis, die auf der IAA 2005 das erste Mal gezeigt wurde. Im März 2007 hat Ford die Serienversion auf dem Genfer Automobilsalon vorgestellt, die Mitte Juni 2007 schließlich auf den Markt kam. Wie schon beim Vorgänger war auch der Mondeo ’07 von Anfang an in den drei Karosserievarianten Fließheck, Stufenheck und Kombi (Turnier) erhältlich. Er baute auf der gleichen Plattform wie der Ford S-MAX bzw. der Ford Galaxy auf und war mit den gleichen Motoren erhältlich. Größter Motor war ein 2,5-Liter-Fünfzylinder-Turbomotor von Volvo mit 162 kW. Erstmals seit dem Erscheinen des Taunus '71 bot Ford Europa in der Mittelklasse keine V6-Motoren mehr an. Damit reagierte der Hersteller auf das veränderte Käuferverhalten in dieser Fahrzeugklasse. Das Fahrzeug war in allen Abmessungen beträchtlich gewachsen. Die Breite von fast 1,89 m und die Länge von bis zu 4,86 m sprengten das übliche Maß der Mittelklasse.
Ein Mondeo ’07 ist in dem Film James Bond 007: Casino Royale zu sehen. Für diesen Zweck stellte Ford einen in Köln von Hand gefertigten Prototyp zur Verfügung. Ein Export der Modellgeneration in die USA wurde geprüft, aufgrund von Überschneidungen mit dem seinerzeit ebenfalls neuen US-Modell Ford Fusion jedoch verworfen. Im Rahmen der Beteiligungen an Mazda und Volvo kam die Technik des Mondeo beim Mazda6 sowie beim Volvo S60 zum Einsatz.
Die Fahrzeuge wurden in folgenden Ausstattungsreihen ausgeliefert:
- Ambiente
- Black Magic (Sondermodell, 2010)
- Business Edition (Sondermodell, 2013–2014)
- Champions Edition (Sondermodell, 2012–2014)
- Concept (2010)
- Cool & Sound
- ECOnetic
- ECOnetic Titanium
- ECOnetic Trend
- Ghia (2007–2010)
- Ghia X (2007–2008)
- Individual
- S (2011–2014)
- Sport (Sondermodell)
- Titanium
- Titanium S
- Titanium X (2007–2008)
- Trend
- Viva

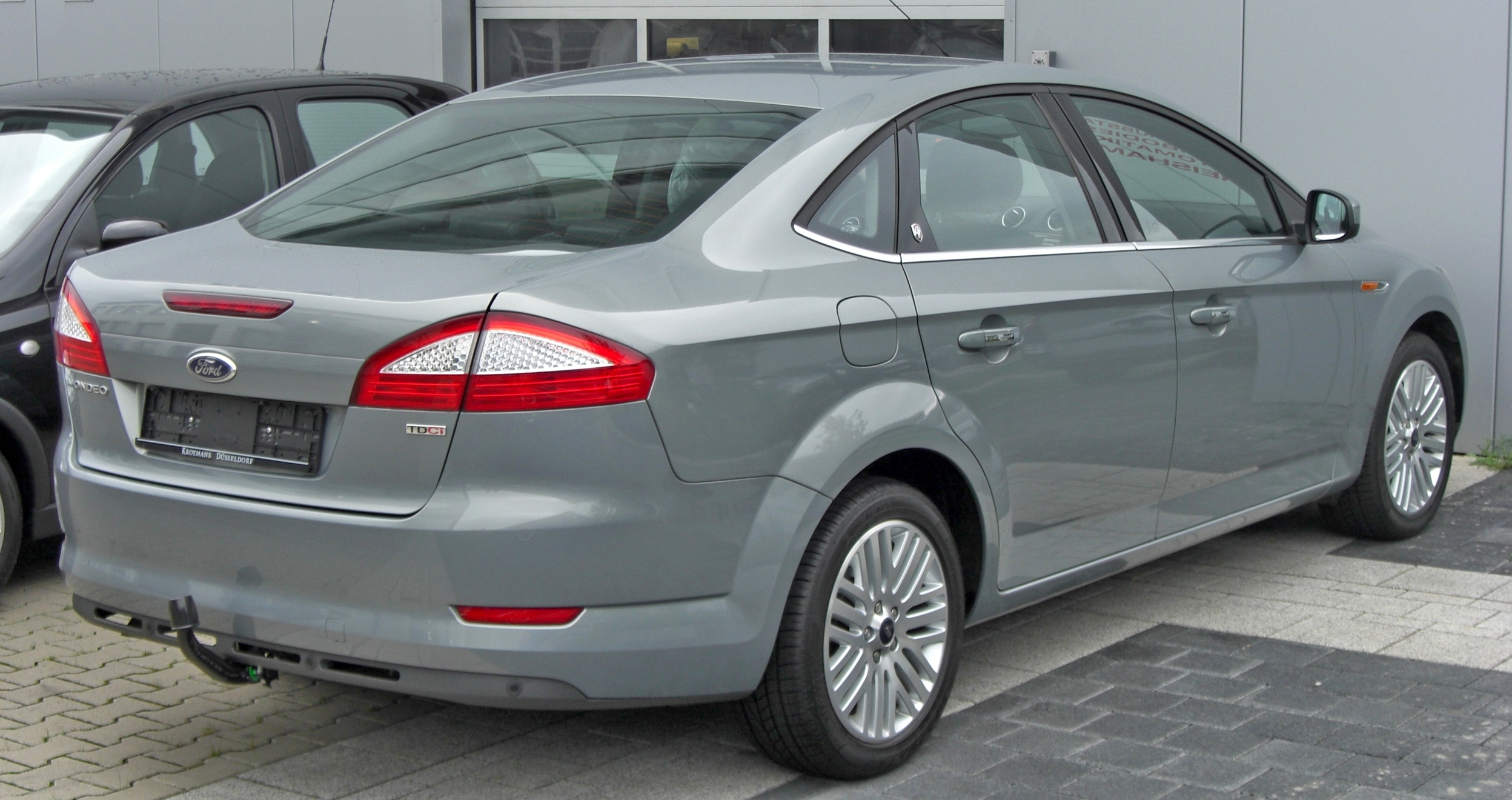
Stufenheck
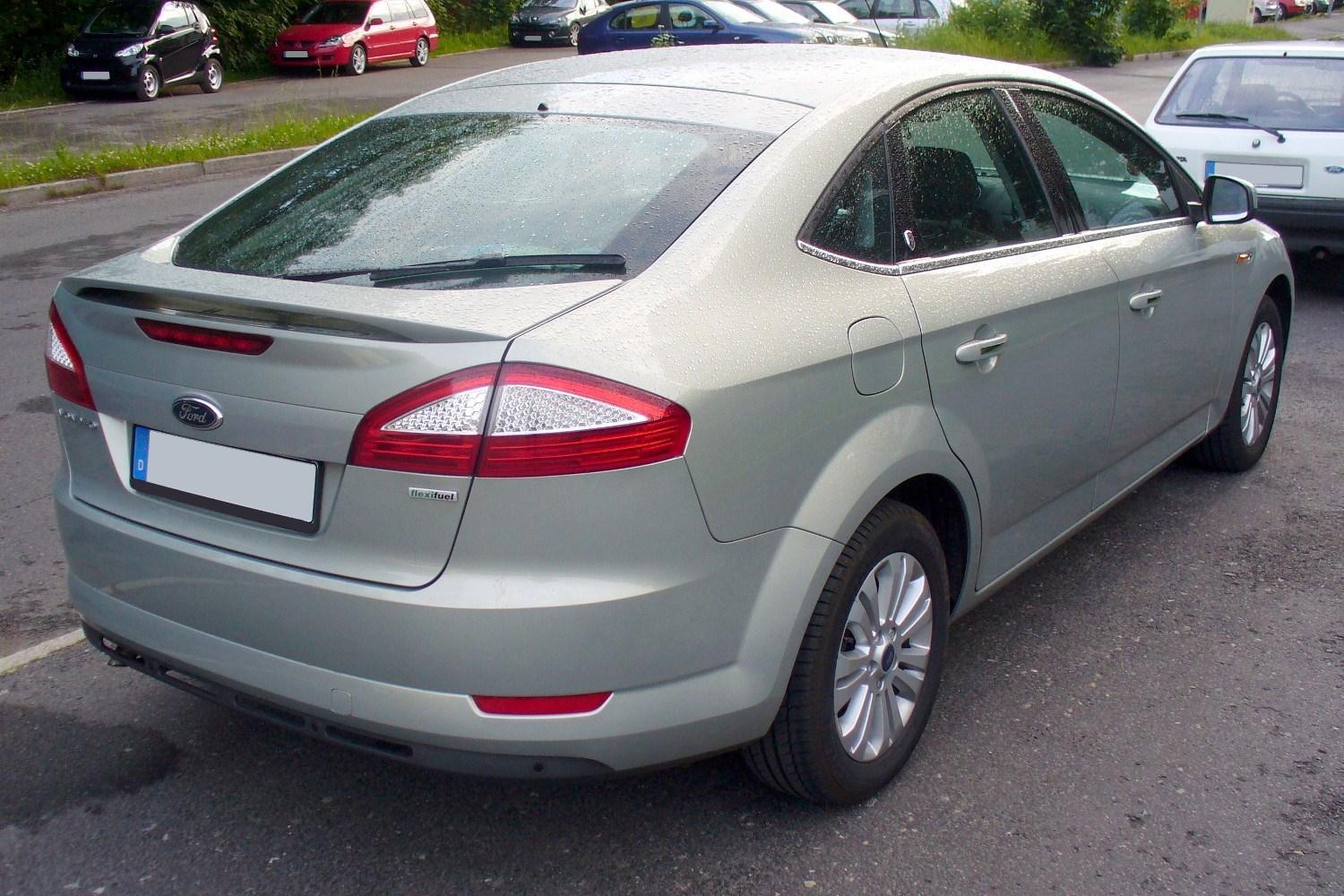
Ford Mondeo Fließheck (2007–2010)
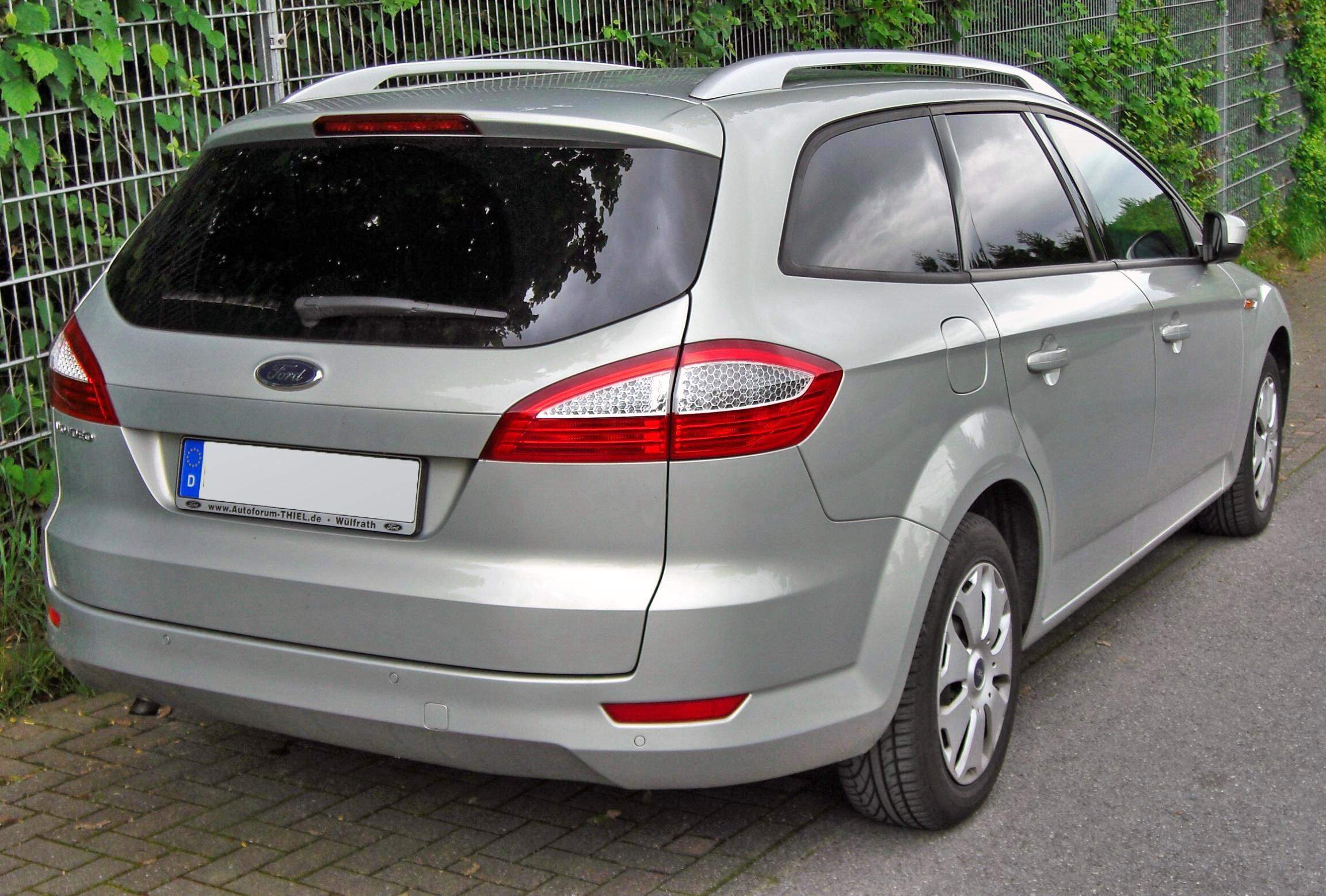
Ford Mondeo Turnier (2007–2010)

Im Frühjahr 2010 wurde die Motorenpalette des Mondeo umgestellt. Neu erhältlich war ein 2,0-Liter-SCTi-Ottomotor mit 149 kW (203 PS). Es handelt sich hier um einen Motor mit der 2009 im Ford Iosis-MAX vorgestellten EcoBoost-Technologie. Diese umfasst Turboaufladung, Benzin-Direkteinspritzung und eine besondere Zylinderfüllungstechnik; serienmäßig erhält der Wagen das bei Ford PowerShift genannte Doppelkupplungsgetriebe, das es bereits im Focus und C-MAX gab. Ein neuer 2,0-Liter-TDCi-Motor mit 120 kW (163 PS) und einem Verbrauch von 5,3 Litern auf 100 km ersetzte den 2,2-Liter-TDCi-Motor, außerdem erreichten alle Diesel-Motoren die Abgasnorm Euro 5. Zudem wurde auf dem deutschen Markt im März 2010 die Stufenheckversion wegen zuletzt geringer Nachfrage aus dem Programm genommen.

### Modellpflege
Im Dezember 2010 wurde der Mondeo optisch und technisch überarbeitet. Neu angeboten wurden ein Tagfahrlicht, ein 2,0-Liter-SCTi-Ottomotor mit 177 kW (240 PS) und ein 2,2-Liter-TDCi mit 147 kW (200 PS). Ab August 2011 wurden die beiden Ecoboost-SCTi-Motoren auch mit manuell geschaltetem 6-Gang-Schaltgetriebe angeboten.

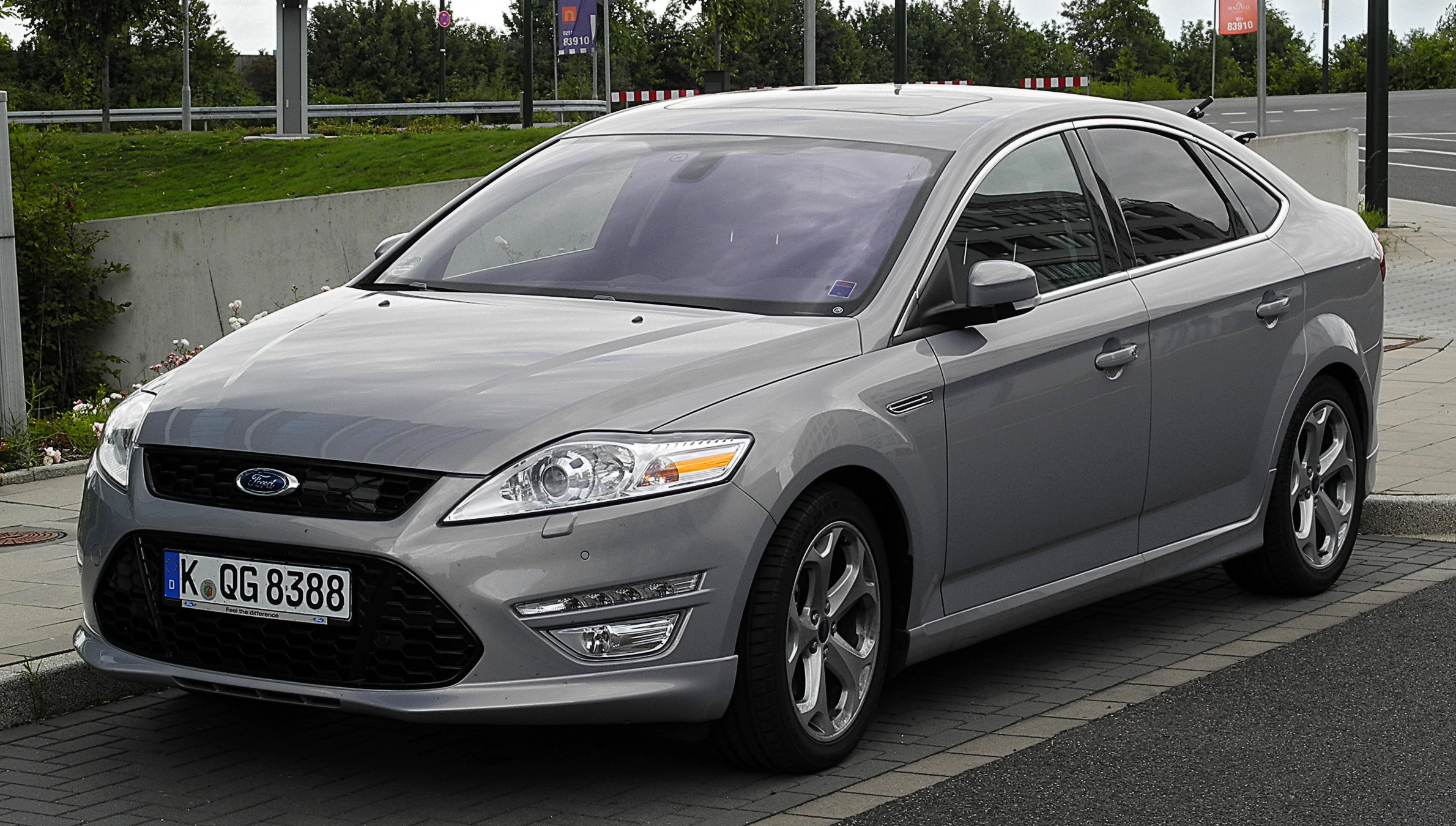
Ford Mondeo Fließheck (2010–2014)
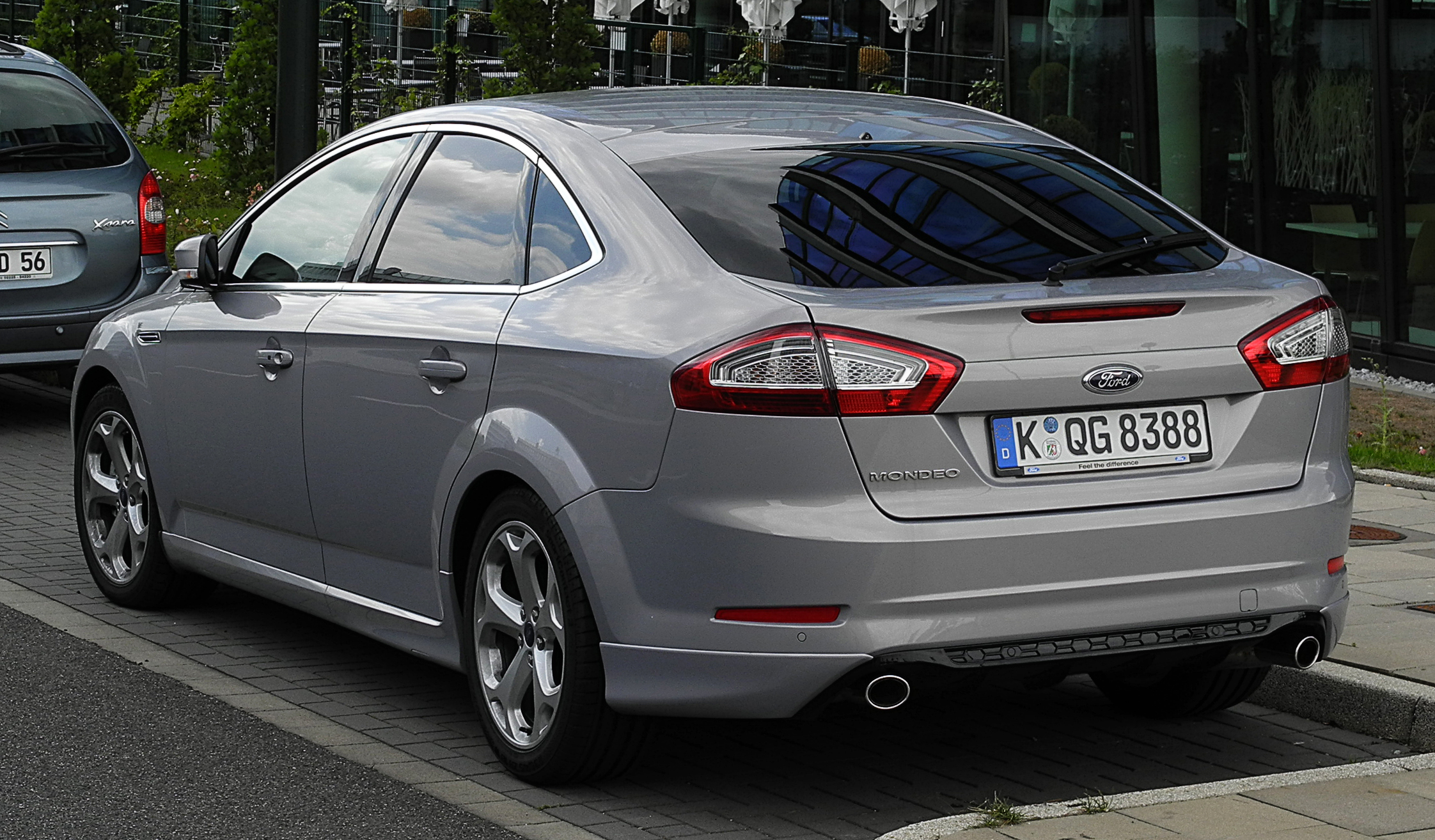
Heckansicht
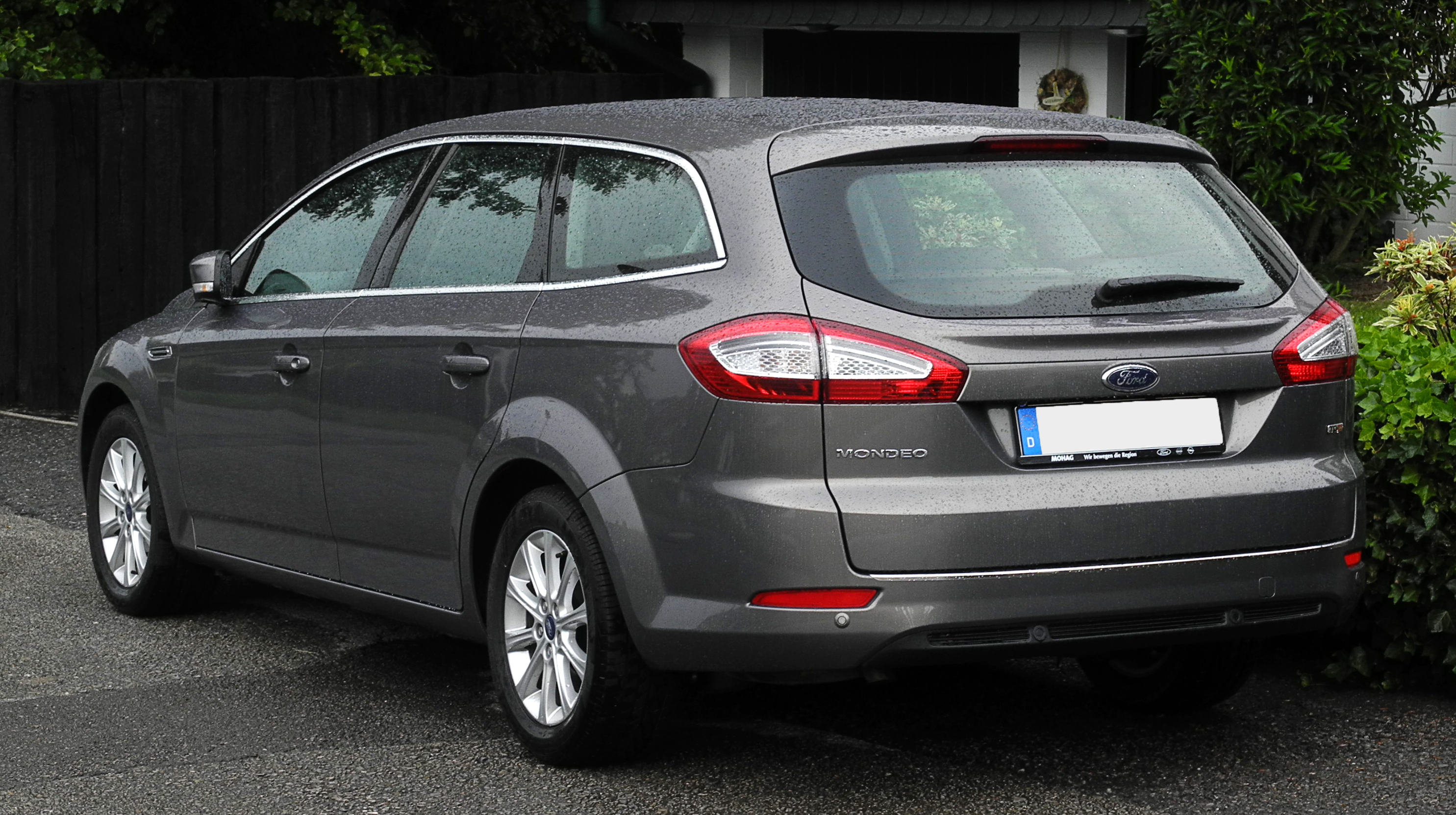
Ford Mondeo Turnier (2010–2014)

Im August 2014 wurde die Herstellung der vierten Mondeo-Baureihe eingestellt. Der Nachfolger wurde im Oktober 2014 eingeführt.

### Technische Daten

#### Ottomotoren
|                                             | 1.6 Ti-VCT                  | 1.6 Ti-VCT                  | 1.6 Ti-VCT                  | 1.6 EcoBoost SCTi            | 2.0                          | 2.0 FlexiFuel                | 2.0 EcoBoost SCTi                | 2.0 EcoBoost SCTi                | 2.3                          | 2.5T                         |
| Bauzeitraum                                 | 03/2007–11/2010             | 12/2010–08/2014             | 03/2007–11/2010             | 12/2010–08/2014              | 03/2007–08/2014              | 01/2008–08/2014              | 05/2010–08/2014                  | 12/2010–08/2014                  | 03/2007–04/2010              | 03/2007–11/2010              |
| Motorkenndaten                              |                             |                             |                             |                              |                              |                              |                                  |                                  |                              |                              |
| Motortyp                                    | R4-Ottomotor                | R4-Ottomotor                | R4-Ottomotor                | R4-Ottomotor                 | R4-Ottomotor                 | R4-Ottomotor                 | R4-Ottomotor                     | R4-Ottomotor                     | R4-Ottomotor                 | R5-Ottomotor                 |
| Motorserie                                  | Zetec-SE                    | Zetec-SE                    | Zetec-SE                    | EcoBoost                     | Duratec-HE                   | Duratec-HE                   | EcoBoost                         | EcoBoost                         | Duratec-HE                   | Duratec 20V                  |
| Anzahl Ventile pro Zylinder                 | 4                           | 4                           | 4                           | 4                            | 4                            | 4                            | 4                                | 4                                | 4                            | 4                            |
| Ventilsteuerung                             | DOHC, Zahnriemen            | DOHC, Zahnriemen            | DOHC, Zahnriemen            | DOHC, Zahnriemen             | DOHC, Kette                  | DOHC, Kette                  | DOHC, Kette                      | DOHC, Kette                      | DOHC, Kette                  | DOHC Zahnriemen              |
| Gemischaufbereitung                         | Saugrohreinspritzung        | Saugrohreinspritzung        | Saugrohreinspritzung        | Benzin- Direkteinspritzung   | Saugrohreinspritzung         | Saugrohreinspritzung         | Benzin- Direkteinspritzung       | Benzin- Direkteinspritzung       | Saugrohreinspritzung         | Saugrohreinspritzung         |
| Motoraufladung                              | –                           | –                           | –                           | Turbolader, Ladeluftkühler   | –                            | –                            | Turbolader, Ladeluftkühler       | Turbolader, Ladeluftkühler       | –                            | Turbolader, Ladeluftkühler   |
| Kühlung                                     | Wasserkühlung               | Wasserkühlung               | Wasserkühlung               | Wasserkühlung                | Wasserkühlung                | Wasserkühlung                | Wasserkühlung                    | Wasserkühlung                    | Wasserkühlung                | Wasserkühlung                |
| Bohrung × Hub                               | 79,0 mm × 81,4 mm           | 79,0 mm × 81,4 mm           | 79,0 mm × 81,4 mm           | 79,0 mm × 81,4 mm            | 87,5 mm × 83,1 mm            | 87,5 mm × 83,1 mm            | 87,5 mm × 83,1 mm                | 87,5 mm × 83,1 mm                | 87,5 mm × 94,0 mm            | 83,0 mm × 93,2 mm            |
| Hubraum                                     | 1596 cm³                    | 1596 cm³                    | 1596 cm³                    | 1596 cm³                     | 1999 cm³                     | 1999 cm³                     | 1999 cm³                         | 1999 cm³                         | 2261 cm³                     | 2521 cm³                     |
| Verdichtungsverhältnis                      | 11,0:1                      | 11,0:1                      | 11,0:1                      | 11,0:1                       | 10,8:1                       | 10,8:1                       | 10,0:1                           | 10,0:1                           | 10,6:1                       | 9,0:1                        |
| max. Leistung                               | 81 kW (110 PS) bei 6300/min | 88 kW (120 PS) bei 6300/min | 92 kW (125 PS) bei 6300/min | 118 kW (160 PS) bei 5700/min | 107 kW (145 PS) bei 6000/min | 107 kW (145 PS) bei 6000/min | 149 kW (203 PS) bei 6000/min     | 177 kW (240 PS) bei 6000/min     | 118 kW (160 PS) bei 6500/min | 162 kW (220 PS) bei 5000/min |
| max. Drehmoment                             | 160 Nm bei 4100/min         | 159 Nm bei 4000/min         | 160 Nm bei 4100/min         | 240 Nm bei 1600–4000/min     | 185 Nm bei 4500/min          | 185 Nm bei 4500/min          | 300 Nm bei 1750–4500/min         | 340 Nm bei 1900–3500/min         | 208 Nm bei 4200/min          | 320 Nm bei 1500–4800/min     |
| Kraftübertragung                            |                             |                             |                             |                              |                              |                              |                                  |                                  |                              |                              |
| Antrieb                                     | Vorderradantrieb            | Vorderradantrieb            | Vorderradantrieb            | Vorderradantrieb             | Vorderradantrieb             | Vorderradantrieb             | Vorderradantrieb                 | Vorderradantrieb                 | Vorderradantrieb             | Vorderradantrieb             |
| Getriebe                                    | 5-Gang-Schaltgetriebe       | 5-Gang-Schaltgetriebe       | 5-Gang-Schaltgetriebe       | 6-Gang-Schaltgetriebe        | 5-Gang-Schaltgetriebe        | 5-Gang-Schaltgetriebe        | 6-Stufen-Doppelkupplungsgetriebe | 6-Stufen-Doppelkupplungsgetriebe | 6-Stufen-Automatikgetriebe   | 6-Gang-Schaltgetriebe        |
| Getriebe, optional                          |                             |                             |                             |                              |                              |                              | 6-Gang-Schaltgetriebe            | 6-Gang-Schaltgetriebe            |                              |                              |
| Messwerte (Limousine)                       |                             |                             |                             |                              |                              |                              |                                  |                                  |                              |                              |
| Höchstgeschwindigkeit                       | 190 km/h                    | 195 km/h                    | 195 km/h                    | 215 km/h                     | 210 km/h                     | 210 km/h                     | 232 km/h                         | 246 km/h                         | 207 km/h                     | 245 km/h                     |
| Beschleunigung, 0–100 km/h                  | 12,7 s                      | 12,3 s                      | 12,3 s                      | 9,3 s                        | 9,9 s                        | 9,9 s                        | 7,9 s                            | 7,5 s                            | 10,5 s                       | 7,5 s                        |
| Kraftstoffverbrauch auf 100 km (kombiniert) | 7,2 l S                     | 6,8 l S                     | 7,4 l S                     | 6,4 l SP                     | 7,9 l S                      | 7,9 l S                      | 7,7 l S                          | 7,7 l S                          | 9,3 l S                      | 9,3 l S                      |
| CO2-Emission (kombiniert)                   | 172 g/km                    | 159 g/km                    | 177 g/km                    | 149 g/km                     | 189 g/km                     | 189 g/km                     | 179 g/km                         | 179 g/km                         | 223 g/km                     | 222 g/km                     |
| Messwerte (Kombi)                           |                             |                             |                             |                              |                              |                              |                                  |                                  |                              |                              |
| Höchstgeschwindigkeit                       | 185 km/h                    | 190 km/h                    | 190 km/h                    | 215 km/h                     | 205 km/h                     | 205 km/h                     | 227 km/h                         | 241 km/h                         | 202 km/h                     | 240 km/h                     |
| Beschleunigung, 0–100 km/h                  | 12,9 s                      | 12,6 s                      | 12,6 s                      | 9,6 s                        | 10,3 s                       | 10,3 s                       | 8,2 s                            | 7,8 s                            | 10,8 s                       | 7,7 s                        |
| Kraftstoffverbrauch auf 100 km (kombiniert) | 7,3 l S                     | 6,8 l S                     | 7,4 l S                     | 6,4 l SP                     | 7,9 l S                      | 7,9 l S                      | 7,7 l S                          | 7,7 l S                          | 9,3 l S                      | 9,3 l S                      |
| CO2-Emission (kombiniert)                   | 172 g/km                    | 159 g/km                    | 177 g/km                    | 149 g/km                     | 189 g/km                     | 189 g/km                     | 179 g/km                         | 179 g/km                         | 223 g/km                     | 222 g/km                     |
| Sonstiges                                   |                             |                             |                             |                              |                              |                              |                                  |                                  |                              |                              |
| Abgasnorm                                   | Euro 4                      | Euro 5                      | Euro 4                      | Euro 5                       | Euro 4/5                     | Euro 4/5                     | Euro 5                           | Euro 5                           | Euro 4                       | Euro 4                       |

1. ↑  Die drei 1,6-Liter-Motoren sind mechanisch identisch; die unterschiedliche Leistung wird ausschließlich über die Motorsteuersoftware erzielt.
2. ↑  Ti-VCT = Twin independent Variable Camshaft Timing
3. 1 2  SCTi = Sequential Charge Turbo injection
4. ↑  Für Bioethanol E85 und Superbenzin geeigneter Duratec-Motor
5. ↑  Volvo-Motor

- Die Verfügbarkeit der Motoren ist von Modell, Ausstattung und Markt abhängig.

#### Dieselmotoren
|                                             | 1.6 TDCi                    | 1.8 TDCi                    | 1.8 TDCi                    | 2.0 TDCi                    | 2.0 TDCi                    | 2.0 TDCi                     | 2.0 TDCi                         | 2.0 TDCi                         | 2.2 TDCi                     | 2.2 TDCi                     |
| Bauzeitraum                                 | 12/2010–08/2014             | 03/2007–09/2007             | 03/2007–09/2007             | 09/2007–07/2010             | 03/2007–02/2008             | 03/2007–07/2010              | 07/2010–08/2014                  | 07/2010–08/2014                  | 02/2008–06/2010              | 12/2010–08/2014              |
| Motorkenndaten                              |                             |                             |                             |                             |                             |                              |                                  |                                  |                              |                              |
| Motorserie                                  | PSA DV6                     | Endura-DI                   | Endura-DI                   | PSA DW10                    | PSA DW10                    | PSA DW10                     | PSA DW10                         | PSA DW10                         | PSA DW12                     | PSA DW12                     |
| Motortyp                                    | R4-Dieselmotor              | R4-Dieselmotor              | R4-Dieselmotor              | R4-Dieselmotor              | R4-Dieselmotor              | R4-Dieselmotor               | R4-Dieselmotor                   | R4-Dieselmotor                   | R4-Dieselmotor               | R4-Dieselmotor               |
| Anzahl Ventile pro Zylinder                 | 2                           | 2                           | 2                           | 4                           | 4                           | 4                            | 4                                | 4                                | 4                            | 4                            |
| Ventilsteuerung                             | OHC, Zahnriemen             | OHC, Zahnriemen             | OHC, Zahnriemen             | DOHC, Zahnriemen            | DOHC, Zahnriemen            | DOHC, Zahnriemen             | DOHC, Zahnriemen                 | DOHC, Zahnriemen                 | DOHC, Zahnriemen             | DOHC, Zahnriemen             |
| Gemischaufbereitung                         | Common-Rail-Einspritzung    | Common-Rail-Einspritzung    | Common-Rail-Einspritzung    | Common-Rail-Einspritzung    | Common-Rail-Einspritzung    | Common-Rail-Einspritzung     | Common-Rail-Einspritzung         | Common-Rail-Einspritzung         | Common-Rail-Einspritzung     | Common-Rail-Einspritzung     |
| Motoraufladung                              | Turbolader, Ladeluftkühler  | Turbolader, Ladeluftkühler  | Turbolader, Ladeluftkühler  | Turbolader, Ladeluftkühler  | Turbolader, Ladeluftkühler  | Turbolader, Ladeluftkühler   | Turbolader, Ladeluftkühler       | Turbolader, Ladeluftkühler       | Turbolader, Ladeluftkühler   | Turbolader, Ladeluftkühler   |
| Kühlung                                     | Wasserkühlung               | Wasserkühlung               | Wasserkühlung               | Wasserkühlung               | Wasserkühlung               | Wasserkühlung                | Wasserkühlung                    | Wasserkühlung                    | Wasserkühlung                | Wasserkühlung                |
| Bohrung × Hub                               | 75,0 mm × 88,3 mm           | 82,5 mm × 82,0 mm           | 82,5 mm × 82,0 mm           | 85,0 mm × 88,0 mm           | 85,0 mm × 88,0 mm           | 85,0 mm × 88,0 mm            | 85,0 mm × 88,0 mm                | 85,0 mm × 88,0 mm                | 85,0 mm × 96,0 mm            | 85,0 mm × 96,0 mm            |
| Hubraum                                     | 1560 cm³                    | 1753 cm³                    | 1753 cm³                    | 1997 cm³                    | 1997 cm³                    | 1997 cm³                     | 1997 cm³                         | 1997 cm³                         | 2179 cm³                     | 2179 cm³                     |
| Verdichtungsverhältnis                      | 16,0:1                      | 18,5:1                      | 18,5:1                      | 17,9:1                      | 17,9:1                      | 17,9:1                       | 16,0:1                           | 16,0:1                           | 16,6:1                       | 15,8:1                       |
| max. Leistung                               | 85 kW (115 PS) bei 3600/min | 74 kW (100 PS) bei 3850/min | 92 kW (125 PS) bei 3700/min | 85 kW (115 PS) bei 4000/min | 96 kW (130 PS) bei 4000/min | 103 kW (140 PS) bei 4000/min | 103 kW (140 PS) bei 3750/min     | 120 kW (163 PS) bei 3750/min     | 129 kW (175 PS) bei 3500/min | 147 kW (200 PS) bei 3500/min |
| max. Drehmoment                             | 270 Nm bei 1750–2500/min    | 280 Nm bei 1800/min         | 320 Nm bei 1800/min         | 300 Nm bei 1750–2300/min    | 320 Nm bei 1750–2250/min    | 320 Nm bei 1750–2250/min     | 320 Nm bei 1750–2750/min         | 340 Nm bei 2000–3250/min         | 400 Nm bei 1750–2750/min     | 420 Nm bei 1750–3000/min     |
| Kraftübertragung                            |                             |                             |                             |                             |                             |                              |                                  |                                  |                              |                              |
| Antrieb                                     | Vorderradantrieb            | Vorderradantrieb            | Vorderradantrieb            | Vorderradantrieb            | Vorderradantrieb            | Vorderradantrieb             | Vorderradantrieb                 | Vorderradantrieb                 | Vorderradantrieb             | Vorderradantrieb             |
| Getriebe, serienmäßig                       | 6-Gang-Schaltgetriebe       | 5-Gang-Schaltgetriebe       | 6-Gang-Schaltgetriebe       | 6-Gang-Schaltgetriebe       | 6-Gang-Schaltgetriebe       | 6-Gang-Schaltgetriebe        | 6-Gang-Schaltgetriebe            | 6-Gang-Schaltgetriebe            | 6-Gang-Schaltgetriebe        | 6-Gang-Schaltgetriebe        |
| Getriebe, optional                          | –                           | –                           | –                           | –                           | 6-Stufen-Automatikgetriebe  | 6-Stufen-Automatikgetriebe   | 6-Stufen-Doppelkupplungsgetriebe | 6-Stufen-Doppelkupplungsgetriebe | 6-Stufen-Automatikgetriebe   | 6-Stufen-Automatikgetriebe   |
| Messwerte (Limousine) (1)                   |                             |                             |                             |                             |                             |                              |                                  |                                  |                              |                              |
| Höchstgeschwindigkeit                       | 190 km/h                    | 185 km/h                    | 200 km/h                    | 192 km/h                    | 202 km/h (200 km/h)         | 210 km/h (205 km/h)          | 210 km/h (205 km/h)              | 220 km/h (215 km/h)              | 223 km/h                     | 230 km/h                     |
| Beschleunigung, 0–100 km/h                  | 11,9 s                      | 12,3 s                      | 10,5 s                      | 11,4 s                      | 10,4 s (11,4 s)             | 9,5 s (10,2 s)               | 9,5 s (10,2 s)                   | 8,9 s (9,5 s)                    | 8,7 s                        | 8,1 s                        |
| Kraftstoffverbrauch auf 100 km (kombiniert) | 4,9 l D [4,2 l D]           | 5,7 l D                     | 5,8 l D                     | 5,9 l D                     | 5,9 l D (7,1 l D)           | 5,9 l D (7,1 l D)            | 5,3 l D (5,6 l D)                | 5,3 l D (5,6 l D)                | 6,2 l D                      | 6,0 l D (6,5 l D)            |
| CO2-Emission (kombiniert)                   | 129 g/km [109 g/km]         | 151 g/km                    | 154 g/km                    | 156 g/km                    | 156 g/km (189 g/km)         | 156 g/km (187g/km)           | 139 g/km (149 g/km)              | 139 g/km (149 g/km)              | 165 g/km                     | 159 g/km (173 g/km)          |
| Messwerte (Kombi) (1)                       |                             |                             |                             |                             |                             |                              |                                  |                                  |                              |                              |
| Höchstgeschwindigkeit                       | 185 km/h                    | 180 km/h                    | 195 km/h                    | 187 km/h                    | 197 km/h (195 km/h)         | 205 km/h (200 km/h)          | 205 km/h (200 km/h)              | 215 km/h (210 km/h)              | 218 km/h                     | 225 km/h                     |
| Beschleunigung, 0–100 km/h                  | 12,1 s                      | 12,7 s                      | 10,8 s                      | 11,4 s                      | 10,4 s (11,4 s)             | 9,8 s (10,4 s)               | 9,8 s (10,4 s)                   | 9,1 s (9,8 s)                    | 8,9 s                        | 8,3                          |
| Kraftstoffverbrauch auf 100 km (kombiniert) | 4,9 l D [4,3 l D]           | 5,7 l D                     | 5,9 l D                     | 5,9 l D                     | 5,9 l D (7,1 l D)           | 5,9 l D (7,1 l D)            | 5,3 l D (5,6 l D)                | 5,3 l D (5,6 l D)                | 6,2 l D                      | 6,0 l D (6,5 l D)            |
| CO2-Emission (kombiniert)                   | 129 g/km [109 g/km]         | 151 g/km                    | 156 g/km                    | 156 g/km                    | 156 g/km (189 g/km)         | 156 g/km (187g/km)           | 139 g/km (149 g/km)              | 139 g/km (149 g/km)              | 165 g/km                     | 159 g/km (173 g/km)          |
| Sonstiges                                   |                             |                             |                             |                             |                             |                              |                                  |                                  |                              |                              |
| Abgasnorm                                   | Euro 5                      | Euro 4                      | Euro 4                      | Euro 4                      | Euro 4                      | Euro 4                       | Euro 5                           | Euro 5                           | Euro 4                       | Euro 5                       |

- Die Verfügbarkeit der Motoren ist von Modell, Ausstattung und Markt abhängig.

1. ↑  Wurde in einigen Exportländern noch bis zur Modellpflege vertrieben.
2. 1 2  Ab 02/2010 85 kW (115 PS) bei 3750/min bzw. 300 Nm bei 1500–2250/min

## Mondeo ’13 (Typ BA7, 2014–2022)
| Sterne im Euro-NCAP-Crashtest (2014) | 5 Sterne im Euro-NCAP-Crashtest |

| Sterne im Euro-NCAP-Crashtest (2019) | 5 Sterne im Euro-NCAP-Crashtest |

Auf der Detroit Motor Show stellte Ford im Januar 2012 den neuen Ford Fusion vor, der mit dem Mondeo ’13 weitgehend baugleich ist. Beide Modelle wurden im Frühjahr 2012 vom Designstudio Vercarmodel Saro entwickelt. Der Fusion war ab Herbst 2012 in Nord- und Südamerika erhältlich, wobei er in Nordamerika ausschließlich als Stufenhecklimousine angeboten wurde. Seit dem Verkaufsstart war er mit Ottomotor und mit Hybridantrieb erhältlich, der Plug-in-Hybrid Fusion Energi folgte 2013. Produziert wurde der Fusion zunächst ausschließlich im mexikanischen Ford-Werk Hermosillo, später auch in Flat Rock (Michigan).
Den Mondeo der fünften Generation gab es wieder mit Fließ- oder Stufenheck und als Kombi. Als Limousine hat er nun coupéhafte Züge. Die Stufenheckvariante wurde ausschließlich als Hybrid, Vignale oder Vignale Hybrid angeboten. Im Gegensatz zum Vorgänger sollte dieser Mondeo ursprünglich ab Herbst 2013 weltweit vertrieben werden. Der Turnier wurde speziell für Europa entwickelt und wurde auch nur hier produziert und angeboten. Wegen der Schließung des belgischen Ford-Werks in Genk verschob sich die Markteinführung um rund ein Jahr. Zur Markteinführung am 7. Februar 2015 standen neben den EcoBoost-Ottomotoren mit 1,5 und 2,0 Litern Hubraum Dieselmotoren mit 1,6 und 2,0 Litern zur Wahl. Dazu gab es den Mondeo als Vollhybrid-Version mit einem 2,0-Liter-Ottomotor, der gemeinsam mit dem Elektromotor 140 kW leistet.
Alle Motoren wurden mit einem Sechsgang-Schaltgetriebe oder einem sechsstufigen Automatikgetriebe angeboten. Erstmals seit Beginn der Modellreihe war auch wieder Allradantrieb verfügbar, der auch mit den Dieselmotoren und Automatikgetrieben kombinierbar war. Neu sind auch die wahlweise erhältlichen LED-Scheinwerfer (Ford Dynamic LED). Als weitere Innovationen wurden Assistenzsysteme, wie Spurhalteassistent, Abstandsregeltempomat, Einparkassistent und ein Totwinkelassistent angekündigt.
In Europa wurde das Modell im April 2022 eingestellt. In den USA wurde der baugleiche Fusion bereits 2020 vom Markt genommen.

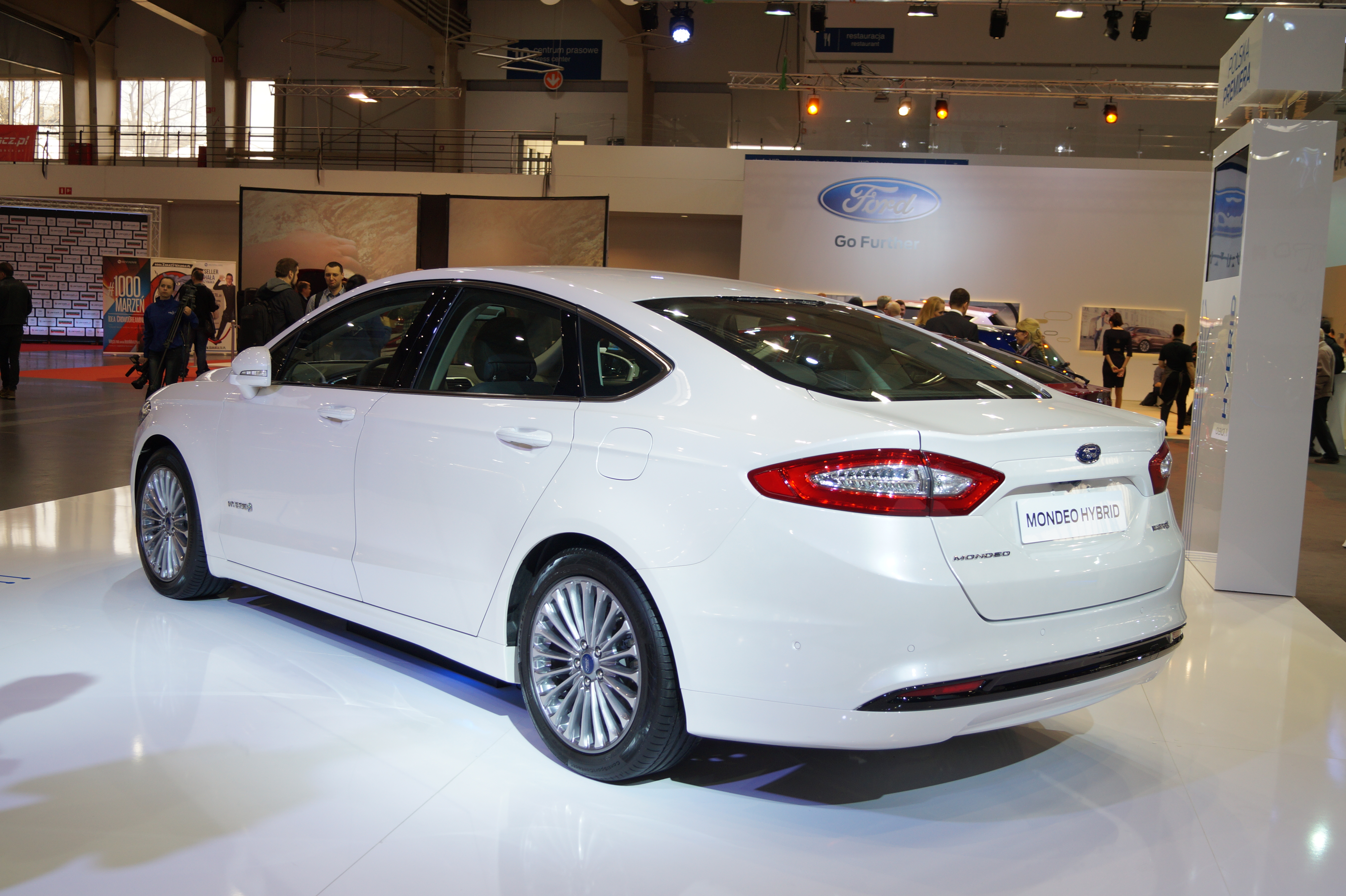
Heckansicht
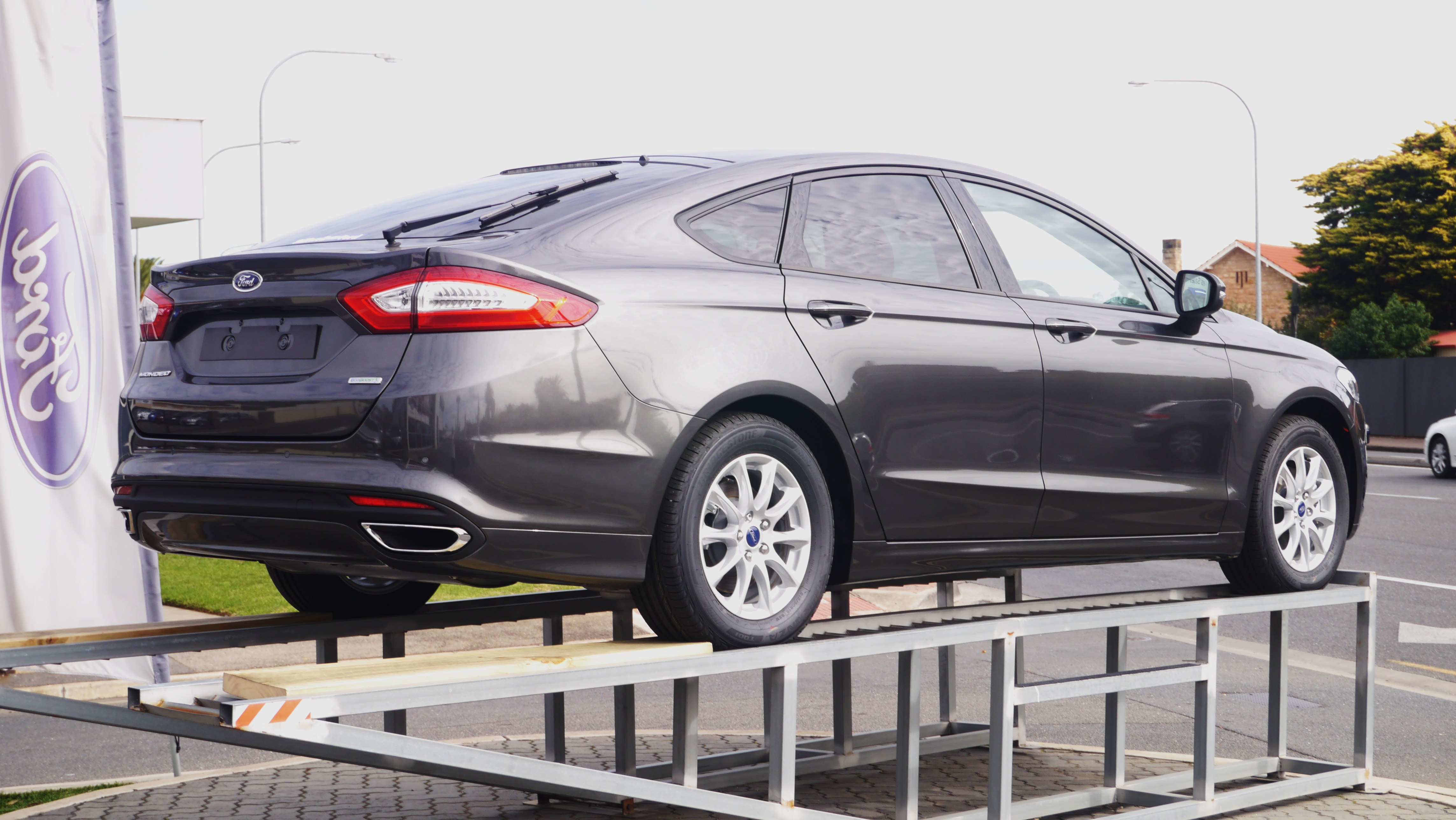
Ford Mondeo Schrägheck (2014–2019)
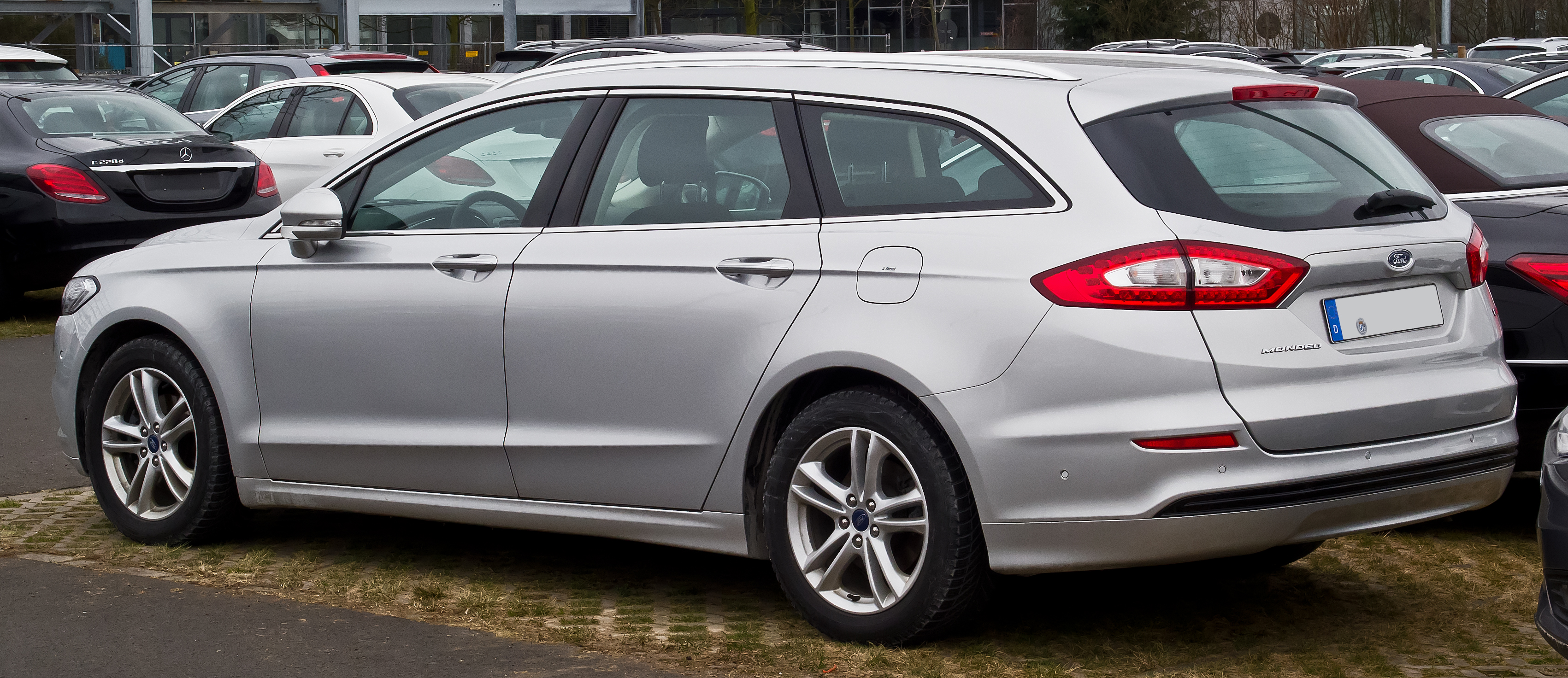
Ford Mondeo Turnier (2014–2019)
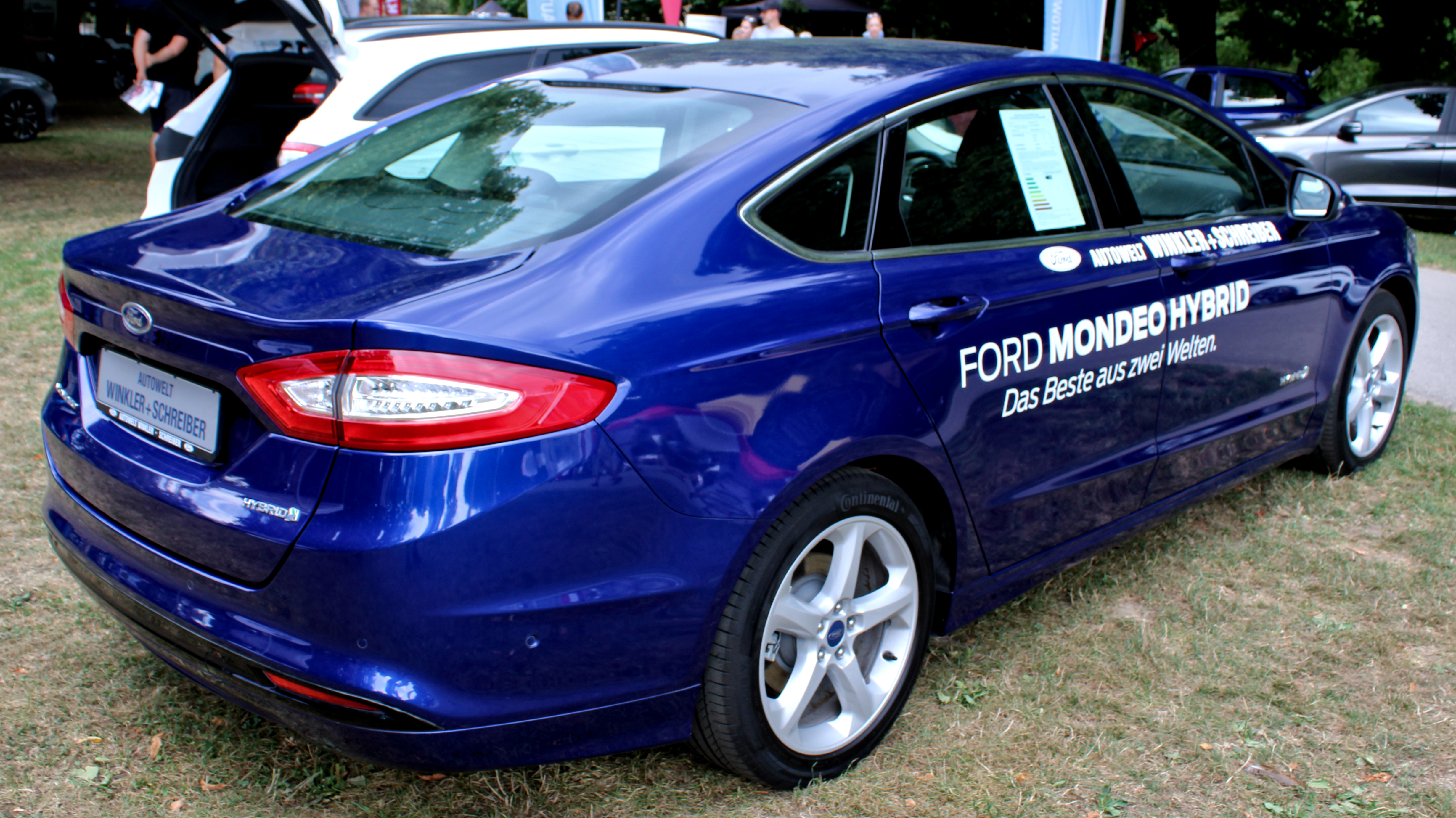
Ford Mondeo Hybrid (2014–2019)
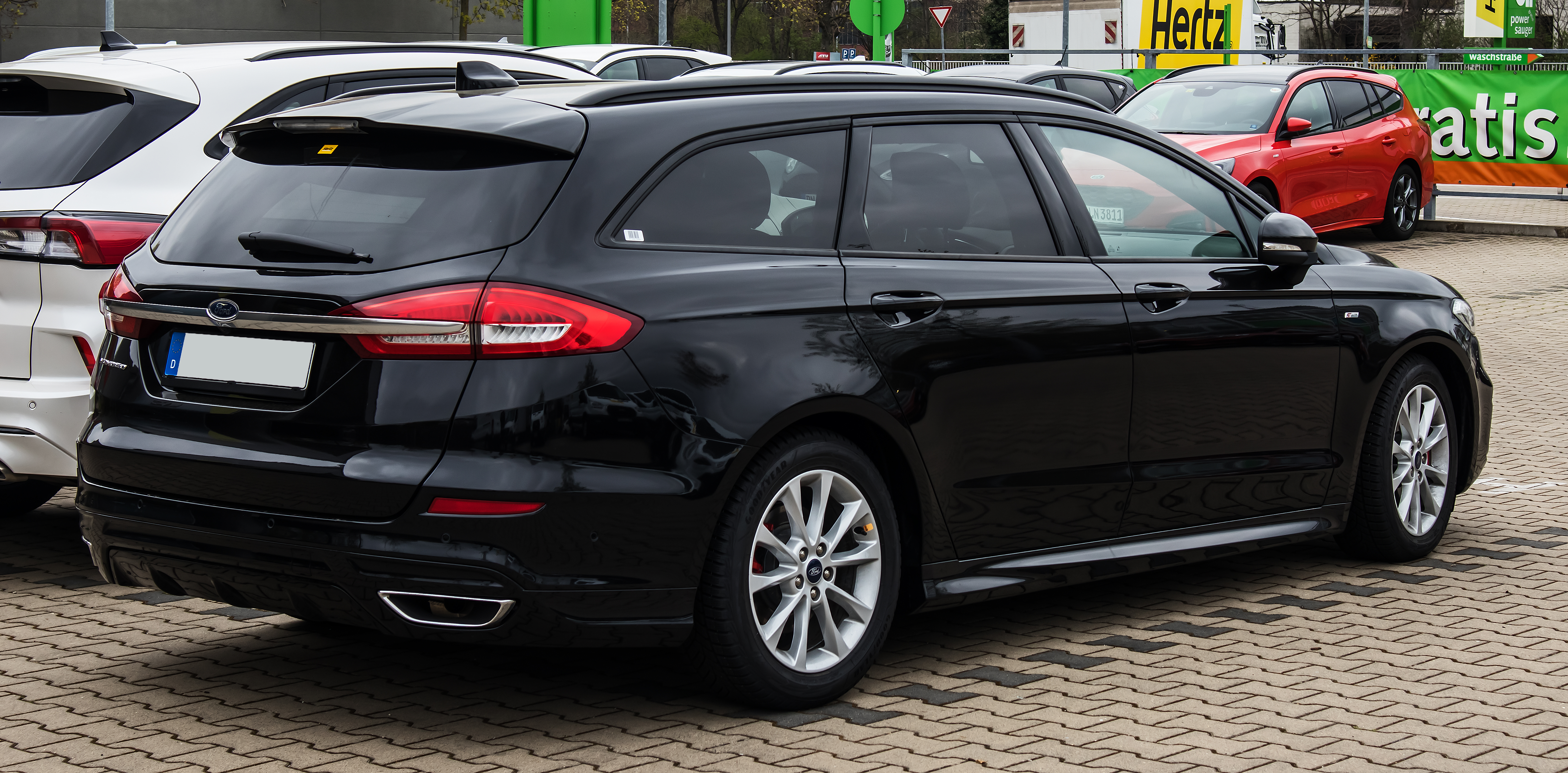
Ford Mondeo Turnier (2019–2022)
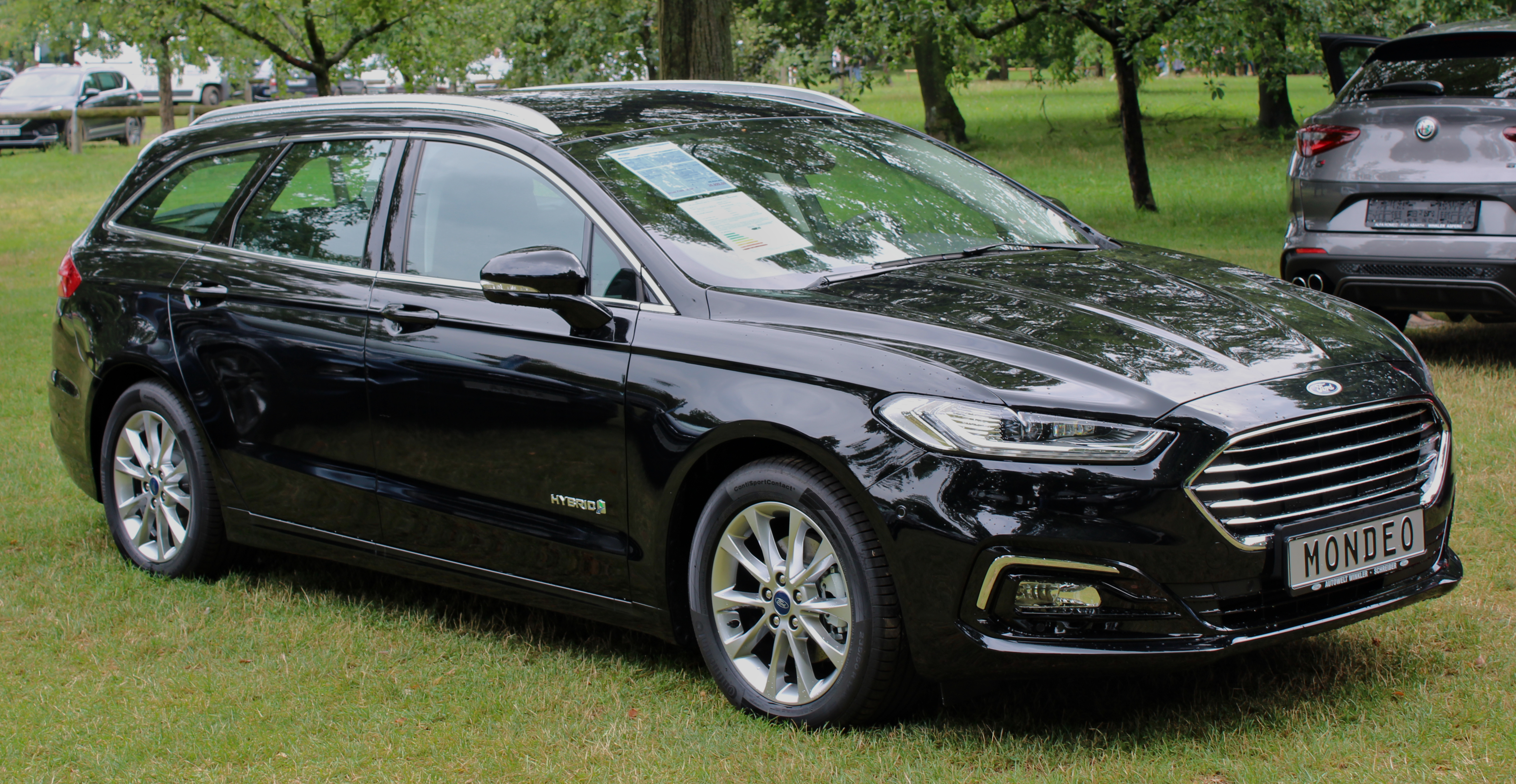
Ford Mondeo Turnier Hybrid (2019–2022)
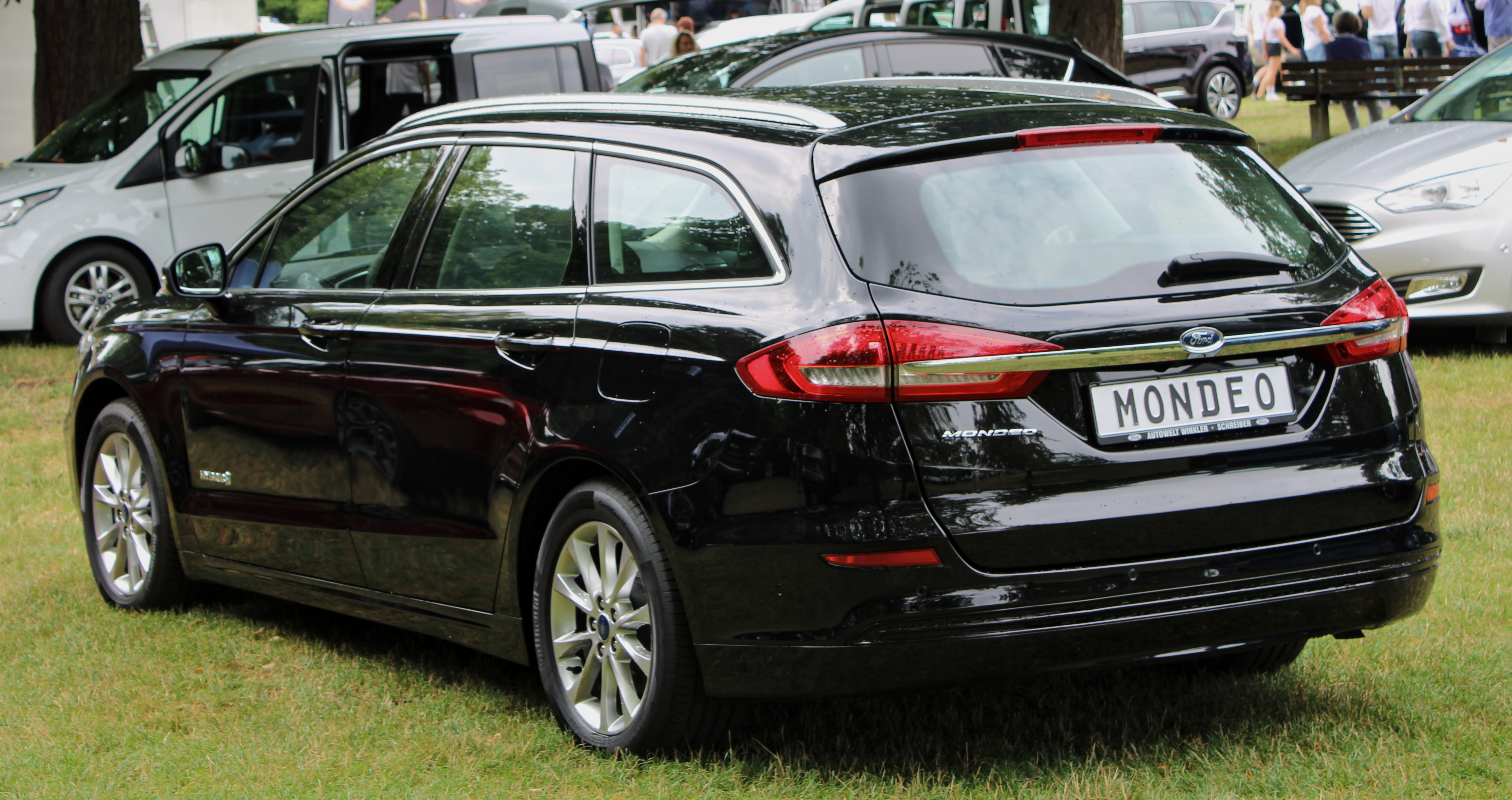
Heckansicht
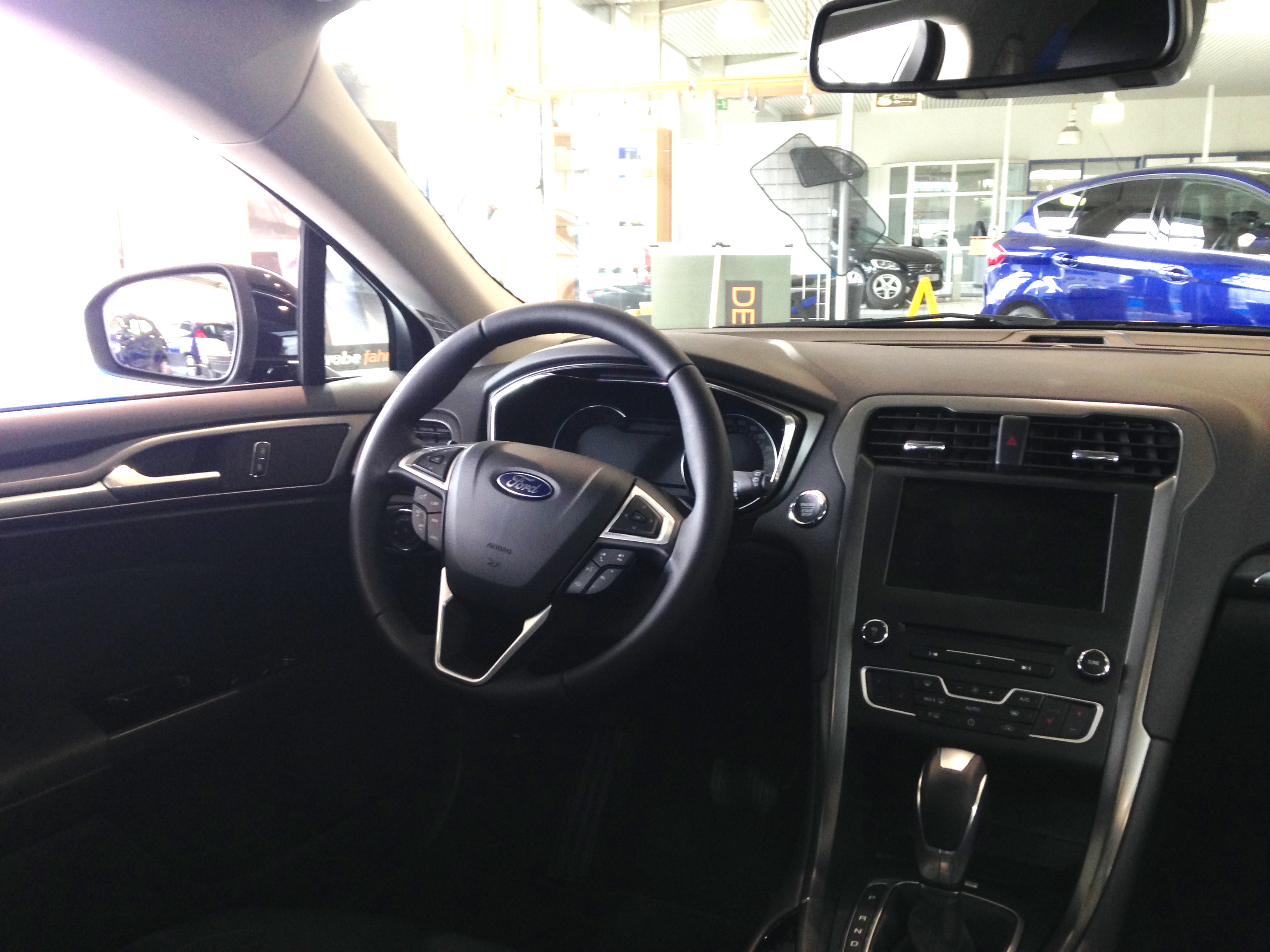
Innenraum

### Mondeo Vignale
Ab Mai 2015 war zudem eine luxuriöse Ausführung mit der Bezeichnung Mondeo Vignale erhältlich. Die Motorenpalette umfasst die beiden 2,0-Liter-EcoBoost-Motoren mit 149 und 176 kW, den 132 kW starken 2,0-Liter-Turbodieselmotor sowie einen neuen 2,0-Liter-Dieselmotor mit Biturbo, der 154 kW leistet. Der Vignale war auch als Hybrid-Version verfügbar. Zum Ausstattungsumfang der als Stufenheck und Kombi lieferbaren Ausstattungslinie gehören serienmäßige LED-Scheinwerfer, diverse Chromteile und wahlweise 19-Zoll-Leichtmetallfelgen. Außerdem erhält der Kühlergrill ein charakteristisches Sechseckmuster. Im Innenraum gibt es gestepptes Leder, das über alle Monturen im Cockpit gezogen ist, während sich die Sechsecke aus dem Grill auch im Muster der Sitze wiederfinden. Zudem ist eine zwölf Lautsprecher umfassende Surround-Sound-Anlage von Sony vorhanden. Die Vignale Ausstattung soll zudem als Anhebung in die gehobene Mittelklasse dienen.

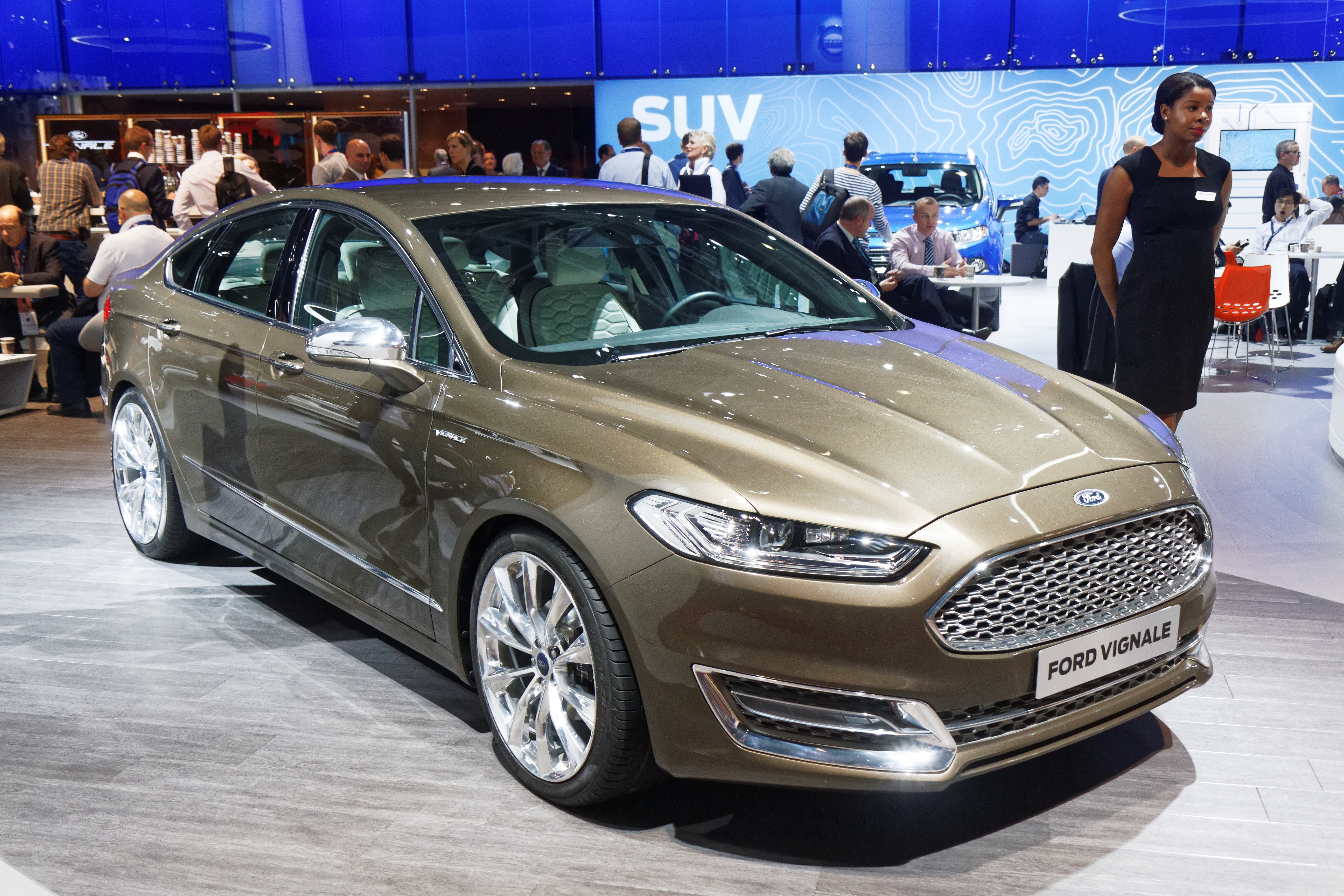
Ford Mondeo Vignale (2015–2019)
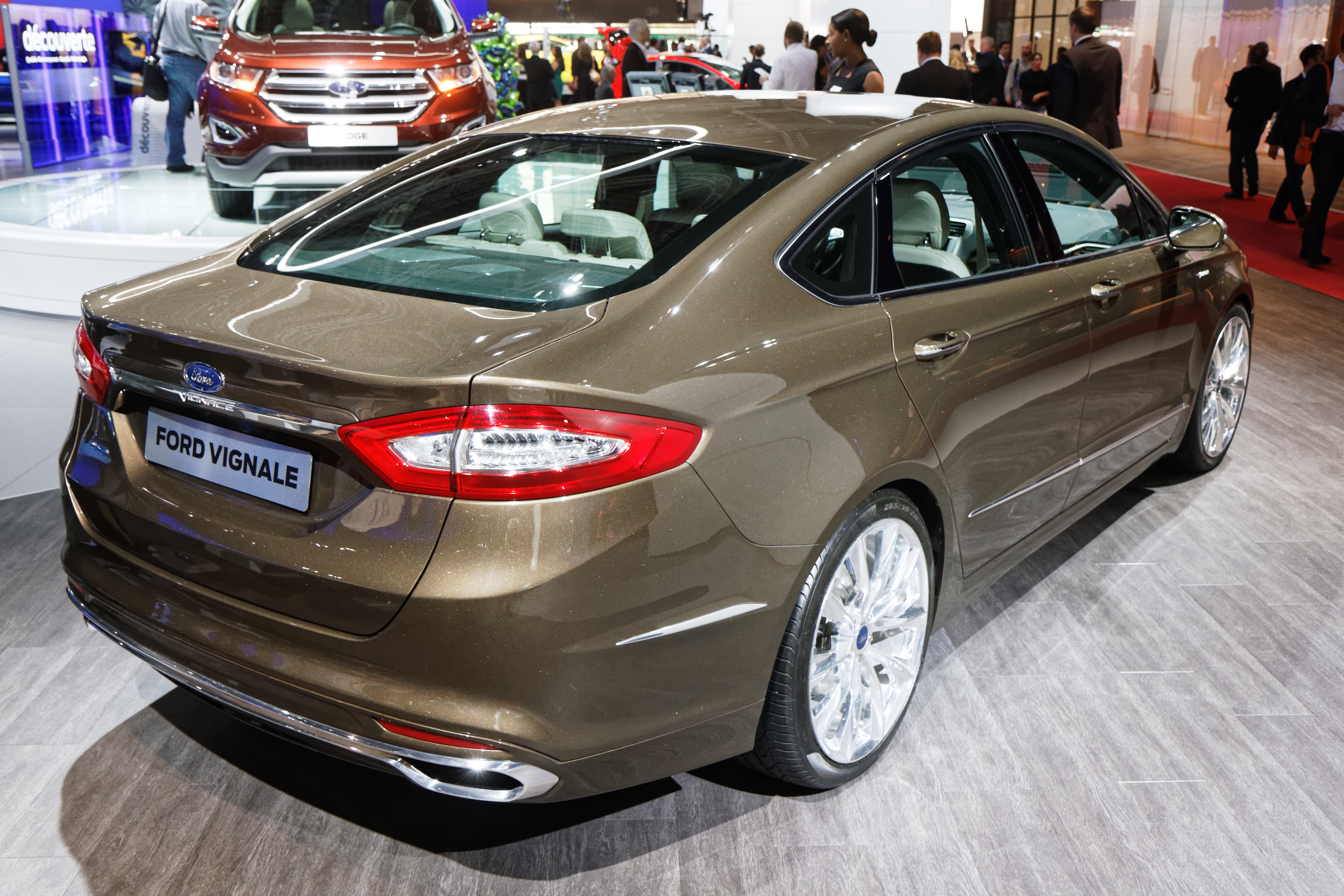
Heckansicht (2015–2019)

### Technische Daten

#### Ottomotoren
|                                             | 1.0 EcoBoost                  | 1.5 EcoBoost                   | 1.5 EcoBoost                      | 2.0 EcoBoost                   | 2.0 EcoBoost                   | 2.0 Hybrid                                              |
| Bauzeitraum                                 | 02/2015–05/2018               | 08/2014–05/2018                | 05/2018–09/2019                   | 08/2014–05/2018                | 08/2014–05/2018                | 08/2014–04/2022                                         |
| Motorkenndaten                              |                               |                                |                                   |                                |                                |                                                         |
| Motortyp                                    | R3-Ottomotor                  | R4-Ottomotor                   | R4-Ottomotor                      | R4-Ottomotor                   | R4-Ottomotor                   | R4-Ottomotor + Elektromotor                             |
| Anzahl der Ventile pro Zylinder             | 4                             | 4                              | 4                                 | 4                              | 4                              | 4                                                       |
| Ventilsteuerung                             | DOHC, Zahnriemen              | DOHC, Zahnriemen               | DOHC, Zahnriemen                  | DOHC, Kette                    | DOHC, Kette                    | DOHC, Kette                                             |
| Gemischaufbereitung                         | Direkteinspritzung            | Direkteinspritzung             | Direkteinspritzung                | Direkteinspritzung             | Direkteinspritzung             | Direkteinspritzung                                      |
| Motoraufladung                              | Turbolader, Ladeluftkühler    | Turbolader, Ladeluftkühler     | Turbolader, Ladeluftkühler        | Turbolader, Ladeluftkühler     | Turbolader, Ladeluftkühler     | –                                                       |
| Kühlung                                     | Wasserkühlung                 | Wasserkühlung                  | Wasserkühlung                     | Wasserkühlung                  | Wasserkühlung                  | Wasserkühlung                                           |
| Bohrung × Hub                               | 71,9 mm × 82,0 mm             | 79,0 mm × 76,5 mm              | 79,0 mm × 76,5 mm                 | 87,5 mm × 83,1 mm              | 87,5 mm × 83,1 mm              | 87,5 mm × 83,1 mm                                       |
| Hubraum                                     | 998 cm³                       | 1499 cm³                       | 1499 cm³                          | 1999 cm³                       | 1999 cm³                       | 1999 cm³                                                |
| max. Leistung                               | 92 kW (125 PS) bei 6000 min−1 | 118 kW (160 PS) bei 6000 min−1 | 121 kW (165 PS) bei 6000 min−1    | 149 kW (203 PS) bei 5400 min−1 | 176 kW (240 PS) bei 5300 min−1 | 138 kW (187 PS) bei 6000 min−1                          |
| max. Drehmoment                             | 170 Nm bei 1400–4500 min−1    | 240 Nm bei 1600–4000 min−1     | 242 Nm bei 1600–4000 min−1        | 345 Nm bei 2700–3500 min−1     | 345 Nm bei 2300–4900 min−1     | 300 Nm bei 1750–4500 min−1                              |
| Kraftübertragung                            |                               |                                |                                   |                                |                                |                                                         |
| Antrieb, serienmäßig                        | Vorderradantrieb              | Vorderradantrieb               | Vorderradantrieb                  | Vorderradantrieb               | Vorderradantrieb               | Vorderradantrieb                                        |
| Antrieb, optional                           | –                             | –                              | –                                 | –                              | –                              | –                                                       |
| Getriebe, serienmäßig                       | 6-Gang-Schaltgetriebe         | 6-Gang-Schaltgetriebe          | 6-Gang-Schaltgetriebe             | 6-Stufen-Automatik             | 6-Stufen-Automatik             | CVT-Getriebe                                            |
| Getriebe, optional                          | –                             | 6-Stufen-Automatik             | 6-Stufen-Automatik                | –                              | –                              | –                                                       |
| Messwerte (Limousine)                       |                               |                                |                                   |                                |                                |                                                         |
| Höchstgeschwindigkeit                       | 200 km/h                      | 222 km/h (214 km/h)            | 214 km/h (209 km/h)               | 232 km/h                       | 240 km/h                       | 187 km/h                                                |
| Beschleunigung, 0–100 km/h                  | 12,0 s                        | 9,2 s (9,1 s)                  | 10,3 s (11,1 s)                   | 8,7 s                          | 7,9 s                          | 9,2 s                                                   |
| Kraftstoffverbrauch auf 100 km (kombiniert) | 5,1 l Super                   | 5,8 l Super (6,3 l Super)      | 6,3–6,6 l Super (7,3–7,4 l Super) | 7,3 l Super                    | 7,3 l Super                    | 4,2 l Super                                             |
| CO2-Emission (kombiniert)                   | 119 g/km                      | 134 g/km (146 g/km)            | 144–150 g/km (163–167 g/km)       | 169 g/km                       | 169 g/km                       | 99 g/km                                                 |
| Abgasnorm nach EU-Klassifikation            | Euro 6                        | Euro 6                         | Euro 6d-TEMP                      | Euro 6                         | Euro 6                         | Euro 6 (ab 02/2019: Euro 6d-TEMP) (ab 09/2020: Euro 6d) |
| Messwerte (Kombi)                           |                               |                                |                                   |                                |                                |                                                         |
| Höchstgeschwindigkeit                       | 195 km/h                      | 217 km/h (209 km/h)            | 212 km/h (207 km/h)               | 227 km/h                       | 235 km/h                       | 187 km/h                                                |
| Beschleunigung, 0–100 km/h                  | 12,1 s                        | 9,3 s (9,2 s)                  | 10,4 s (11,2 s)                   | 8,8 s                          | 8,0 s                          | 9,4 s                                                   |
| Kraftstoffverbrauch auf 100 km (kombiniert) | 5,2 l Super                   | 5,9 l Super (6,5 l Super)      | 6,4–6,6 l Super (7,5–7,6 l Super) | 7,5 l Super                    | 7,5 l Super                    | 4,4–5,0 l Super                                         |
| CO2-Emission (kombiniert)                   | 120 g/km                      | 137 g/km (152 g/km)            | 145–152 g/km (168–172 g/km)       | 174 g/km                       | 174 g/km                       | 101–113 g/km                                            |
| Abgasnorm nach EU-Klassifikation            | Euro 6                        | Euro 6                         | Euro 6d-TEMP                      | Euro 6                         | Euro 6                         | Euro 6 (ab 02/2019: Euro 6d-TEMP) (ab 09/2020: Euro 6d) |

- Werte in runden Klammern stehen für das Automatikgetriebe.
- Die Verfügbarkeit der Motoren ist von Modell, Ausstattung und Markt abhängig.
- Hybrid für Kombi seit 02/2019

#### Dieselmotoren
|                                             | 1.5 Duratorq TDCi             | 1.5 Duratorq TDCi ECOnetic    | 1.6 Duratorq TDCi             | 1.6 Duratorq TDCi ECOnetic    | 2.0 EcoBlue                                | 2.0 EcoBlue                                | 2.0 EcoBlue                         | 2.0 Duratorq TDCi                          | 2.0 Duratorq TDCi                          | 2.0 Duratorq BiTurbo TDCi      |
| Bauzeitraum                                 | 05/2015–05/2018               | 05/2015–05/2018               | 08/2014–05/2015               | 08/2014–05/2015               | 02/2019–09/2021                            | 02/2019–09/2021                            | 02/2019–09/2021                     | 08/2014–02/2019                            | 08/2014–02/2019                            | 05/2015–05/2018                |
| Motorkenndaten                              |                               |                               |                               |                               |                                            |                                            |                                     |                                            |                                            |                                |
| Motortyp                                    | R4-Dieselmotor                | R4-Dieselmotor                | R4-Dieselmotor                | R4-Dieselmotor                | R4-Dieselmotor                             | R4-Dieselmotor                             | R4-Dieselmotor                      | R4-Dieselmotor                             | R4-Dieselmotor                             | R4-Dieselmotor                 |
| Anzahl der Ventile pro Zylinder             | 2                             | 2                             | 2                             | 2                             | 4                                          | 4                                          | 4                                   | 4                                          | 4                                          | 4                              |
| Ventilsteuerung                             | OHC, Zahnriemen               | OHC, Zahnriemen               | OHC, Zahnriemen               | OHC, Zahnriemen               | DOHC, Zahnriemen                           | DOHC, Zahnriemen                           | DOHC, Zahnriemen                    | DOHC, Zahnriemen                           | DOHC, Zahnriemen                           | DOHC, Zahnriemen               |
| Gemischaufbereitung                         | Common-Rail-Einspritzung      | Common-Rail-Einspritzung      | Common-Rail-Einspritzung      | Common-Rail-Einspritzung      | Common-Rail-Einspritzung                   | Common-Rail-Einspritzung                   | Common-Rail-Einspritzung            | Common-Rail-Einspritzung                   | Common-Rail-Einspritzung                   | Common-Rail-Einspritzung       |
| Motoraufladung                              | Turbolader, Ladeluftkühler    | Turbolader, Ladeluftkühler    | Turbolader, Ladeluftkühler    | Turbolader, Ladeluftkühler    | Turbolader, Ladeluftkühler                 | Turbolader, Ladeluftkühler                 | Turbolader, Ladeluftkühler          | Turbolader, Ladeluftkühler                 | Turbolader, Ladeluftkühler                 | Bi-Turbolader, Ladeluftkühler  |
| Kühlung                                     | Wasserkühlung                 | Wasserkühlung                 | Wasserkühlung                 | Wasserkühlung                 | Wasserkühlung                              | Wasserkühlung                              | Wasserkühlung                       | Wasserkühlung                              | Wasserkühlung                              | Wasserkühlung                  |
| Bohrung × Hub                               | 73,5 mm × 88,3 mm             | 73,5 mm × 88,3 mm             | 75,0 mm × 88,3 mm             | 75,0 mm × 88,3 mm             |                                            |                                            |                                     | 85,0 mm × 88,0 mm                          | 85,0 mm × 88,0 mm                          | 85,0 mm × 88,0 mm              |
| Hubraum                                     | 1499 cm³                      | 1499 cm³                      | 1560 cm³                      | 1560 cm³                      | 1995 cm³                                   | 1995 cm³                                   | 1995 cm³                            | 1997 cm³                                   | 1997 cm³                                   | 1997 cm³                       |
| max. Leistung                               | 88 kW (120 PS) bei 3600 min−1 | 88 kW (120 PS) bei 3600 min−1 | 85 kW (115 PS) bei 3600 min−1 | 85 kW (115 PS) bei 3600 min−1 | 88 kW (120 PS) bei 3500 min−1              | 110 kW (150 PS) bei 3500 min−1             | 140 kW (190 PS) bei 3500 min−1      | 110 kW (150 PS) bei 3750 min−1             | 132 kW (180 PS) bei 3500 min−1             | 154 kW (209 PS) bei 3750 min−1 |
| max. Drehmoment                             | 270 Nm bei 1750–2500 min−1    | 270 Nm bei 1750–2500 min−1    | 270 Nm bei 1750–2500 min−1    | 270 Nm bei 1750–2500 min−1    | 340 Nm bei 1750–2250 min−1                 | 370 Nm bei 2000–2500 min−1                 | 400 Nm bei 2000–3000 min−1          | 350 Nm bei 1750–2750 min−1                 | 400 Nm bei 2000–3250 min−1                 | 450 Nm bei 1750–3000 min−1     |
| Kraftübertragung                            |                               |                               |                               |                               |                                            |                                            |                                     |                                            |                                            |                                |
| Antrieb, serienmäßig                        | Vorderradantrieb              | Vorderradantrieb              | Vorderradantrieb              | Vorderradantrieb              | Vorderradantrieb                           | Vorderradantrieb                           | Vorderradantrieb                    | Vorderradantrieb                           | Vorderradantrieb                           | Vorderradantrieb               |
| Antrieb, optional                           | –                             | –                             | –                             | –                             | –                                          | –                                          | Allradantrieb                       | Allradantrieb                              | Allradantrieb                              | –                              |
| Getriebe, serienmäßig                       | 6-Gang-Schaltgetriebe         | 6-Gang-Schaltgetriebe         | 6-Gang-Schaltgetriebe         | 6-Gang-Schaltgetriebe         | 6-Gang-Schaltgetriebe                      | 6-Gang-Schaltgetriebe                      | 8-Gang-Automatikgetriebe            | 6-Gang-Schaltgetriebe                      | 6-Gang-Schaltgetriebe                      | 6-Gang-Powershift              |
| Getriebe, optional                          | –                             | –                             | –                             | –                             | –                                          | 8-Gang-Automatikgetriebe                   | –                                   | 6-Gang-Powershift                          | 6-Gang-Powershift                          | –                              |
| Messwerte (Limousine)                       |                               |                               |                               |                               |                                            |                                            |                                     |                                            |                                            |                                |
| Höchstgeschwindigkeit                       | 192 km/h                      | 192 km/h                      | 192 km/h                      | 192 km/h                      | 197 km/h                                   | 215 km/h (211 km/h)                        | 223 km/h [221 km/h]                 | 215 km/h (213 km/h) [215 km/h]             | 225 km/h (223 km/h) [221 km/h]             | 233 km/h                       |
| Beschleunigung, 0–100 km/h                  | 11,5 s                        | 11,7 s                        | 12,1 s                        | 12,3 s                        | 11,4 s                                     | 9,7 s (10,3 s)                             | 8,9 s [9,1 s]                       | 9,3 s (9,9 s) [10,3 s]                     | 8,3 s (8,6 s) [9,3 s]                      | 7,9 s                          |
| Kraftstoffverbrauch auf 100 km (kombiniert) | 4,0 l Diesel                  | 3,6 l Diesel                  | 4,2 l Diesel                  | 3,7 l Diesel                  | 4,5–4,8 l Diesel                           | 4,5–4,8 l Diesel (4,9–5,0 l Diesel)        | 4,9–5,1 l Diesel [5,3–5,5 l Diesel] | 4,2 l Diesel (4,8 l Diesel) [4,8 l Diesel] | 4,3 l Diesel (4,8 l Diesel) [5,2 l Diesel] | 4,8 l Diesel                   |
| CO2-Emission (kombiniert)                   | 104 g/km                      | 94 g/km                       | 109 g/km                      | 99 g/km                       | 117–123 g/km                               | 118–123 g/km (130–132 g/km)                | 130–133 g/km [138–142 g/km]         | 109 g/km (125 g/km) [124 g/km]             | 115 g/km (125 g/km) [134 g/km]             | 124 g/km                       |
| Abgasnorm nach EU-Klassifikation            | Euro 6                        | Euro 6                        | Euro 6                        | Euro 6                        | Euro 6d-TEMP                               | Euro 6d-TEMP                               | Euro 6d-TEMP                        | Euro 6                                     | Euro 6                                     | Euro 6                         |
| Messwerte (Kombi)                           |                               |                               |                               |                               |                                            |                                            |                                     |                                            |                                            |                                |
| Höchstgeschwindigkeit                       | 190 km/h                      | 190 km/h                      | 187 km/h                      | 187 km/h                      | 193 km/h                                   | 210 km/h (206 km/h)                        | 218 km/h [216 km/h]                 | 210 km/h (208 km/h) [210 km/h]             | 220 km/h (218 km/h) [216 km/h]             | 228 km/h                       |
| Beschleunigung, 0–100 km/h                  | 11,7 s                        | 11,9 s                        | 12,3 s                        | 12,5 s                        | 11,5 s                                     | 9,8 s (10,4 s)                             | 9,0 s [9,2 s]                       | 9,4 s (10,0 s) [10,5 s]                    | 8,4 s (8,7 s) [9,5 s]                      | 8,1 s                          |
| Kraftstoffverbrauch auf 100 km (kombiniert) | 4,1 l Diesel                  | 3,8 l Diesel                  | 4,3 l Diesel                  | 3,9 l Diesel                  | 4,3 l Diesel (4,9 l Diesel) [4,9 l Diesel] | 4,4 l Diesel (4,9 l Diesel) [5,3 l Diesel] | 5,0 l Diesel                        | 4,3 l Diesel (4,8 l Diesel) [4,9 l Diesel] | 4,8 l Diesel (4,8 l Diesel) [5,3 l Diesel] | 5,0–5,2 l Diesel               |
| CO2-Emission (kombiniert)                   | 107 g/km                      | 99 g/km                       | 114 g/km                      | 104 g/km                      | 121–127 g/km                               | 121–127 g/km (134–137 g/km)                | 134–137 g/km [141–144 g/km]         | 112 g/km (128 g/km) [127 g/km]             | 117 g/km (128 g/km) [137 g/km]             | 129 g/km                       |
| Abgasnorm nach EU-Klassifikation            | Euro 6                        | Euro 6                        | Euro 6                        | Euro 6                        | Euro 6d-TEMP (ab 09/2020: Euro 6d)         | Euro 6d-TEMP (ab 09/2020: Euro 6d)         | Euro 6d-TEMP (ab 09/2020: Euro 6d)  | Euro 6                                     | Euro 6                                     | Euro 6                         |

1. ↑  Beim 110-kW-Diesel nur in Verbindung mit dem 6-Gang-Schaltgetriebe

Beim 138-kW-Diesel nur in Verbindung mit dem 6-Gang-Powershift-Getriebe

- Werte in runden Klammern stehen für das Automatikgetriebe.
 Werte in eckigen Klammern stehen für den verfügbaren Allradantrieb.

## Mondeo ’22 (seit 2022)
Bilder eines neuen Mondeo verbreiteten sich im November 2021 über das Internet. Offiziell vorgestellt wurde er im Januar 2022. Die neue Modellgeneration soll vorerst nur auf dem chinesischen Markt angeboten werden. Dort wird sie seit März 2022 in vier Ausstattungsvarianten verkauft. Eine Nachfolge für den bisherigen Mondeo in Europa ist derzeit nicht geplant. Im Nahen Osten wird diese Baureihe aus China importiert und als Ford Taurus vermarktet.
Anders als der Ford Evos zeigt sich die neue Generation weiterhin in einer klassischen Limousinen-Silhouette, wobei deren Designelemente in der Front mit denen des Ford Mustang im Heckbereich, wie etwa die Rückleuchten, kombiniert werden. Die Plattform teilt sich der neue Mondeo mit dem Lincoln Zephyr, der im November 2021 auf der Guangzhou Auto Show debütierte.

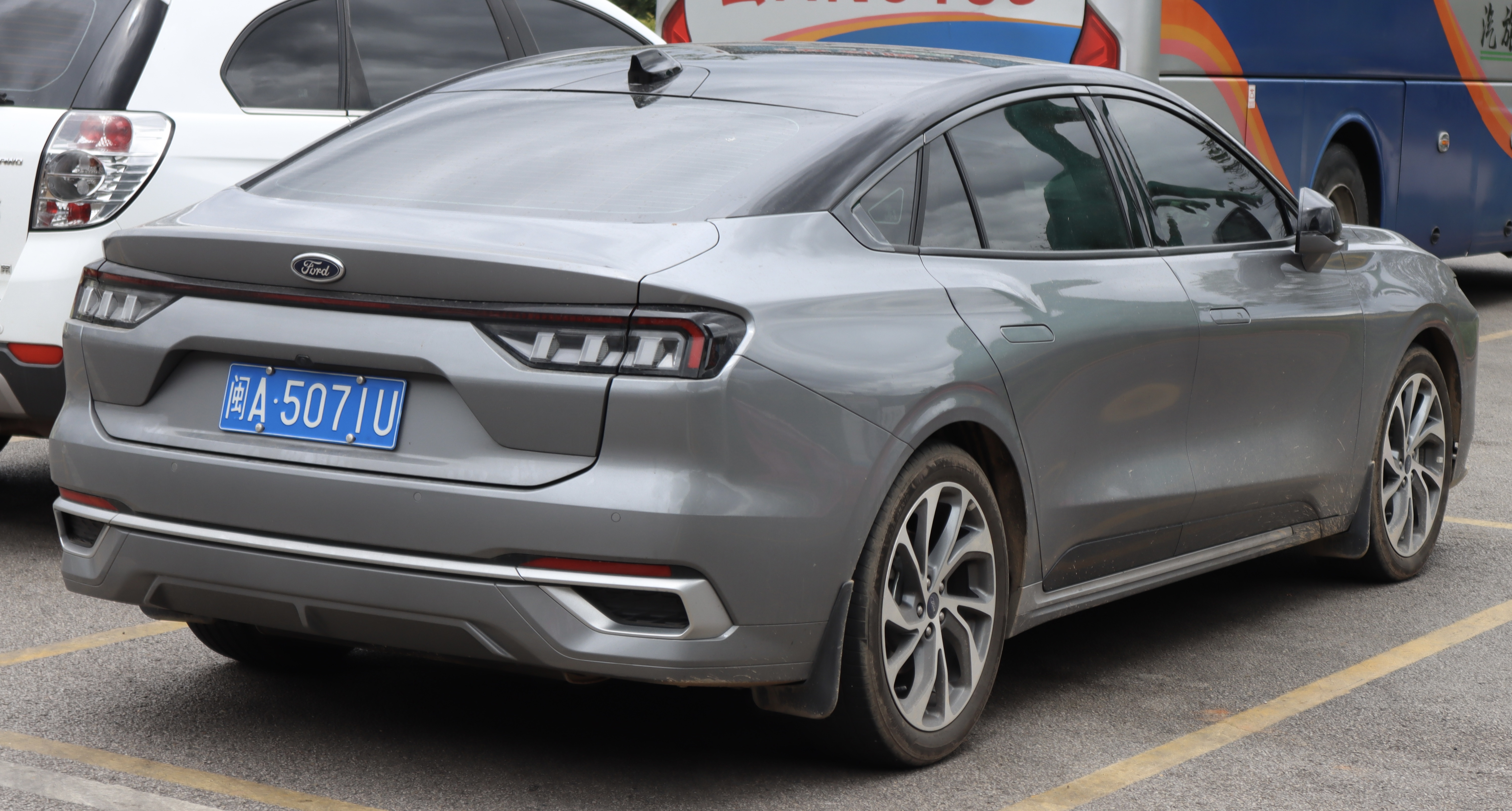
Heckansicht
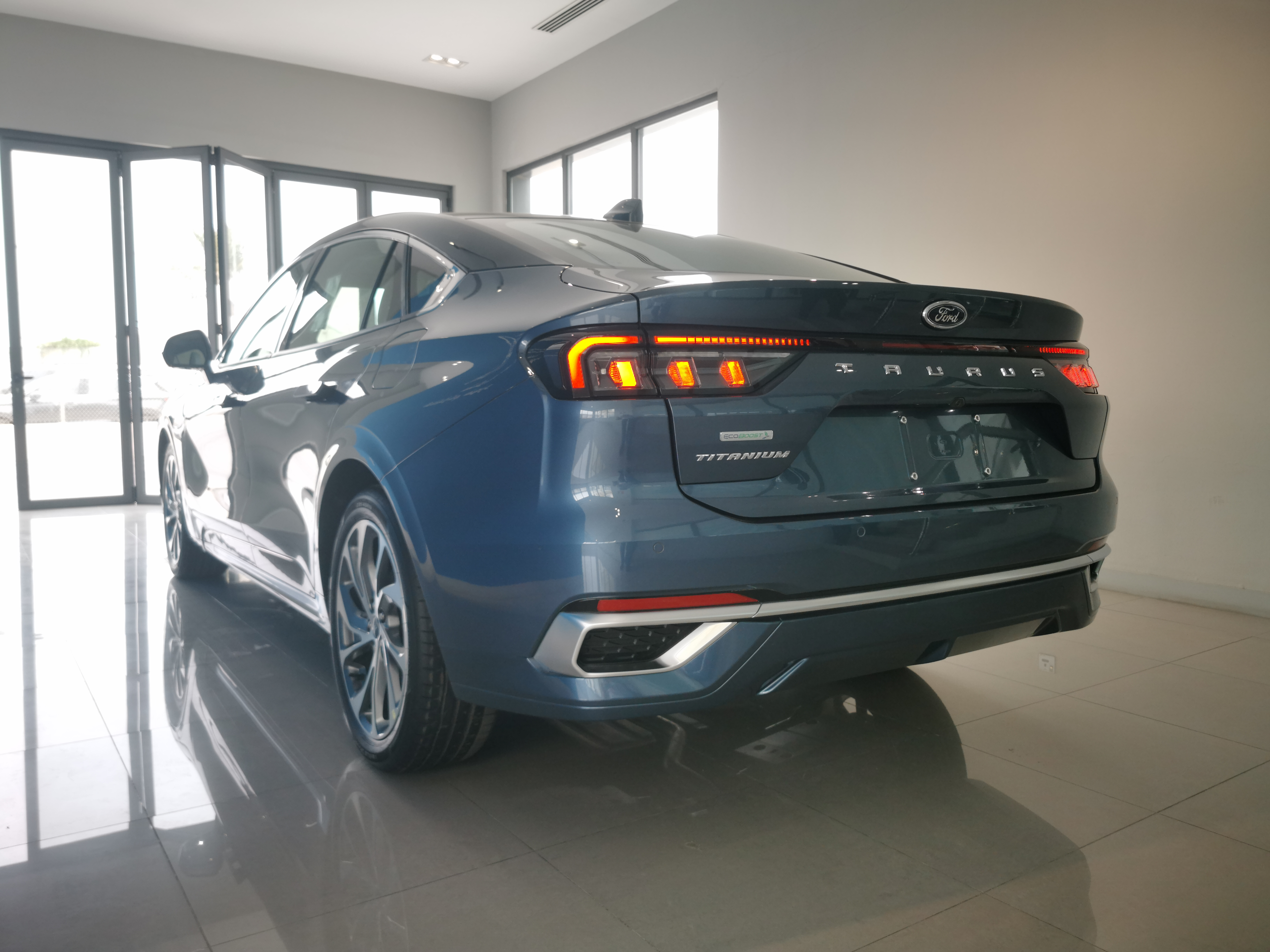
Ford Taurus (seit 2022)
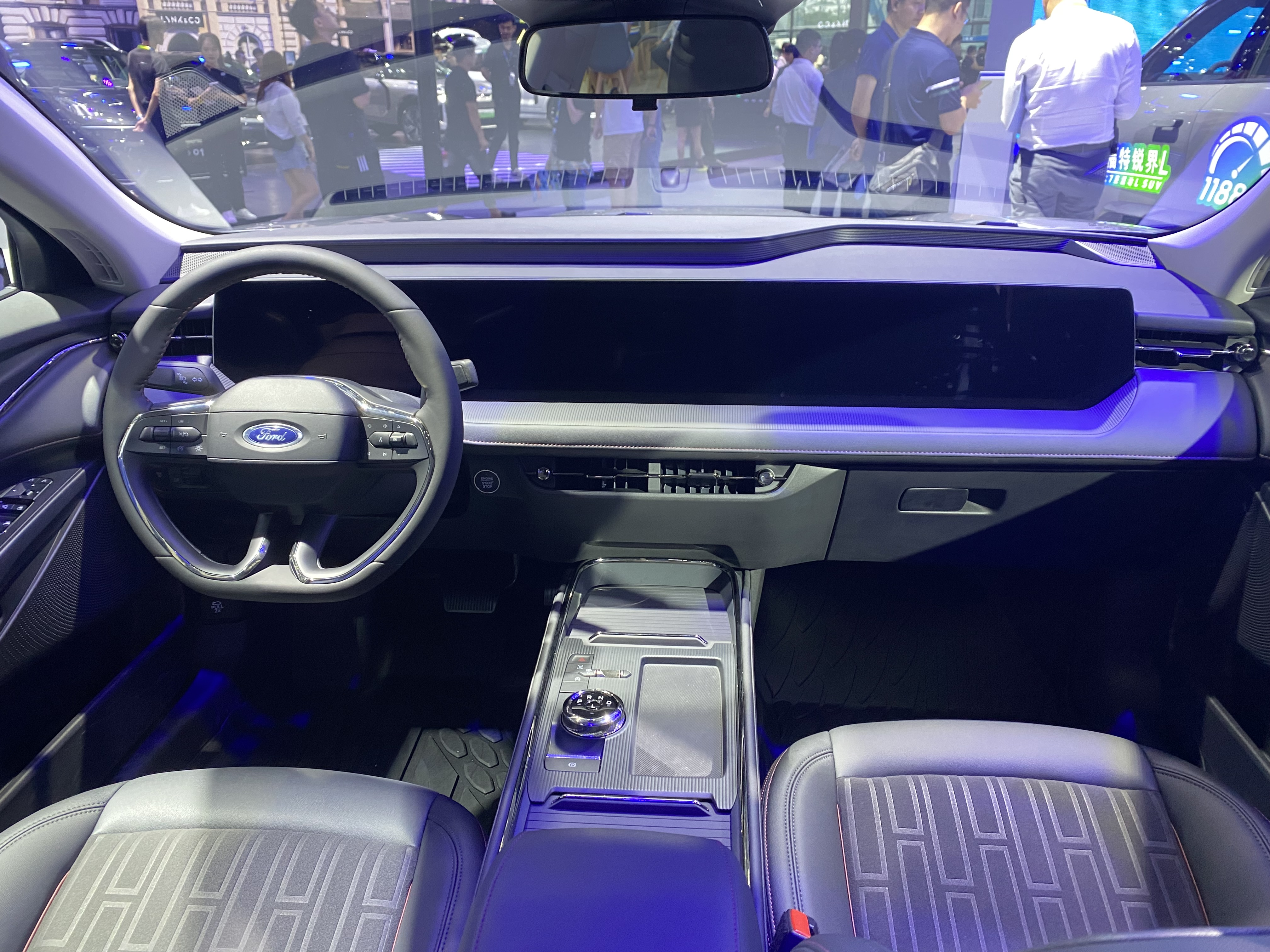
Innenraum

Angetrieben wird das Modell von einem aufgeladenen Zweiliter-Ottomotor, der in einem Joint Venture mit Changan-Ford entwickelt und produziert wird. Der Motor leistet 175 kW (238 PS) und hat ein maximales Drehmoment von 376 Nm. Die Höchstgeschwindigkeit wird mit 220 km/h angegeben. Eine schwächere Motorisierung folgte im Juli 2023. Seit November 2023 ist außer dem ein Otto-Hybrid im Angebot. Ende Dezember 2023 stieg die maximale Leistung des Zweiliter-Benziners auf 187 kW (254 PS).
|                                             | EcoBoost 180               | EcoBoost 245               | EcoBoost 245               | EcoBoost 1.5 E-Hybrid     |
| ------------------------------------------- | -------------------------- | -------------------------- | -------------------------- | ------------------------- |
| Bauzeitraum                                 | seit 07/2023               | 03/2022–12/2023            | seit 12/2023               | seit 11/2023              |
| Motorkenndaten                              |                            |                            |                            |                           |
| Motorart                                    | Ottomotor                  | Ottomotor                  | Ottomotor                  | Ottomotor + Elektromotor  |
| Motorbauart                                 | Reihen-Vierzylinder-Motor  | Reihen-Vierzylinder-Motor  | Reihen-Vierzylinder-Motor  | Reihen-Vierzylinder-Motor |
| Motoraufladung                              | Turbolader                 | Turbolader                 | Turbolader                 | Turbolader                |
| Verdichtungsverhältnis                      | 11 : 1                     | 10 : 1                     | 10,8 : 1                   | k. A.                     |
| Hubraum                                     | 1498 cm³                   | 1999 cm³                   | 1995 cm³                   | 1498 cm³                  |
| max. Leistung bei min−1                     | 140 kW (190 PS) / 6000     | 175 kW (238 PS) / 5500     | 187 kW (254 PS) / 5500     | 153 kW (208 PS) / 6000    |
| max. Drehmoment bei min−1                   | 258 Nm / 1750–4500         | 376 Nm / 2500–3750         | 393 Nm / 2000–4000         | 222 Nm / 1750–6000        |
| Kraftübertragung                            |                            |                            |                            |                           |
| Antrieb                                     | Vorderradantrieb           | Vorderradantrieb           | Vorderradantrieb           | Vorderradantrieb          |
| Getriebe                                    | 8-Stufen-Automatikgetriebe | 8-Stufen-Automatikgetriebe | 8-Stufen-Automatikgetriebe | E-CVT                     |
| Messwerte                                   |                            |                            |                            |                           |
| Höchstgeschwindigkeit                       | 208 km/h                   | 220 km/h                   | 220 km/h                   | 175 km/h                  |
| Beschleunigung, 0–100 km/h                  | k. A.                      | 6,5 s                      | 6,5 s                      | k. A.                     |
| Kraftstoffverbrauch auf 100 km (kombiniert) | 6,6–6,8 l Super            | 7,1–7,4 l Super            | 6,9–7,2 l Super            | 4,6–4,9 l Super           |
| Tankinhalt                                  | 66 l                       | 66 l                       | 66 l                       | 53 l                      |
| Abgasnorm                                   | China VI                   | China VI                   | China VI                   | China VI                  |

## Motorsport

### BTCC

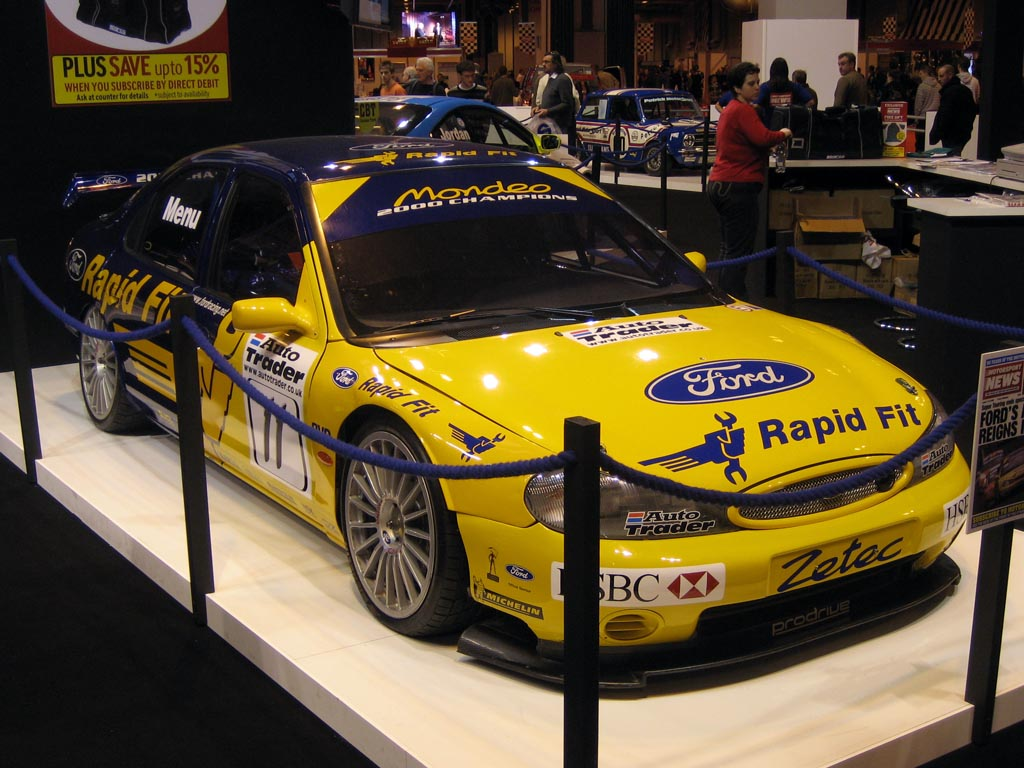
Alain Menu gewann 2000 die BTCC auf einem Mondeo '97

Andy Rouse setzte in der British Touring Car Championship ab der Saison 1993 als Werksteam zwei Mondeo ’93 ein. Obwohl die Fahrzeuge erst zur Mitte der Saison einsatzbereit waren, gelang es dem Neuseeländer Paul Radisich mit drei Siegen noch den dritten Gesamtrang zu erreichen. In der ersten vollen Saison 1994 gelang ihm erneut ein dritter Gesamtrang, jedoch nur mit zwei Siegen. Erfolgreicher war Radisich bei der Tourenwagen-Weltmeisterschaft, die zu dieser Zeit als Einzelrennen ausgetragen wurde. 1993 gewann er das Rennen in Monza, 1994 konnte er in Donington Park erneut gewinnen. In den folgenden Jahren waren die Fahrzeuge nur noch gelegentlich zu Siegen fähig, meistens bewegten sie sich im Mittelfeld. Dies änderte sich erst 2000, als die Meisterschaft an Bedeutung verlor und nur noch drei Werksteams mit je drei Fahrern antraten. Alain Menu gewann den Titel vor seinen beiden Teamkollegen Anthony Reid und Rickard Rydell.

### STW
Gemeinsam mit den beiden Rennställen Wolf und Eggenberger entwickelte Ford ein Rennfahrzeug für den Super-Tourenwagen-Cup auf Basis des in der BTCC eingesetzten Mondeo '93. Der frontgetriebene Wagen hatte einen 2,0-Liter-V6-Motor von Cosworth, der rund 220 kW (300 PS) leistete. Als problematisch stellte sich die vom Reglement vorgeschriebene Höchstdrehzahl von 8500 min−1 heraus, wodurch die Höchstleistung der drehfreudigen V6-Motoren stark verringert wurde. Sämtliche Konkurrenten fuhren mit Reihenvierzylinder-Motoren mit hohem Drehmoment zwischen 5500 und 7100 min−1, bei denen die Nachteile bei hohen Drehzahlen wegen des vorgeschriebenen Drehzahlbegrenzers jedoch kaum spürbar waren.
Markus Oestreich erreichte in der ersten Saison 1994 Platz fünf. Für 1995 entwickelte Wolf eine Allrad-Version, die jedoch hinter den Erwartungen zurückblieb und 1996 wieder durch den Fronttriebler ersetzt wurde. Aufgrund der anhaltenden Erfolglosigkeit stieg Ford am Ende der Saison aus der STW aus, in drei Jahren erreichte der Mondeo nur eine Pole-Position und einen Rennsieg durch Roland Asch.

### DTM

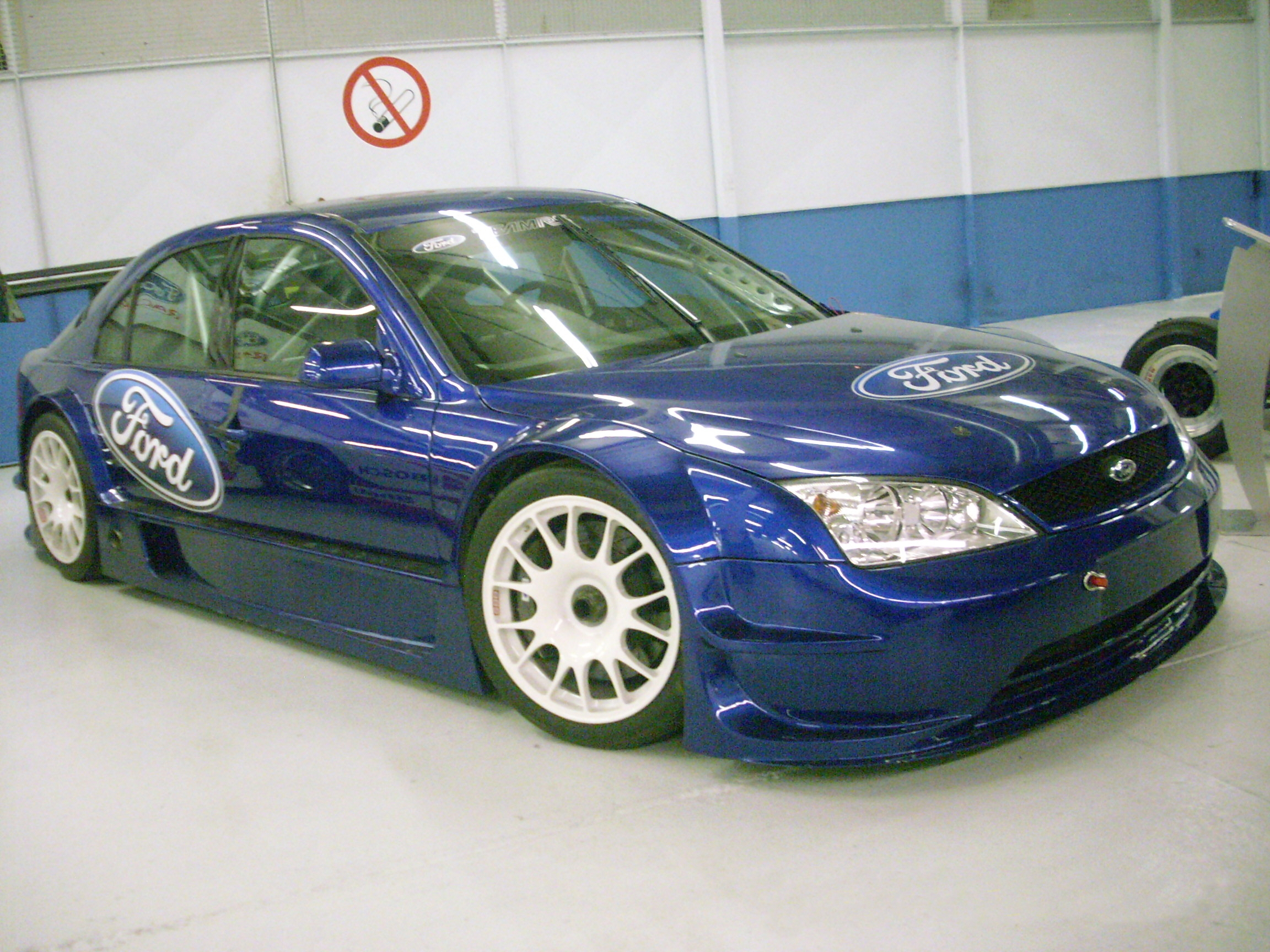
Konzeptstudie des Mondeo '01 nach DTM-Reglement

Ford Racing entwickelte im Jahr 2000 eine Konzeptstudie des Mondeo ’01 auf Grundlage des damaligen DTM-Reglements. Hierbei handelte es sich um einen Prototyp-Rennwagen mit V8-Motor, 4 Litern Hubraum und Hinterradantrieb. Wie bei den anderen DTM-Rennwagen handelte es sich um ein Silhouettefahrzeug, das nur wie das Serienfahrzeug aussah, jedoch technisch mit ihm nichts gemeinsam hatte. Es blieb bei der Studie, ein Rennfahrzeug wurde nicht gebaut.

### Breitensport
Wie schon 2008, gewann auch 2009 ein Ford Mondeo in der Klasse SP4T beim 24-Stunden-Rennen auf dem Nürburgring. Das Team MSC Adenau e. V. war mit einem Mondeo mit 2,5-Liter-Turbomotor angetreten. Seine schnellste Rundengeschwindigkeit lag bei 145,213 km/h; er absolvierte 123 Runden innerhalb von 23 Stunden, 57 Minuten und 43,253 Sekunden und lag damit 14 Runden vor dem Zweitplatzierten.